# VIII. konstitutionelle Regierung Osttimors

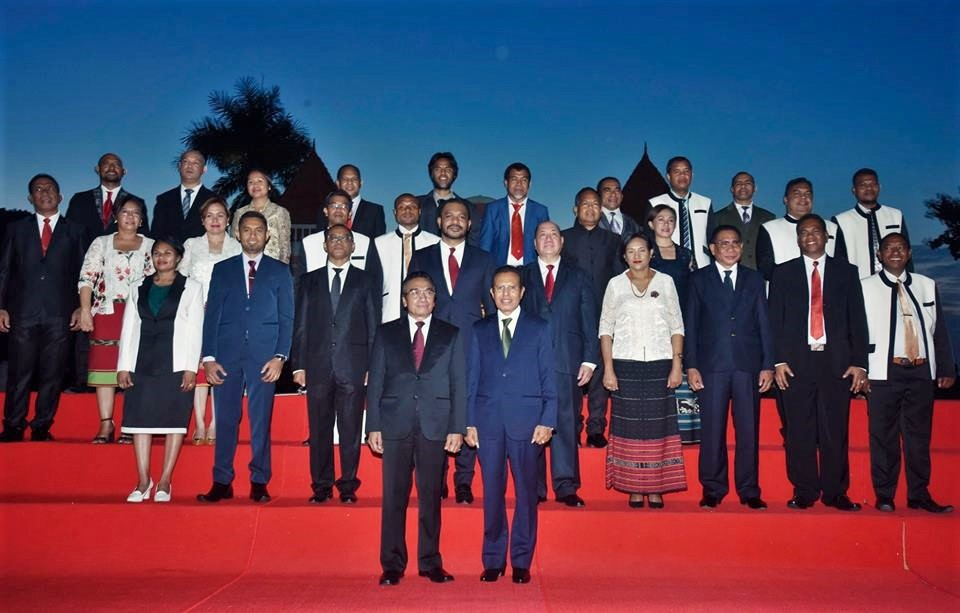
Die VIII. Regierung bei der Vereidigung am 22. Juni 2018

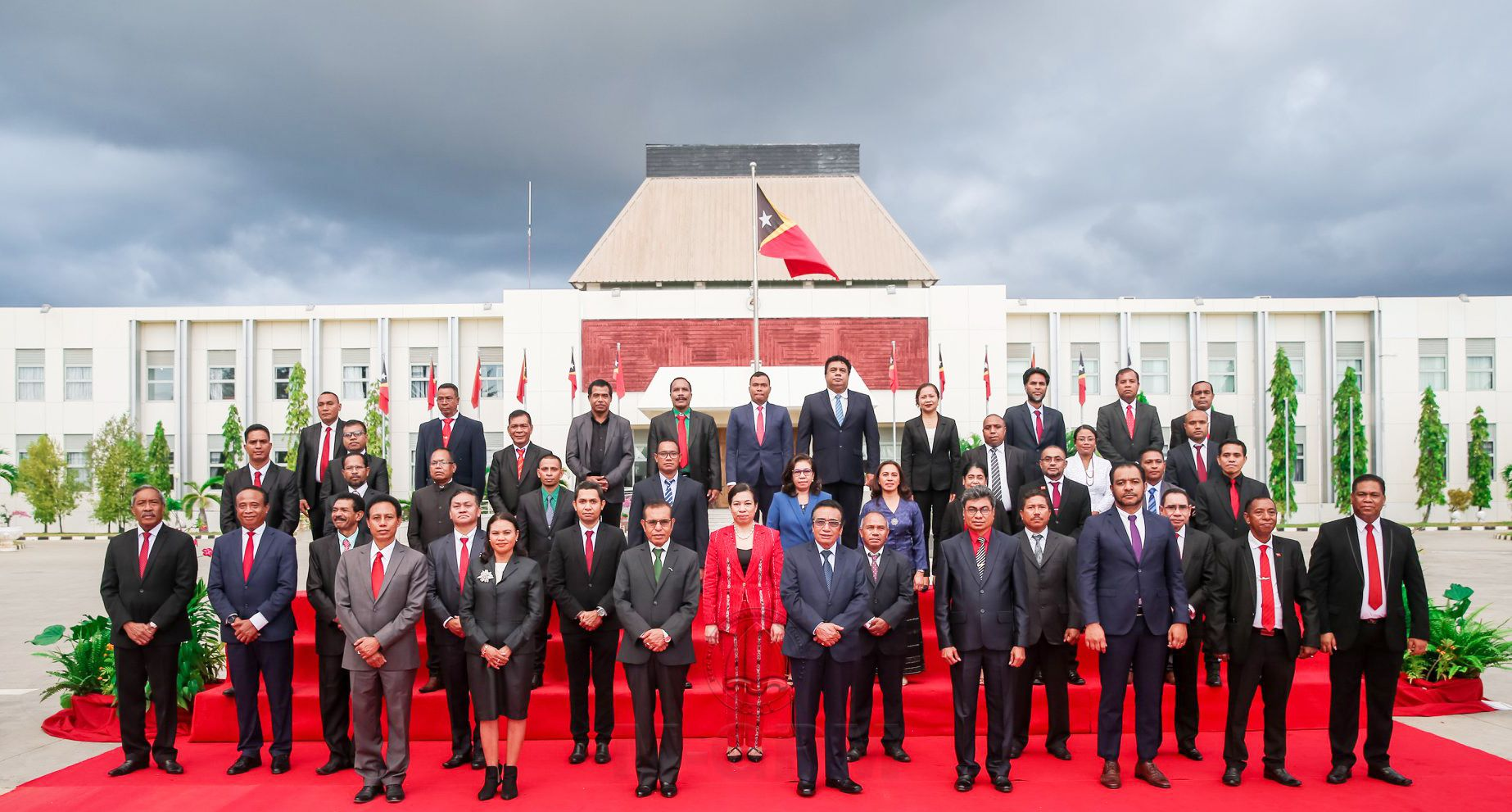
Die VIII. Regierung nach der Umbildung am 24. Juni 2020

Die VIII. konstitutionelle Regierung Osttimors (VIII Constitutional Government) war die achte Regierung Osttimors seit der Entlassung Osttimors in die Unabhängigkeit am 20. Mai 2002. Sie war seit ihrer Vereidigung am 22. Juni 2018 im Amt. In Mai und Juni 2020 wurde das Kabinett wegen eines Wechsels in der Koalition komplett umgebaut. Ihre Amtszeit endete 2023.

## Geschichte

### Streit um Kabinettsbildung

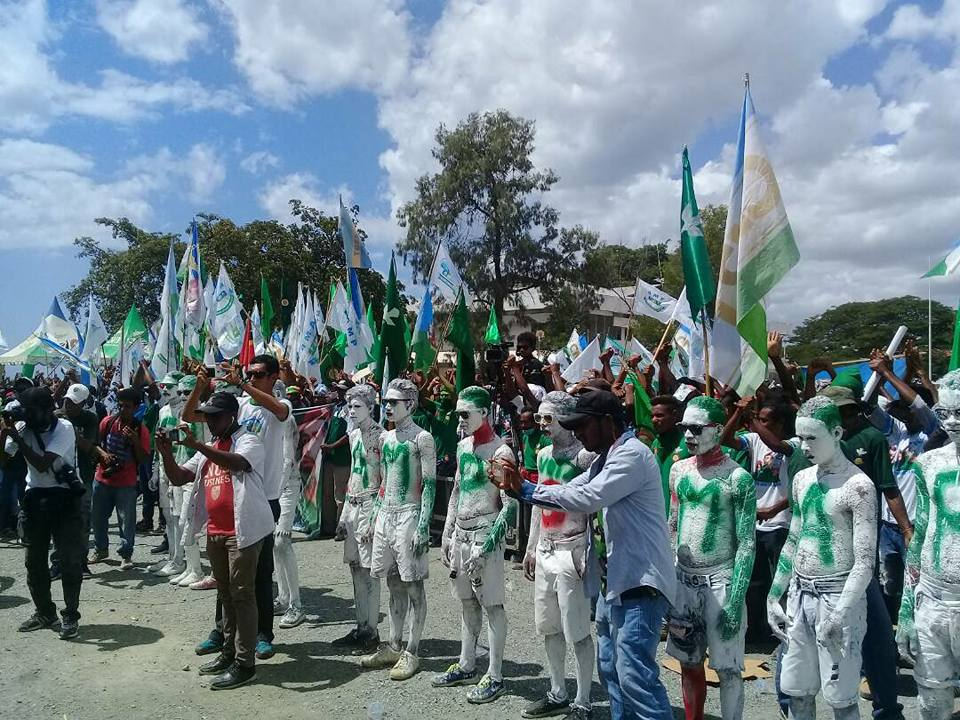
AMP-Kamapgne in Manatuto (2018)

Die VII. konstitutionelle Regierung Osttimors konnte sich im Nationalparlament nur auf eine Minderheit aus FRETILIN und Partido Democrático (PD) stützen und daher weder ihr Regierungsprogramm, noch einen Staatshaushalt durchsetzen. Staatspräsident Francisco Guterres löste daher im Januar 2018 das 4. Nationalparlament Osttimors auf. Aus den vorgezogenen Neuwahlen am 12. Mai 2018 ging das Oppositionsbündnis Aliança da Maioria Parlamentar (deutsch Allianz der Parlamentsmehrheit, AMP) mit der absoluten Mehrheit der Parlamentssitze im 5. Nationalparlament Osttimors hervor. Der AMP gehörten Congresso Nacional da Reconstrução Timorense (CNRT), Partidu Libertasaun Popular (PLP) und KHUNTO an.
Drei Wochen nach den Wahlen nominierte die AMP Taur Matan Ruak, den Vorsitzenden der PLP und ehemaligen Präsidenten, zu ihrem Kandidaten für das Premierministeramt. Am 22. Juni 2018 fand die Vereidigung von Premierminister Taur Matan Ruak und 27 weiteren Mitgliedern seiner Regierung am Palácio de Lahane statt. Nicht umgesetzt wurde der Vorschlag der KHUNTO, man solle die Vereidigung am Tatamailau durchführen, Osttimors höchstem Berg. Elf von Taur Matan Ruak vorgeschlagene Kabinettsmitglieder wurden von Präsident Guterres abgelehnt. Er begründete seine Entscheidung damit, dass von der Staatsanwaltschaft gegen neun Kandidaten wegen Korruption ermittelt werde, beziehungsweise einige von ihnen bereits wegen Korruption verurteilt wurden. Zwei weitere Kandidaten seien aus ethischen Gründen nicht annehmbar. Der portugiesische Verfassungsrechtler Pedro Bacelar de Vasconcelos nannte die Begründungen von Guterres für die Ablehnung der Kandidaten „fragil“. Es obläge dem Parlament, über die Kandidaten zu urteilen. Die abgelehnten Kandidaten waren:

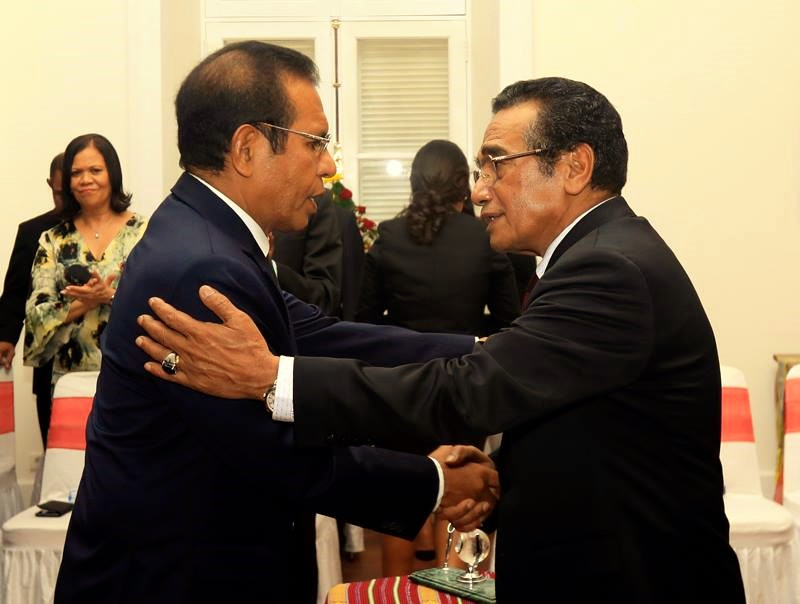
Premierminister Taur Matan Ruak (links) und Präsident Francisco Guterres bei der Vereidigung am 22. Juni 2018

1. Francisco Kalbuadi Lay (CNRT), Minister für Handel, Industrie, Umwelt und Tourismus. Er war in die Korruptionsaffäre um das katarische FIFA-Mitglied Mohamed bin Hammam verstrickt.[10][11]
2. Gastão Sousa (CNRT), Minister für Projekte und strategische Investitionen. Er steht derzeit vor Gericht wegen des Verdachts der Korruption und des Missbrauchs von Regierungseigentum.[11][12]
3. Tomás Cabral (CNRT), Minister für Staatsadministration. Er steht unter Korruptionsverdacht.[11]
4. Hélder Lopes (CNRT), Minister für Finanzen. Er steht unter Korruptionsverdacht.[11]
5. Sérgio Lobo (CNRT), Minister für Gesundheit. Es ist bewiesen, dass er seine Frau geschlagen hat.[11]
6. Virgílio Simith (CNRT), Minister für Angelegenheiten der Kämpfer der nationalen Befreiung. Er wird beschuldigt, gefälschte Dokumente ausgegeben zu haben.[11]
7. Amândio de Sá Benevides (CNRT), Minister für Justiz
8. Marcos da Cruz (CNRT), Vizeminister für Landwirtschaft und Fischerei.[13] Laufendes Gerichtsverfahren.[14]
9. Jacinto Rigoberto (CNRT), Vizeminister für Handel, Industrie, Tourismus und Umwelt
10. José Manuel Soares Turquel de Jesus (KHUNTO), Vizeminister für Außenangelegenheiten
11. António Verdial de Sousa (KHUNTO)

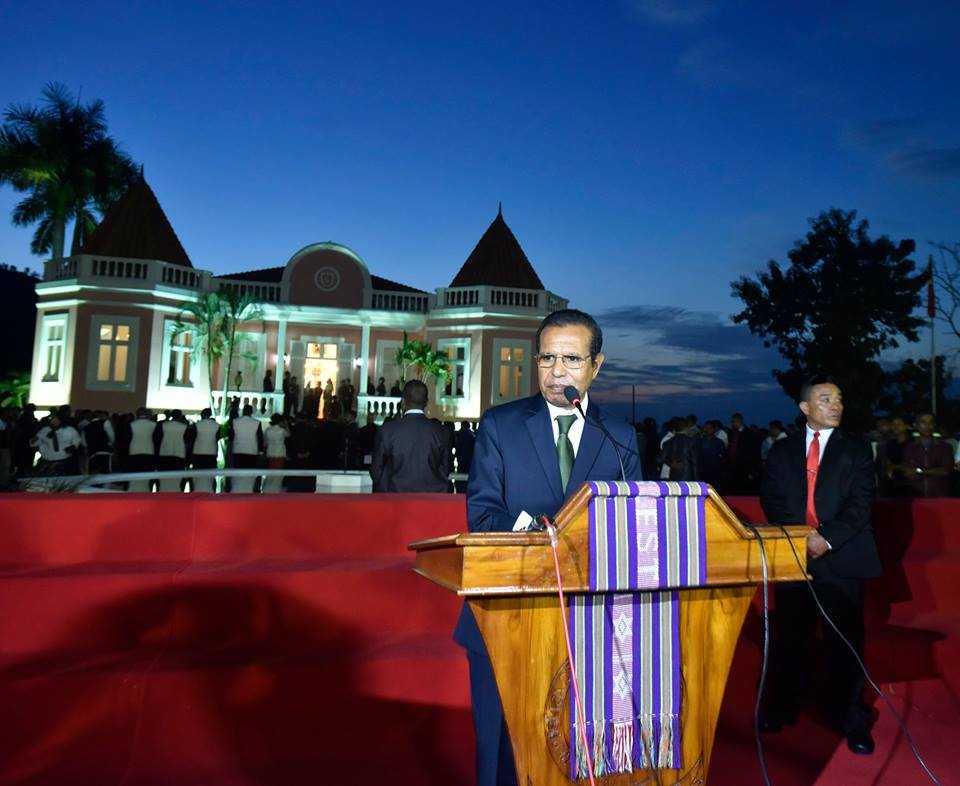
Taur Matan Ruak bei seiner Antrittsrede vor dem Palácio de Lahane

Bei Brigadegeneral Filomeno Paixão, der als Verteidigungsminister vorgesehen war und als PLP-nahe gilt, gab es formale Probleme. Wenige Tage vorher war Paixão als stellvertretender Kommandeur der Verteidigungskräfte Osttimors (F-FDTL) verabschiedet worden, doch die formale Entlassung ist administrativ noch nicht vollzogen, weswegen Paixão am 22. Juni fehlte. Zwar wird die Entlassung durch den Staatspräsident ausgesprochen, aber nur auf Antrag der Regierung, die zu diesem Zeitpunkt fehlte.
Guterres beauftragte die Comissão Anti-Corrupção (CAC) alle nominierten Kandidaten einer Prüfung zu unterziehen. Die Regierungsmitglieder der PLP waren bereits vor der Nominierung von Taur Matan Ruak zur Prüfung der CAC vorgelegt worden und legten ihre Vermögenswerte dem Tribunal de Recurso de Timor-Leste offen. Die PLP hatte sich in den letzten Wahlkämpfen explizit als Anti-Korruptionspartei etabliert. CNRT-Chef Xanana Gusmão, zunächst als Staatsminister und Minister des Rats des Premierministers vorgesehen, und Alfredo Pires (CNRT), der Minister für Erdöl und natürliche Ressourcen werden sollte, blieben aus Protest der Vereidigungszeremonie fern.
Die bis zur Vereidigung der Minister führungslosen Ressorts für Tourismus, Planung, Verteidigung, Inneres, Erdöl, Veteranen und Gesundheit wurden dem Staatsminister und Minister des Ministerrats Ágio Pereira (CNRT) unterstellt. Die jeweiligen Vizeminister und Staatssekretäre unterstützten Pereira und erstatteten bei Kabinettssitzungen Bericht.
Als Kompromiss wurden von Taur Matan Ruak Gastão Sousa und Marcos da Cruz als Vorschläge zurückgezogen. Das Ressort von Sousa sollte nun Gusmão übernehmen und Rogério Araújo Mendonça, Koordinator des CNRT aus Aileu und 2015 Nationaldirektor für Verwaltung und Finanzen im Staatssekretariat für Beschäftigungspolitik und Berufsausbildung (SEFOPE), wurde nun als Staatssekretär für Fischerei vorgeschlagen. Beide Vorschläge nahm Guterres an und veröffentlichte die Ernennung Gusmãos, Mendonças und des inzwischen verfügbaren Paixãos. Doch am 9. Juli wurde nur Paixão vereidigt. Die am selben Tag geplante Vereidigung von Gusmão, Mendonça und Alfredo Pires fand nicht statt. Taur Matan Ruak hatte dafür dem Präsidenten „politische Gründen“ genannt.

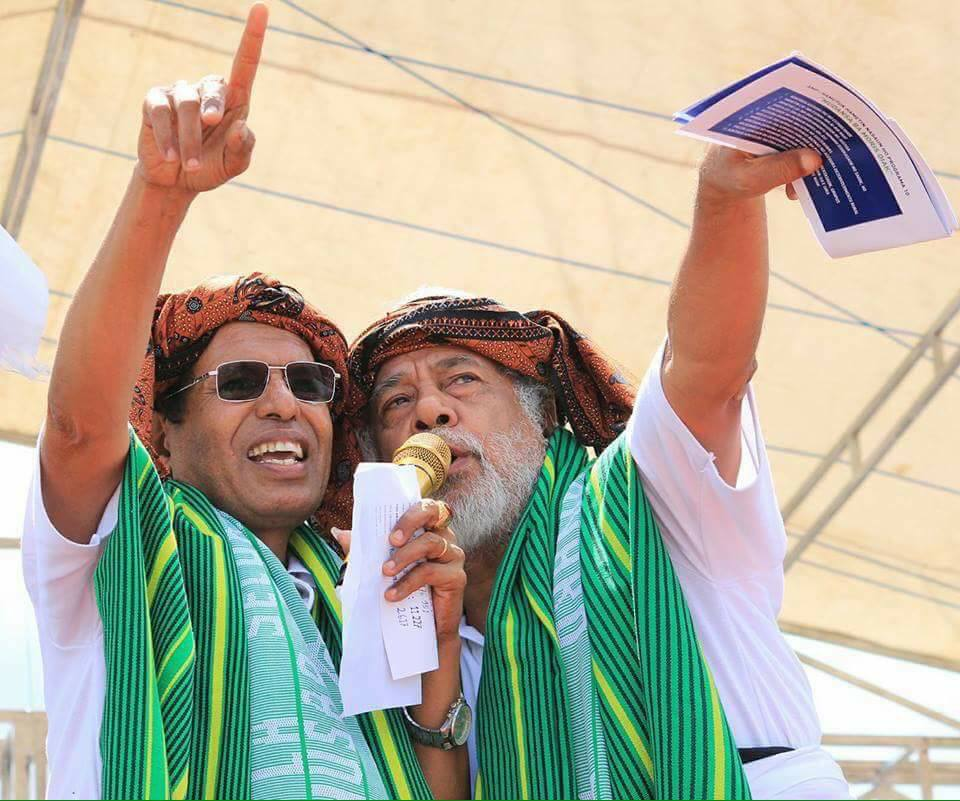
Taur Matan Ruak und Xanana Gusmão während des Wahlkampfs 2018

Da gegen die anderen neun verbliebenen umstrittenen Kandidaten keine Verfahren laufen, sondern nur Vorwürfe existieren, bezeichnete die Regierung das Vorgehen von Guterres als verfassungswidrig. Zudem verwies sie darauf, dass bereits in der VII. Regierung, die unter Führung der FRETILIN von Guterres stand, Ministerkandidaten laufende Verfahren wegen Korruption am Hals hatten und trotzdem vom Präsidenten ernannt wurden. Am 9. Juli verweigerte das Parlament im Gegenzug Guterres den Antrag für eine Dienstreise nach Portugal freizugeben. Der Staatspräsident muss sich Auslandsreisen vom Parlament genehmigen lassen. Am Tag darauf wurde ein Schreiben Gusmãos an den Präsidenten bekannt, in dem er ihm mit einem Amtsenthebungsverfahren drohte, falls er die „systematische und unbegründete Ablehnung“ der Regierungsmitglieder aufrechterhalte. Da aber für eine Amtsenthebung eine Zweidrittelmehrheit im Parlament nötig wäre, ist diese sehr unwahrscheinlich, weil dafür Abgeordnete der FRETILIN mitstimmen müssten. Im September 2019 verweigerte die Regierungskoalition im Parlament Guterres erneut Auslandsreisen. Diesmal zur Generalversammlung der Vereinten Nationen, der Amtseinführung des indonesischen Präsidenten und der Inthronisierung des neuen japanischen Kaisers.
Am 12. Juli übermittelte Gusmão im Namen des CNRT die Ergebnisse der gerichtlichen Prüfung von sieben Kandidaten. Laut dem Distriktsgericht Dili sind gegen Lopes und Cabral keine Verfahren anhängig, noch werden welche vorbereitet. Gegen Kalbuadi Lay gibt es aus dem Jahr 2008 den Vorwurf der illegalen Parteienfinanzierung. Das Verfahren wurde im Januar 2017 wegen Verjährung eingestellt. Im selben Fall kam auch der Name von Rigoberto vor. Simith wurde im April 2005 wegen fahrlässiger Tötung zu einer Strafe von einem Jahr und acht Monaten Haft verurteilt, die nach Zahlung einer Entschädigung von 2500 US-Dollar zur Bewährung für zwei Jahre ausgesetzt wurde. Laut CNRT handelt es sich bei dem Fall um einen Verkehrsunfall. Die Strafe wurde im Oktober 2015 gelöscht. Benevides wurde im Juni 2012 zu einer Gefängnisstrafe von zwei Jahren und vier Monaten wegen Urkundenfälschung verurteilt. Der Fall ist abgeschlossen und das Urteil ist inzwischen als gelöscht erklärt worden. Lobo war 2008 wegen Körperverletzung und Sachbeschädigung vor Gericht gestellt, aber freigesprochen worden. Das Verfahren wurde 2009 eingestellt.
Am 16. Juli 2018 musste die Regierung im Nationalparlament trotz absoluter Mehrheit eine Niederlage hinnehmen. Die Abgeordneten lehnten den Regierungsvorschlag ab, die Amtszeit von Adérito António Pinto Tilman als Kommissar der Comissão Anti-Corrupção (CAC) um eine weitere Periode von vier Jahren zu verlängern. Das Regierungsprogramm passierte aber problemlos am 27. Juli mit 36 gegen 25 Stimmen bei vier Enthaltungen das Nationalparlament, womit die Regierung offiziell ihre Anerkennung durch die Legislative erhielt. Am Tag vorher erklärte Xanana Gusmão seinen Rücktritt von der Nominierung als Minister. Die Presse berichtete von Konflikten zwischen PLP einerseits und CNRT und KHUNTO andererseits.
Am 13. August verkündete Präsident Guterres in einem Brief die Ernennung von Samuel Marçal zum Minister für Minister für Projekte und strategische Investitionen. Er war bisher Generaldirektor der Agentur für Nationale Entwicklung ADN (tetum Ajensia de Dezenvolvimentu Nasional, portugiesisch Agência de Desenvolvimento Nacional). Marçal solle zusammen mit Alfredo Pires und Rogério Araújo Mendonça am 16. August vereidigt werden. Doch am Tag vorher bat Taur Matan Ruak in einem Brief den Staatspräsidenten, die Amtseinführung der Drei zu verschieben, „aus Solidarität“ mit den anderen Regierungsmitgliedern, die noch nicht ernannt sind (Im Schreiben wird Marçal fälschlicherweise „Manuel“ genannt). Die Vereidigung fand dann auch nicht statt.

### Staatshaushalte 2018 und 2019

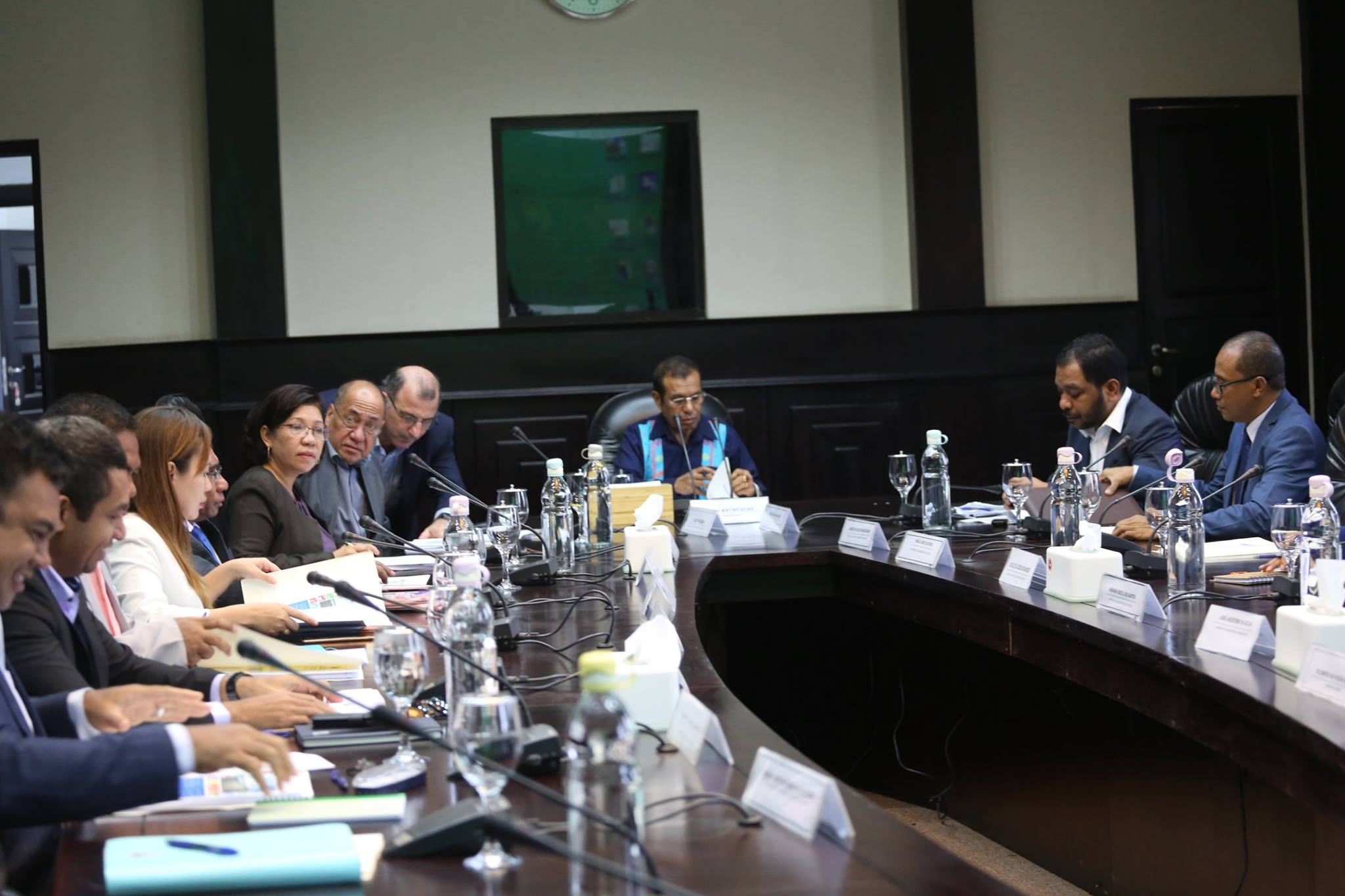
Kabinettssitzung, 13. Februar 2019

Am 29. August konnte die Regierung ihren ersten Erfolg verbuchen. Der Staatshaushalt 2018, der wegen der politischen Krise seit 2017 das Parlament nicht passieren konnte, wurde mit 53 Ja-Stimmen, bei 12 Enthaltungen, von den Abgeordneten verabschiedet. Im Konflikt mit dem Präsidenten verlagerte die Regierungskoalition ihre Strategie. Das osttimoresische Staatsoberhaupt benötigt für offizielle Reisen ins Ausland die Genehmigung des Parlaments und die verweigerte nun die Mehrheit der Abgeordneten. Im Juli für den CPLP-Gipfel in Lissabon, im September für die UN-Generalversammlung in New York, im Oktober für einen Staatsbesuch in Indonesien und im November für eine Visite bei Papst Franziskus im Vatikan. Im November kam es zu Demonstrationen der Movimento Universitario de Timor Leste (MUTL) gegen die Anschaffung neuer Toyota Prado als Dienstwagen für die Parlamentarier. Ein Dauerthema, an dem sich immer wieder Proteste gegen angebliche staatliche Geldverschwendung entzünden. Die MUTL kritisierte scharf die Verhaftung von 22 Demonstranten und den Einsatz von Tränengas. Kurz darauf gab es weitere Proteste, nachdem ein betrunkener Polizist bei der Tragödie von Culuhun drei junge Männer erschoss.
Den Haushaltsplan für 2019 nahm das Parlament mit 45 gegen 20 Stimmen am 22. Dezember 2018 an. Präsident Guterres akzeptierte den Haushalt aber nicht. Guterres begründete sein Veto mit seiner Sorge um die finanzielle Tragfähigkeit Osttimors und der Ablehnung der Verwendung von Zentralbankgeldern für das ehrgeizige und umstrittene Entwicklungsprojekt Tasi Mane project. Von dem geplanten Haushalt über 2,132 Milliarden US-Dollar, sollte ein Drittel in Infrastruktur für Tasi Mane wandern. Zudem legte Guterres sein Veto gegen die Änderung des Erdölgesetzes ein, das bisher eine staatliche Beteiligung an den Firmen zur Erschließung der Bodenschätze auf 20 Prozent beschränkte. Die Regierung hatte ihre Anteile am Greater-Sunrise-Gasfeld auf 56 Prozent erhöht und hätte entsprechend Anteile wieder abgeben müssen. Ob für die Ablehnung der präsidialen Vetos die einfache oder Zwei-Drittel-Mehrheit im Parlament benötigt werden, war umstritten. Verfassungsrechtler Pedro Bacelar de Vasconcelos wurde von der Regierung beauftragt, eine Stellungnahme zu dem Thema zu erstellen. In einem Interview erklärte er vorab, dass seiner Meinung nach, in beiden Fällen die einfache Mehrheit reiche. Eine Zweidrittelmehrheit sei nur für Angelegenheiten nach Artikel 95 der Verfassung notwendig. Dies betrifft zwar Steuerpolitik und Haushaltsordnung, aber nicht die laufenden Kostenbewilligung, wie sie im allgemeinen Staatshaushalt behandelt wird.

### Streit um Ämtervergaben

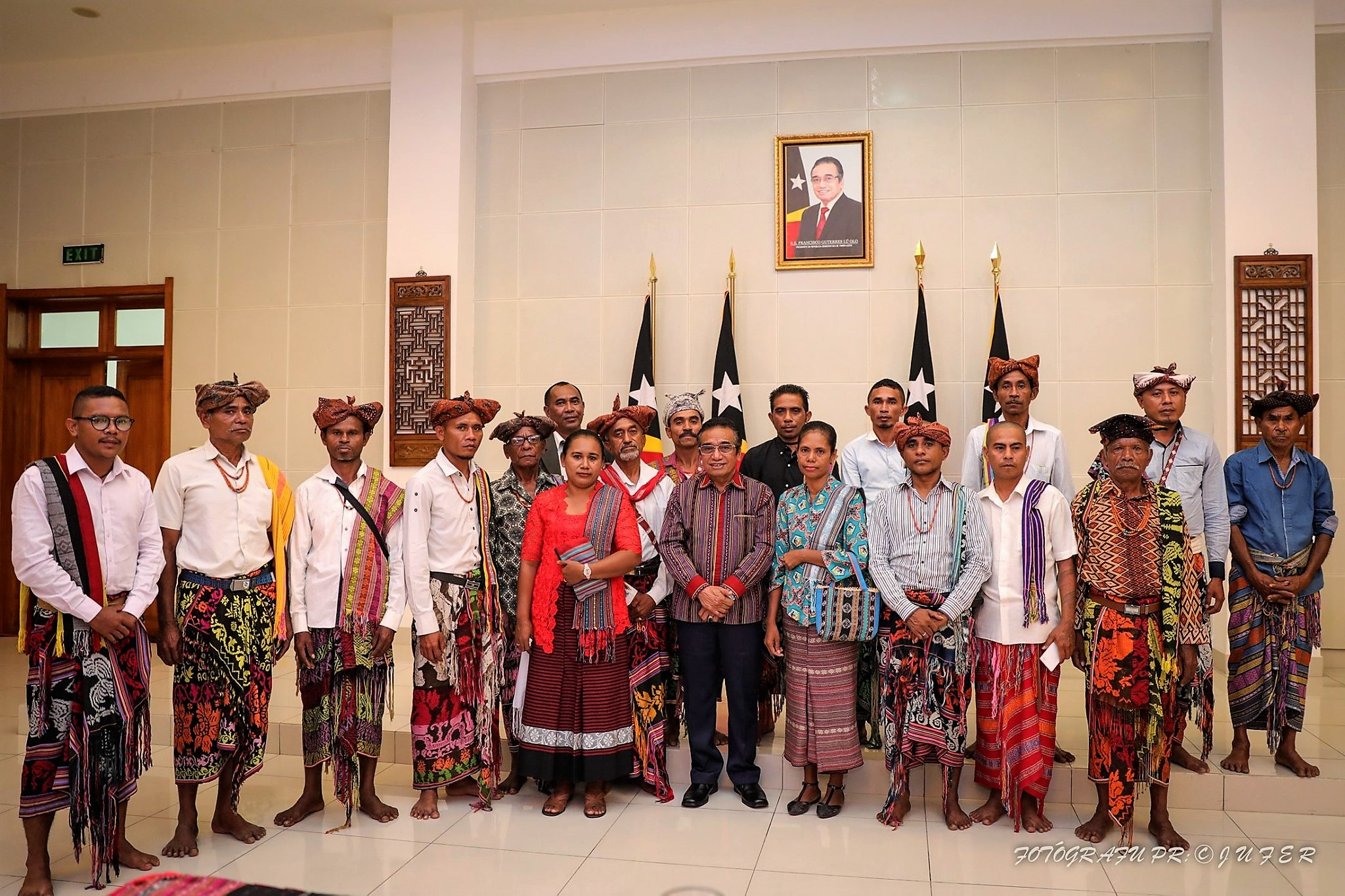
Delegation der traditionellen Herrscher von Oe-Cusse Ambeno bei Staatspräsident Francisco Guterres

Am 8. Juli 2019 stimmten 34 Abgeordnete des Parlaments, ohne Gegenstimme, für die Änderung des Gesetzes 3/2014 zur Sonderverwaltungsregion Oe-Cusse Ambeno (RAEOA). Damit wurde dem Staatspräsidenten die Beteiligung bei der Ernennung der Verantwortlichen in der Behörde entzogen. Der Präsident der Behörde wird nun für maximal zweimal fünf Jahre von der Regierung durch Beschluss ernannt. Zuvor erfolgte die Ernennung nach Vorschlag des Premierministers durch den Staatspräsidenten. Gleichermaßen erfolgte eine Entlassung. Die Abgeordneten der FRETILIN hatten das Parlament zu Beginn der Diskussion verlassen, jene der PD direkt vor der Abstimmung. Mit der Gesetzesänderung sollte Francisco Guterres die Möglichkeit genommen werden, die Absetzung seines Parteifreundes Marí Alkatiri zu blockieren. Ein Veto des Präsidenten hätte man mit einer einfachen Parlamentsmehrheit überstimmen können. Alkatiris Amtszeit sollte am 25. Juli enden. Demonstrativ empfing Guterres am 12. Juli die traditionellen Würdenträger Oe-Cussi Ambenos als „Vertreter des Atoni-Volkes“, die ihn dazu aufforderten, die Gesetzesänderung zu verhindern und Alkatiri eine weitere Amtszeit zu gewähren. Schließlich verzichtete Alkatiri selbst auf eine weitere Amtszeit und trat als Präsident der RAEOA ab. Guterres unterzeichnete das Gesetz am 18. August.

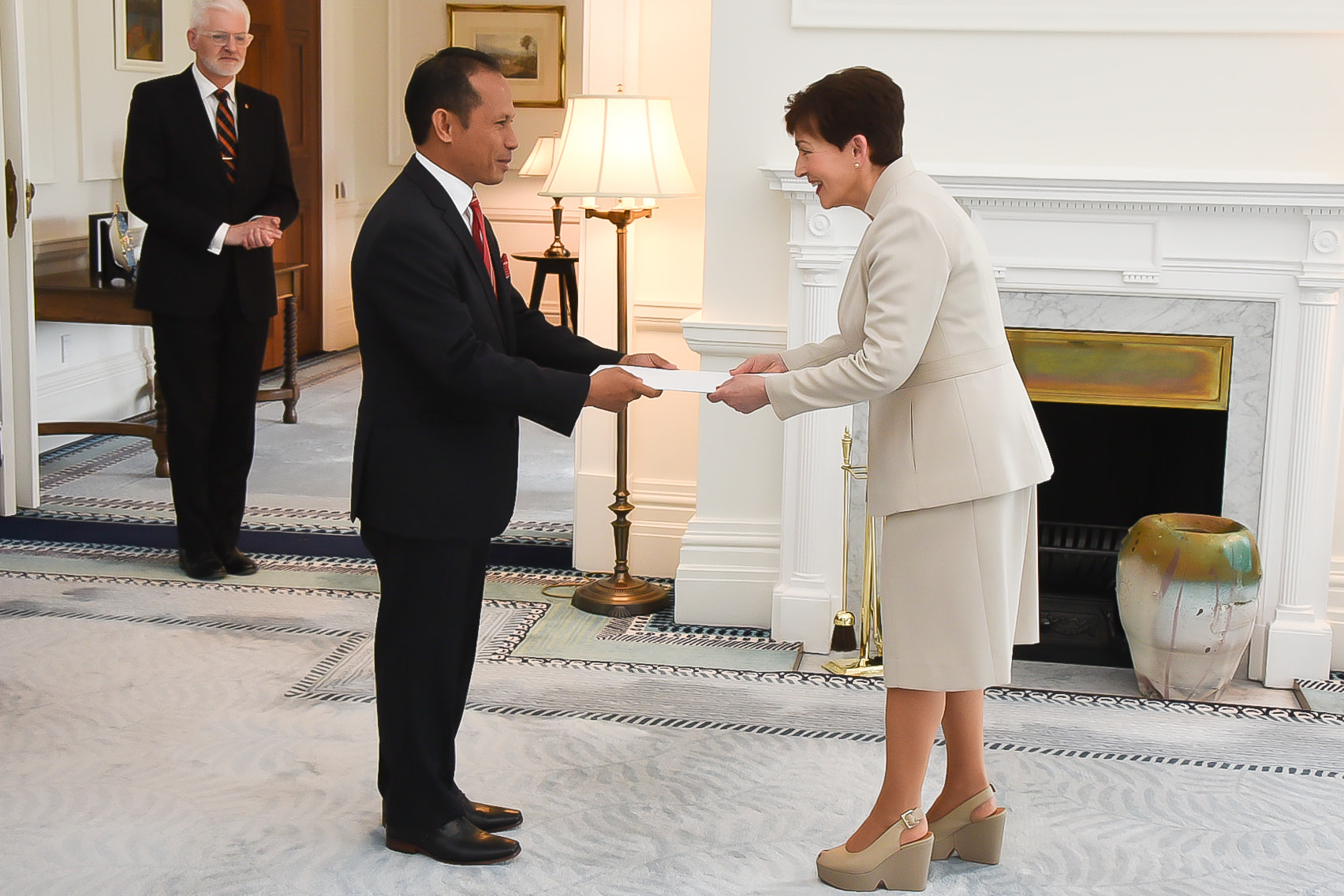
Lisualdo Gaspar, Osttimors neuer Botschafter in Neuseeland

Der nächste Streit entbrannte über die Besetzung von 16 Botschafterposten. Nur die drei neuen osttimoresischen Botschafter Olímpio Branco (Botschafter für Brasilien), Isílio Coelho (die Vereinigten Staaten) und Lisualdo Gaspar (Neuseeland) konnten am 13. August 2019 vereidigt werden. Für alle anderen verlangte Präsident Guterres von Außenminister Babo weitere Informationen. Die Tatsache, dass für den Posten des Botschafters beim Heiligen Stuhl die ehemalige Salesianer-Schwester Joana Veneranda Amaral vorgesehen war, eine Cousine von Taur Matan Ruak, brachte dem Premierminister den Vorwurf der Vetternwirtschaft ein. Am 28. Januar 2020 wurden schließlich neun neue Botschafter benannt. Acht davon gehörten bereits zur früheren Vorschlagsliste, nur Joana Veneranda Amaral wurde durch Juvita Gonçalves ersetzt. Der für die Schweiz vorgesehene José Luís Guterres wurde im November 2019 Präsident der Autoridade da Região Administrativa Especial de Oecusse (ARAEO). Erst 2021 wurden schließlich die offenen Botschafterposten in Genf, Mosambik und Thailand mit anderen Kandidaten neu besetzt.

### Ende der AMP

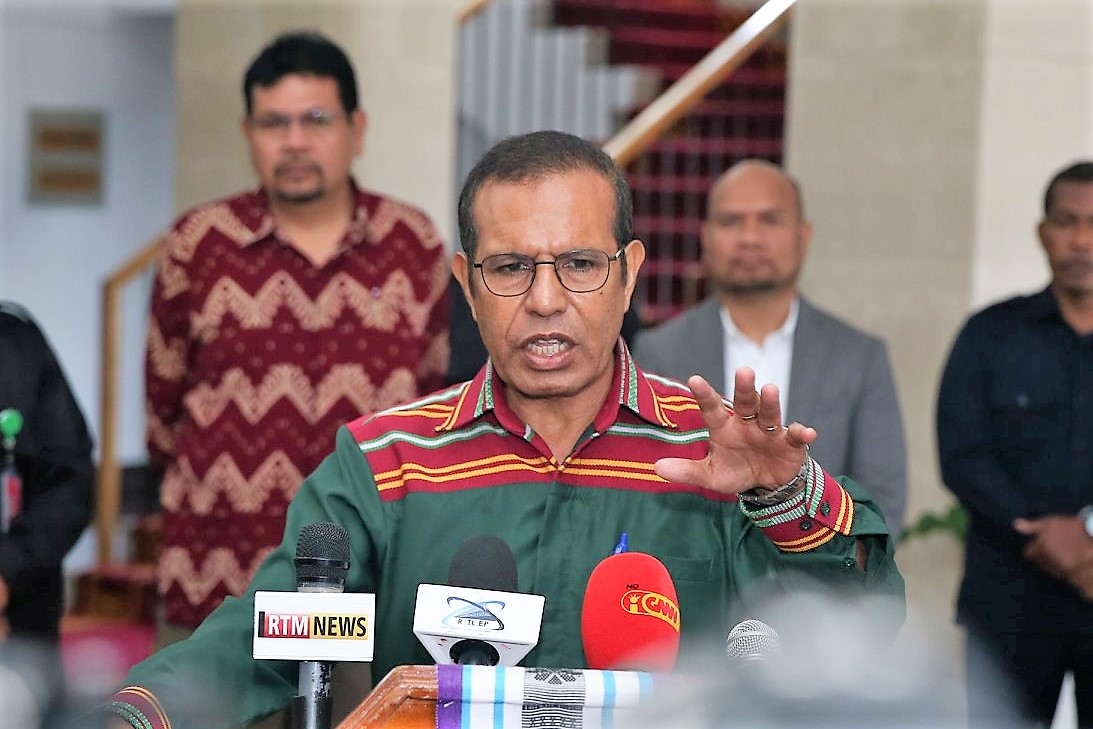
Premierminister Taur Matan Ruak tritt nach einem Treffen mit dem Präsidenten vor die Presse
(20. Januar 2020)

Schwierigkeiten hatte die Regierung zunehmend auch im Parlament. Vorschläge für den Staatshaushalt wurden mehrfach zurückgewiesen. Abgeordnete des CNRT machten immer mehr Premierminister Taur Matan Ruak mitverantwortlich dafür, dass der Großteil der CNRT-Minister nach 18 Monaten immer noch nicht im Amt war. Auch das langsame Vorankommen beim Tasi Mane project sorgte für Streit zwischen PLP und CNRT. Am 17. Januar 2020 scheiterte der Regierungsvorschlag für den Haushalt 2020 erneut. Für den Entwurf stimmten nur die 13 Abgeordneten von PLP und KHUNTO. 15 Abgeordnete der Opposition stimmten dagegen, die Koalitionsabgeordneten des CNRT und die restlichen Oppositionsangehörige enthielten sich der Stimme. Taur Matan Ruak erklärte daraufhin das Ende der AMP. Präsident Guterres verzichtete aber auf sein Recht, das Parlament aufzulösen und Neuwahlen auszurufen. Stattdessen beauftragte er Taur Matan Ruak mit der Weiterführung der Regierung.
Guterres lud in den darauffolgenden Wochen Abordnungen aller im Parlament vertretenden Parteien, der Glaubensgemeinschaften, von Polizei, Militär und Geschäftsleuten und verschiedenen Nichtregierungsorganisationen. Es zeigte sich, dass nur der CNRT Neuwahlen anstrebte, während alle andere Vertreter eine Lösung im bestehenden Parlament anstrebten, um das Land bis zu einer Neuwahl nicht weiter im Stillstand zu halten. Die verschiedenen Parteien begannen Gespräche zur Bildung einer neuen Regierungskoalition. Noch am 21. Februar verkündete die FRETILIN, dass eine Koalition mit der PLP möglich wäre. Sie hätte mit ihren 31 von 65 Abgeordneten aber noch Unterstützung von UDT, FM und PUDD benötigt, die jeweils einen Sitz im Parlament hatten, um eine Mehrheit bilden zu können. Diese waren aber bereits im Gespräch mit dem CNRT. Am 22. Februar unterzeichneten CNRT, KHUNTO, PD, UDT, FM und PUDD im Beisein von Alt-Präsident José Ramos-Horta öffentlich eine Koalitionsvereinbarung zur Bildung einer neuen Regierung. Das Bündnis verfügte über 34 Sitze und damit über die parlamentarische Mehrheit. Am 24. Februar 2020 reichte Taur Matan Ruak seinen Rücktritt als Premierminister beim Präsidenten ein, blieb aber weiter amtsführender Premierminister.

### Beginn der COVID-19-Pandemie in Osttimor

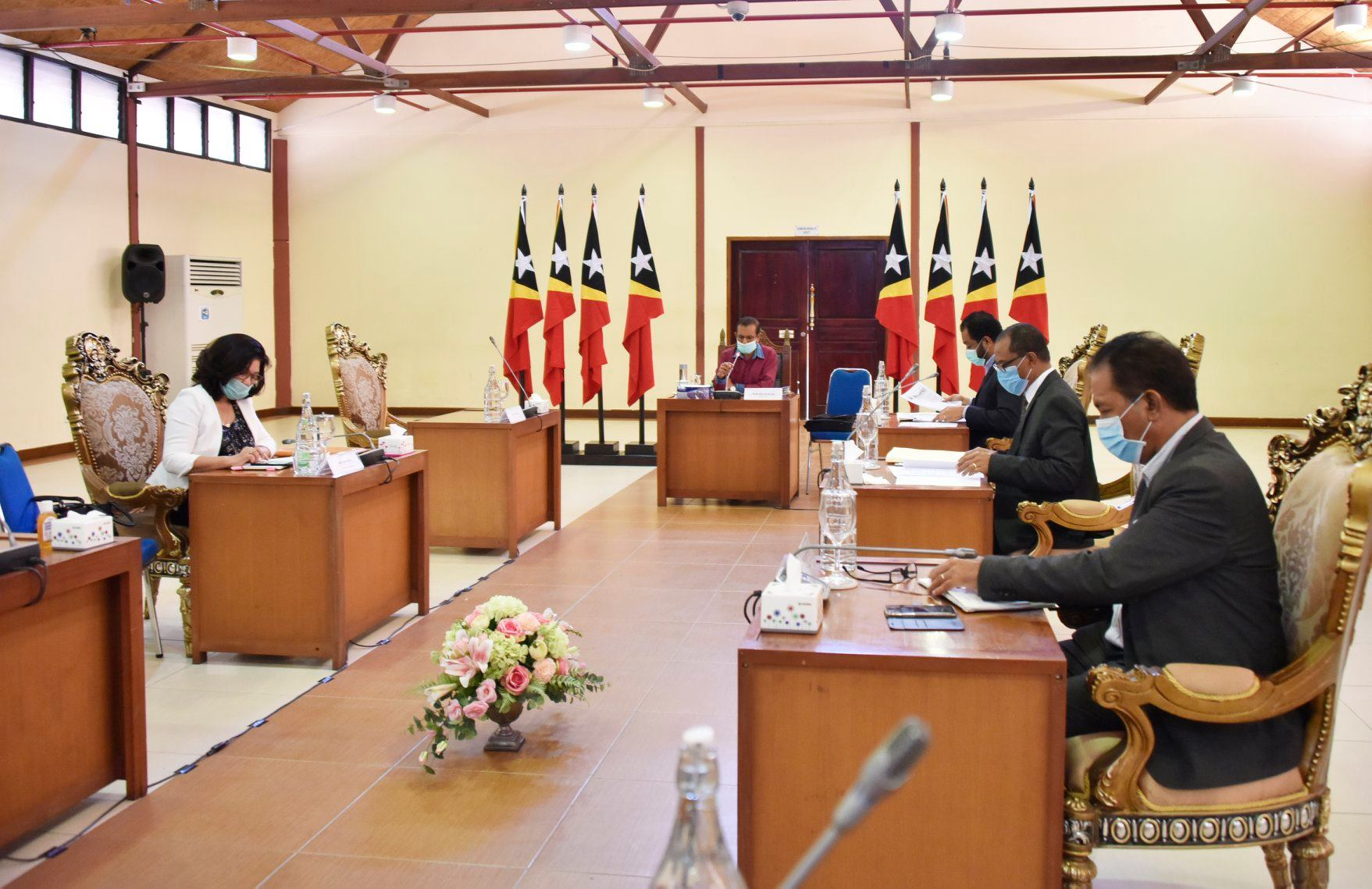
Ab Ende März 2020 fanden die Kabinettssitzungen, während der COVID-19-Pandemie in Osttimor im CCD statt, um Abstand halten zu können

Mit erreichen der COVID-19-Pandemie in Osttimor am 21. März 2020 stellten sich für die amtsführende Regierung unter Taur Matan Ruak neue Probleme. Das Kabinett beantragte am 24. März die Ausrufung des Ausnahmezustands bei Präsident und Parlament, während Xanana Gusmão von Präsident Guterres forderte, Taur Matan Ruak als Premierminister zu entlassen. Der Präsident stimmte am 25. März dem Ausnahmezustand zu, während die neue Mehrheitskoalition im Parlament sich gegen die Freigabe von zusätzlichen Geldern zum Abwenden der Krise stellte. Somit stimmten Abgeordnete von CNRT und KHUNTO gegen Maßnahmen, die Regierungsmitglieder ihrer eigenen Partei im Kabinett mitbeschlossen hatten. Die PLP hatte inzwischen mit der FRETILIN eine gemeinsame Plattform gegründet, als Gegengewicht zum Sechs-Parteienbündnis. Am 26. März stimmte das Parlament einstimmig für den Ausnahmezustand, der nun vom 27. März bis 26. April gilt.
Seit Beginn der Krise hatte es Kritik an der amtsführenden Gesundheitsministerin Amaral gegeben. Mehrfach geriet sie bei Pressekonferenzen in Streit mit Journalisten. Nachdem am 2. April 2020 in zwei aufeinanderfolgenden Pressekonferenzen zwei unterschiedliche Angaben über die Anzahl der Verdachtsfälle in Osttimor veröffentlicht wurden, wurde am Tag darauf Amaral von Präsident Guterres auf Antrag von Taur Matan Ruak entlassen. Der Premierminister erklärte, er habe kein Vertrauen mehr in Amarals Arbeit. Die Führung des Ministeriums übernahm der zweite Vize-Minister Bonifácio dos Reis.

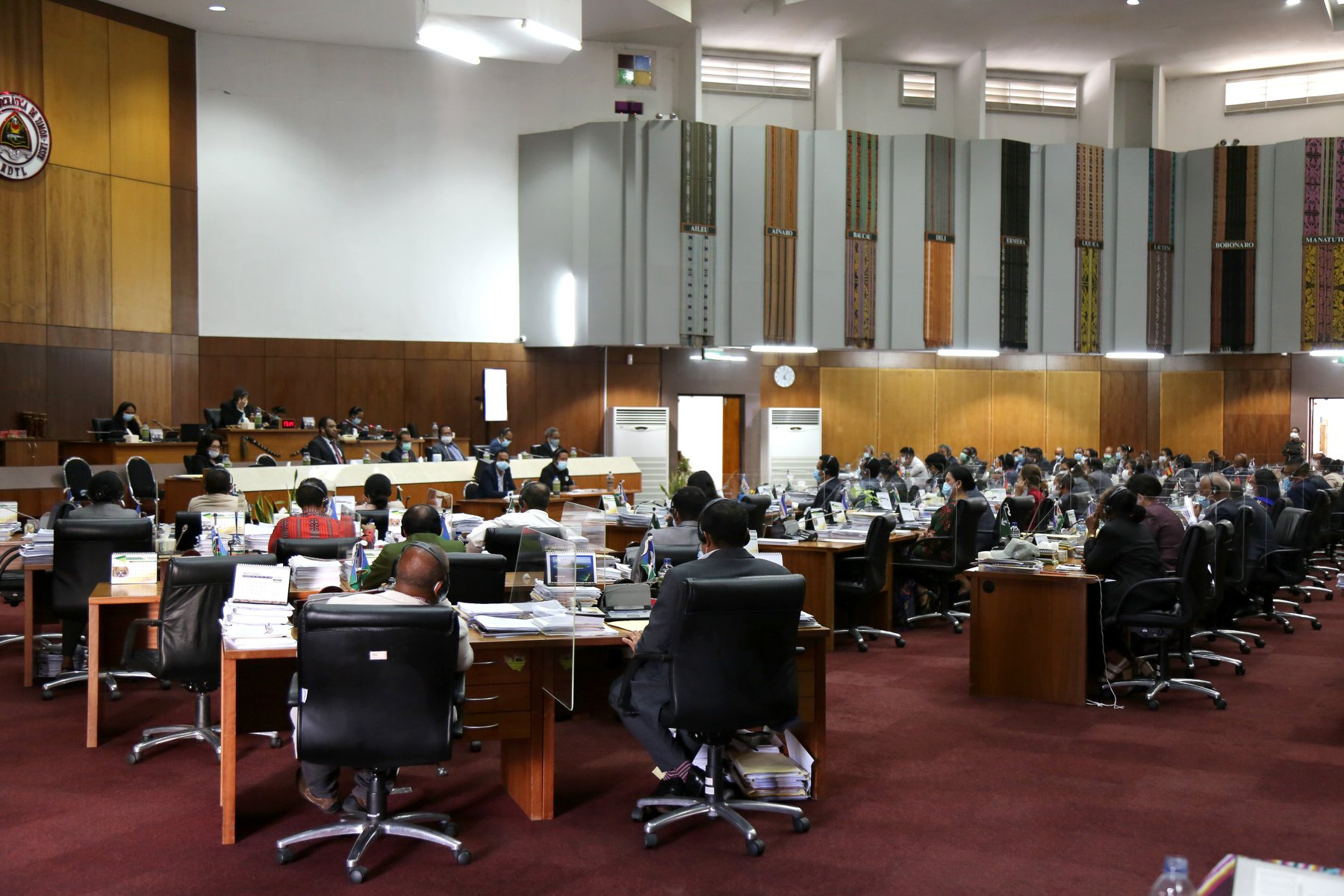
Abstimmung im Parlament am 27. April 2020

Am 6. April erklärte die KHUNTO, sie werde weiter die VIII. Regierung unterstützen. Aufgrund der Krisensituation nahm Taur Matan Ruak nach Absprache mit Präsident Guterres sein Rücktrittsgesuch als Premierminister am 8. April wieder zurück. Am 23. April bestärkte die FRETILIN ihre Aussage, auch sie wolle die bestehende Regierung bis zum regulären Ende der Legislaturperiode unterstützen. Man wolle für Stabilität sorgen und nicht eine parlamentarische Allianz schaffen. Der Vorschlag der Sechs-Parteien-Allianz, Gusmão zum Premierminister zu ernennen, wurde von Präsident Guterres nicht beantwortet. Die Instabilität der neuen Sechs-Parteien-Koalition zeigte sich auch am 27. April bei der Verlängerung des Ausnahmezustandes, wegen der COVID-19-Pandemie. Im Parlament stimmten PLP, FRETILIN und KHUNTO geschlossen für die Verlängerung. Bei der PD stimmte Parteichef Mariano Sabino Lopes für die Verlängerung, ein Abgeordneter fehlte und die übrigen drei enthielten sich der Stimme, ebenso der Vertreter der PUDD. CNRT, FM und UDT stimmten gegen die Verlängerung. CNRT-Fraktionschef Duarte Nunes erklärte die neue Allianz nach der Abstimmung für bereits wieder gestorben.

### Neue Kabinettsmitglieder
Am 29. April verkündeten Taur Matan Ruak und Alkatiri, die FRETILIN werde fünf offene Stellen in der Regierung besetzen, darunter die Ministerposten für Gesundheit, Staatsadministration und Finanzen. Der PD solle ein Posten angeboten werden, um möglichst viele Parteien in der Regierung einzubinden. Am selben Tag erklärte die KHUNTO endgültig, dass sie die neue Koalition verlassen und weiter die aktuelle Regierung unterstützen werde. Am 30. April 2020 präsentierte Premierminister Taur Matan Ruak Präsident Guterres die Liste der sechs neuen Regierungsmitglieder: Odete Maria Freitas Belo (FRETILIN), Ministerin für Gesundheit, Faustino Cardoso Gomes (FRETILIN), Minister für Staatsadministration, Fernando Hanjam (FRETILIN), Minister für Finanzen, Manuel Vong (FRETILIN), Minister für Tourismus, Handel und Industrie, Júlio Sarmento da Costa Metan Malik (PD), Minister für Veteranen und Inácia Teixeira (FRETILIN), Vizeministerin für Tourismus, Handel und Industrie. Aus dem Umfeld des Staatspräsidenten wurde bekannt, dass außerdem Sozialministerin Armanda Berta dos Santos (KHUNTO) zur stellvertretenden Premierministerin ernannt und Landwirtschaftsminister Joaquim Gusmão Martins (KHUNTO) durch seinen Parteifreund Pedro dos Reis ersetzt werden solle. Vong und Teixeira würden aber auf der von Premierminister dem Präsidenten vorgelegten Liste fehlen. Weder die offizielle Veröffentlichung der Liste durch den Premierminister, noch die Bestätigung des Präsidialamtes fanden bisher statt.
Am 7. Mai erklärte die PD offiziell ihre Unterstützung der Regierung. Auf die Frage, ob die PD weiter in der Allianz mit dem CNRT bleibe, verwies Parteichef Sabino Lopes auf eine spätere Entscheidung der Partei.
In einem Brief an dem Premierminister erklärte Gusmão am 11. Mai, dass der CNRT aus der Regierungsverantwortung ausscheiden würde und die die CNRT-Mitglieder in der Regierung zum freiwilligen Rücktritt aufgefordert werden. Sie dürften aber aus „rein persönlichen Gründen“ im Amt bleiben, sollten sie es wünschen. Dann verlören sie aber alle politischen Verbindungen zur Partei.
Am 13. Mai präsentierte Taur Matan Ruak seinen Vorschlag zur Umstrukturierung der Regierung. Es sollte nun zwei stellvertretende Premierminister geben, sowie einen Minister für parlamentarische Angelegenheiten und Medien (Ministro dos Assuntos Parlamentares e Comunicação Social) und einen Minister für Raumplanung (Ministro do Plano e Ordenamento do Território) geben. Den zweiten Vizepremiersposten neben Armanda Berta dos Santos sollte ein Vertreter der FRETILIN besetzen. Weitere neue Ämter sollten ein Vizeminister für Kultur- und Gemeinschaftstourismus, einer für Handel und Industrie und ein stellvertretender Innenminister sein. Gestrichen wurden die Ämter des Ministers für die Reform der Legislative und Angelegenheiten des Parlaments, des Ministers für Projekte und strategische Investitionen und des Staatsministers. Dem Staatspräsidenten wurde eine Liste mit mehreren Namen zur Besetzung der Posten als Vorschlag vorgelegt.

### Vorwürfe gegen Staats- und Parlamentspräsident
Am 30. April erklärte Gusmão, man wolle beim obersten Gericht des Landes (Tribunal de Recurso de Timor-Leste) prüfen lassen, ob das Verhalten des Präsidenten in den letzten Monaten verfassungswidrig gewesen sei, so die Verzögerungen beim Rücktrittsgesuch des Premierministers oder die Weigerung, das Parlament nach dem Scheitern des Haushaltes aufzulösen. Am 5. Mai wurde die Klage von 19 Abgeordneten des CNRT eingereicht. Am gleichen Tag bat Gusmão Präsident Guterres zwischen CNRT und FRETILIN zu vermitteln, damit die politische Krise gelöst werden könne. Alkatiri erklärte, die FRETILIN sei nur zu multilateralen Gesprächen bereit, nicht zu alleinigen mit dem CNRT, da die Probleme nur von allen gemeinsam gelöst werden könnten.
Am 12. Mai wies das Tribunal de Recurso de Timor-Leste die Klage gegen den Staatspräsidenten zurück. Weder „Text noch Geist“ der Klageschrift würden Unterstützung in der Verfassung finden. Die verfassungsrechtliche Forderungen für eine solche Klage, insbesondere nach Abschnitt 79, seien nicht gegeben. So wird gefordert, dass ein Fünftel der Parlamentsabgeordneten zwar ausreichen, um die Klage aufzustellen, zwei Drittel der Abgeordneten diese aber zur Weiterleitung an das Gericht freigeben müssen. Letzteres war hier nicht erfüllt. Die sieben Punkte, in denen die CNRT-Abgeordneten eine Klärung der Verfassungsmäßigkeit verlangt hatten, wurden daher von den Richtern Deolindo dos Santos, Maria Natércia Gusmão Pereira und Jacinta Correia da Costa erst gar nicht behandelt. Die Anwälte des CNRT kündigten an, die Klage neu formulieren zu wollen und dann erneut einzureichen.

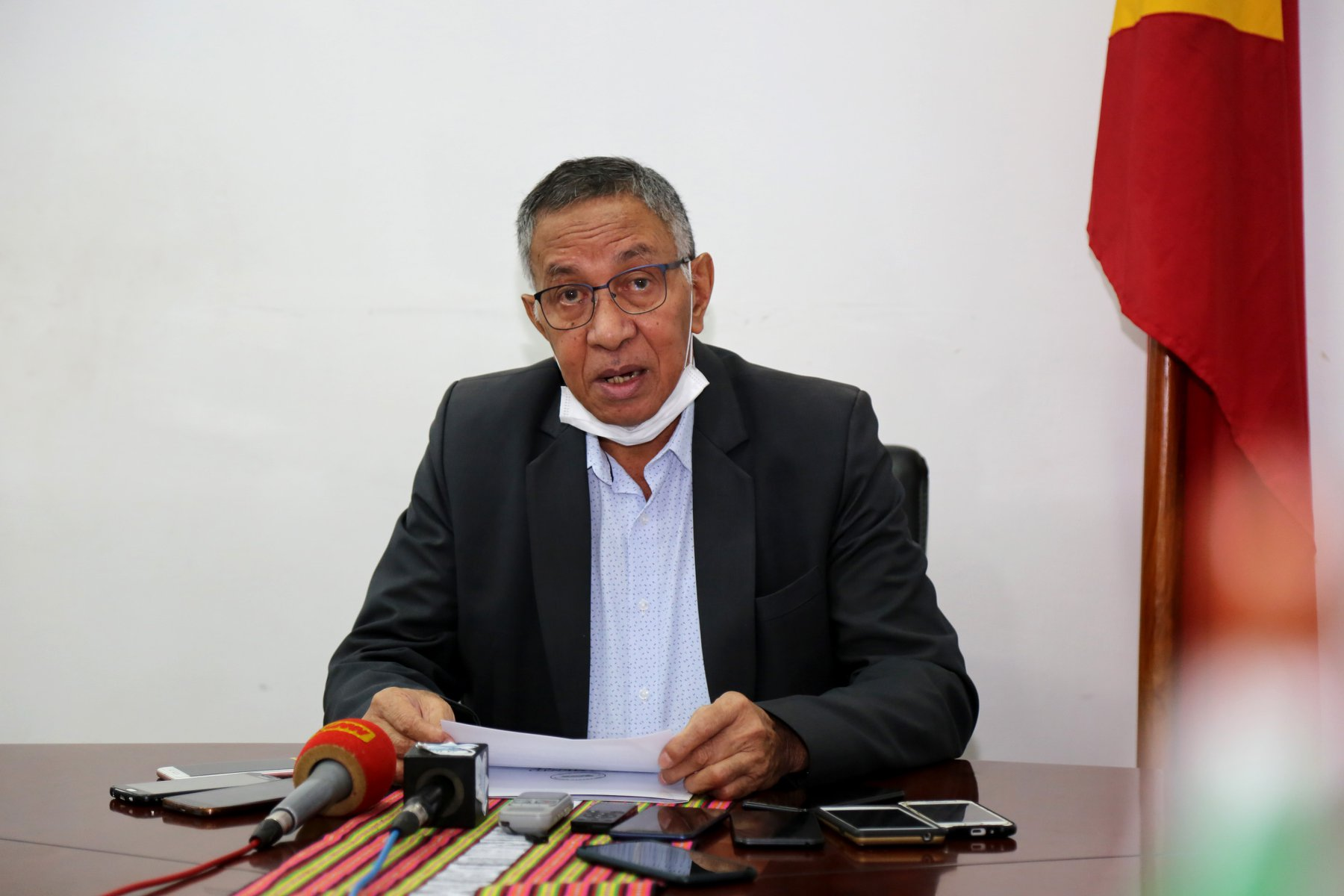
Arão Noé da Costa Amaral
(14. Mai 2020)

FRETILIN, PLP und KHUNTO ihrerseits reagierten mit einem Antrag der Absetzung des Parlamentspräsidiums. Es gäbe „eine große Sorge im Zusammenhang mit der Arbeit des Parlaments und der Führung des aktuellen Präsidenten des Parlaments“ Arão Noé da Costa Amaral (CNRT). Amaral habe die Interessen des CNRT bevorzugt und das Parlament in seiner Arbeit boykottiert, so bei der Verzögerung der Entscheidung über die Verlängerung des Ausnahmezustands. Er versuche damit den Staatspräsidenten zur Auflösung des Parlaments und zu Neuwahlen zu drängen. Obwohl die Geschäftsordnung des Parlaments zwar vorschreibt, dass über einen Entlassungsantrag innerhalb von fünf Tagen abzustimmen ist, weigerte sich Amaral, einen Termin dafür festzulegen. Es gab nicht einmal ein vorbereitendes Treffen der Fraktionsführer. Amaral erklärte, der Entlassungsantrag werde zurzeit geprüft und verwies darauf, dass in der letzten Legislaturperiode ein Absetzungsverfahren gegen den damaligen Parlamentspräsidenten Aniceto Guterres Lopes von der FRETILIN über sechs Monate verzögert wurde. Den damaligen Antrag vom 4. Dezember 2017 hatten CNRT, PLP und KHUNTO gestellt. PD-Parteichef Sabino Lopes legte sich zum Antrag auf Absetzung des Parlamentspräsidiums nicht fest. Die PD müsse einen Beschluss noch dazu fassen.
Da Amaral sich weigerte, lud Vizeparlamentspräsidentin Maria Angelina Lopes Sarmento (PLP) nach zwei Wochen Verzögerung für den 18. Mai zur Parlamentssitzung und Entscheidung über die Absetzung des Präsidiums, auch wenn Amaral nicht anwesend sein sollte.
Der portugiesische Verfassungsrechtler Jorge Bacelar Gouveia, der einen Lehrstuhl an der Universidade Nova de Lisboa und der Autonomen Universität Lissabon innehat, bewertete das Vorgehen von Staatspräsident Guterres als mehrfachen Verfassungsbruch. Begonnen mit der Weigerung, die neun Regierungsmitglieder zu ernennen, über das Ablehnen die Regierung nach Scheitern des Staatshaushaltes zu entlassen, bis zur nicht Ernennung von Gusmão als Premierminister. Auf Ersuchen von Parlamentspräsident Amaral gab Gouveia auch eine Bewertung über den Versuch von dessen Entlassung ab und nannte auch diese verfassungswidrig. Die Verfassung sähe keine Enthebung des Parlamentspräsidenten aus seinem Amt durch die Abgeordneten vor. Auch die Übernahme der Einberufung des Parlaments durch die Vizepräsidentin sei nicht korrekt. Sarmento widersprach, sie habe mehrfach ohne direkte Anweisung, die Parlamentssitzung geleitet, wenn Amaral nicht anwesend war. Amaral nannte den Versuch der Vizepräsidentin einen Angriff (assalto) auf die Verfassung.

### Tumult im Parlament

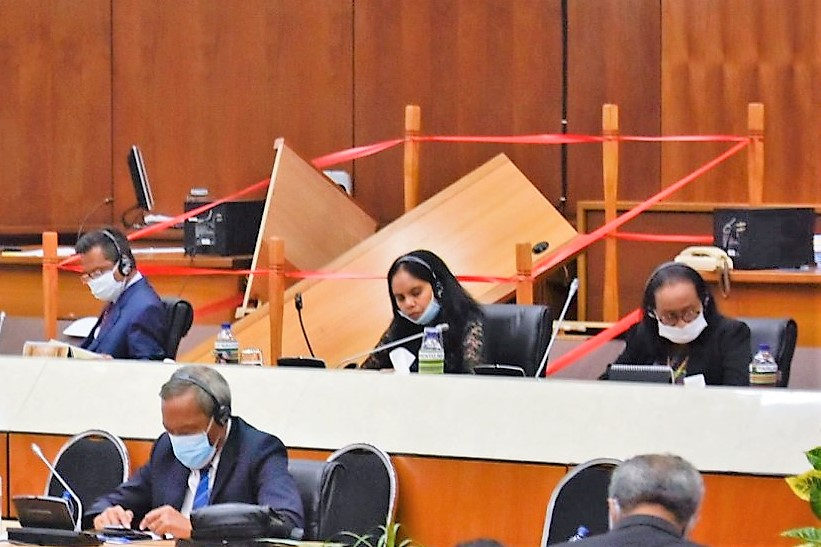
Das zerstörte Präsidium hinter Vize Maria Angelina Lopes Sarmento

Die Sitzungen am 18. und 19. Mai verliefen chaotisch. Abgeordnete des CNRT versperrten am Montag unter Schubsen und Schreien zunächst den beiden Vizepräsidenten Sarmento und Luís Roberto da Silva (KHUNTO) den Zugang zu den Plätzen des Präsidiums. Sie konnten sich schließlich auf ihren Stühlen niederlassen, während der Sitz des Präsidenten vom CNRT-Abgeordneten José Virgílio Rodrigues Ferreira blockiert wurde. Die Sitzung konnte Sarmento trotzdem nicht eröffnen, da die Mikrofone im Plenum von den Mitarbeitern nicht eingeschaltet wurden. Nach einigen Stunden verließen die Abgeordneten das Plenum wieder ohne Abstimmung zum Mittagessen. Sarmento kündigte an, Beschwerde gegen die CNRT-Abgeordneten einreichen zu wollen.
Als Sarmento am folgenden Tag zu ihrem Sitz des stellvertretenden Parlamentspräsidenten ging, stellten sich ihr wieder CNRT-Abgeordnete entgegen. Sie warfen den Tisch mit der Verkleidung um und Stühle darüber. Es wurde geschrien und geschubst, bis Polizisten den Bereich des Präsidiums räumten und alle Abgeordneten davon fernhielten. Sarmento nahm unterhalb Platz, wo normalerweise die Regierungsvertreter im Parlament sitzen. Umgeben von Sicherheitspersonal versuchte sie über einen tragbaren Lautsprecher die Sitzung zu eröffnen. CNRT-Abgeordnete beschuldigten die Mehrheit von FRETILIN, PLP und KHUNTO der Machtergreifung, während deren Vertreter dem CNRT Vandalismus und Machtmissbrauch durch Amaral vorwarfen. Die CNRT-Mitglieder hämmerten jedes Mal auf die Tische, wenn Abgeordnete der anderen Parteien das Wort ergreifen wollten. Ohne die Stimme von Sarmento hören zu können, hoben schließlich die Mehrheitsvertreter ihre grünen Stimmkarten, um die Tagesordnung für die Entlassung von Parlamentspräsident Amaral zu stimmen. Schließlich wurde eine improvisierte Urne aufgestellt und die Mehrheitsvertreter warfen vorbereitete Stimmzettel zur Abstimmung hinein. Als der FRETILIN-Abgeordnete David Ximenes eine weiße Tafel zum Auszählen aufstellte, versuchte José Virgílio Rodrigues Ferreira diese zu entfernen und es kam beinahe zu körperlichen Handgreiflichkeiten, so dass erneut Polizeibeamte einschritten. Die Auszählung ergab 36 Stimmen, entsprechend der Anzahl der Abgeordneten von FRETILIN, PLP und KHUNTO, für die Absetzung, bei null Gegenstimmen und null Enthaltungen. Mit 40 Stimmen wurde Aniceto Guterres von der FRETILIN zum neuen Parlamentspräsidenten gewählt. Zu den Stimmen der Mehrheitsgruppierung kamen vier Stimmen aus der Reihe der fünf PD-Abgeordneten. António da Conceição nahm als einziger PD-Vertreter an der Abstimmung teil. Während der Abstimmung über die Absetzung von Amaral hatten alle PD-Abgeordneten noch den Plenarsaal verlassen. Conceição bestätigte Uneinigkeit in der Partei betreffs des zukünftigen Kurses. Die CNRT-Abgeordneten schrien nach Verkündung der Neuwahl erneut auf und die Polizei musste ein drittes Mal eingreifen.
Amaral sah seine Absetzung und die Wahl des neuen Parlamentspräsidenten weiterhin als illegal an und wandte sich deswegen an das oberste Gericht. Bei der Neuwahl wären auch keine korrekten Aufzeichnungen durchgeführt worden, weswegen man nicht nachprüfen kann, ob die Wahl rechtmäßig ausgezählt wurde. Für die gewalttätigen Bilder im Parlament entschuldigte Amaral sich bei der Bevölkerung. Auch CNRT-Fraktionschef Duarte Nunes bedauerte die Szenen. Wenn es zu keiner Lösung käme, müsse der Staatspräsident eine Entscheidung treffen. Nunes meinte, die neue Parlamentsmehrheit müsse formell eine Koalition bilden, um eine Regierung stellen zu können. Dann könne der Präsident Neuwahlen festlegen.

### Konsolidierung

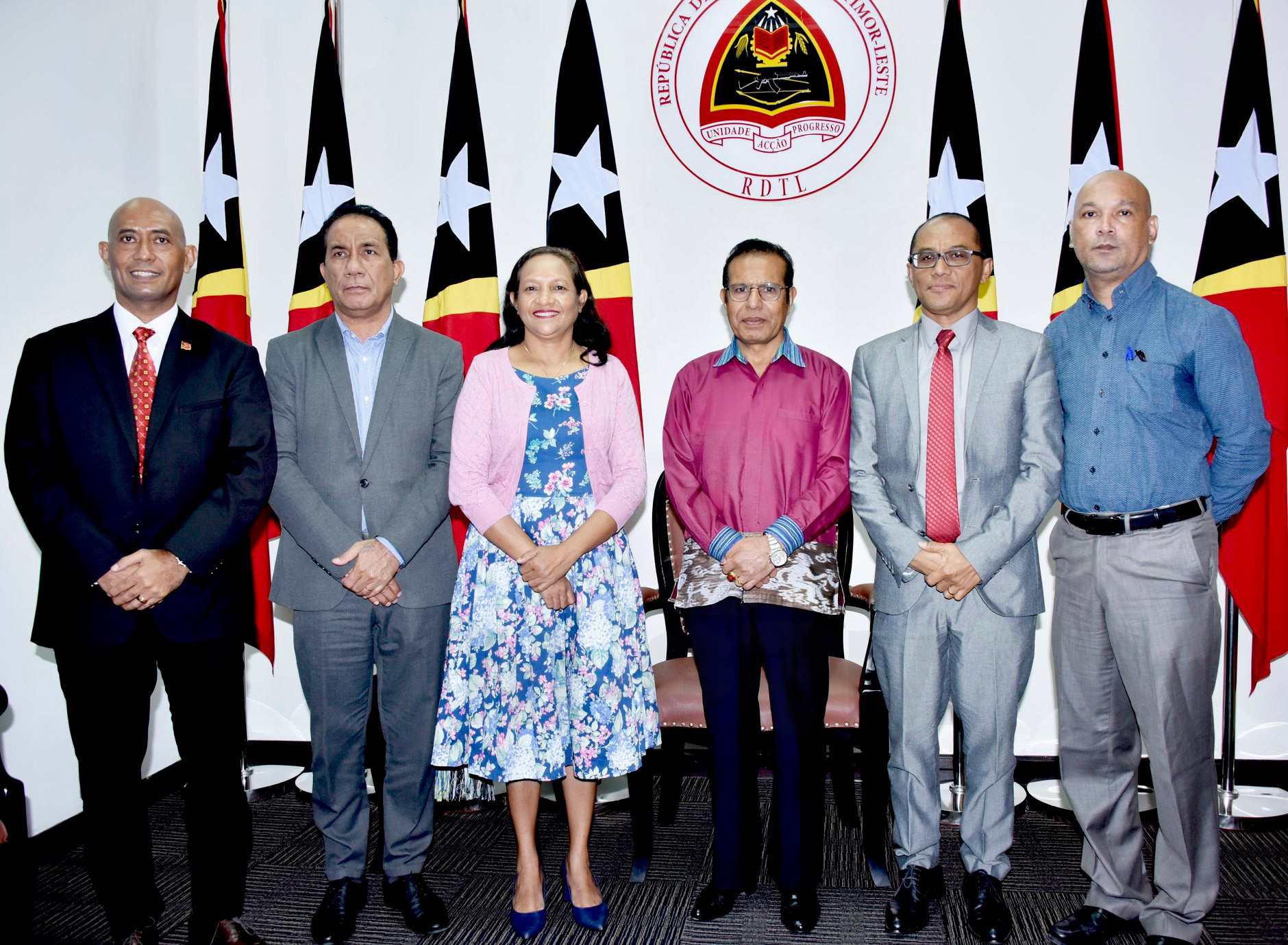
Die Regierungsmitglieder des CNRT reichen bei Taur Matan Ruak ihren Rücktritt ein (25. Mai 2020)

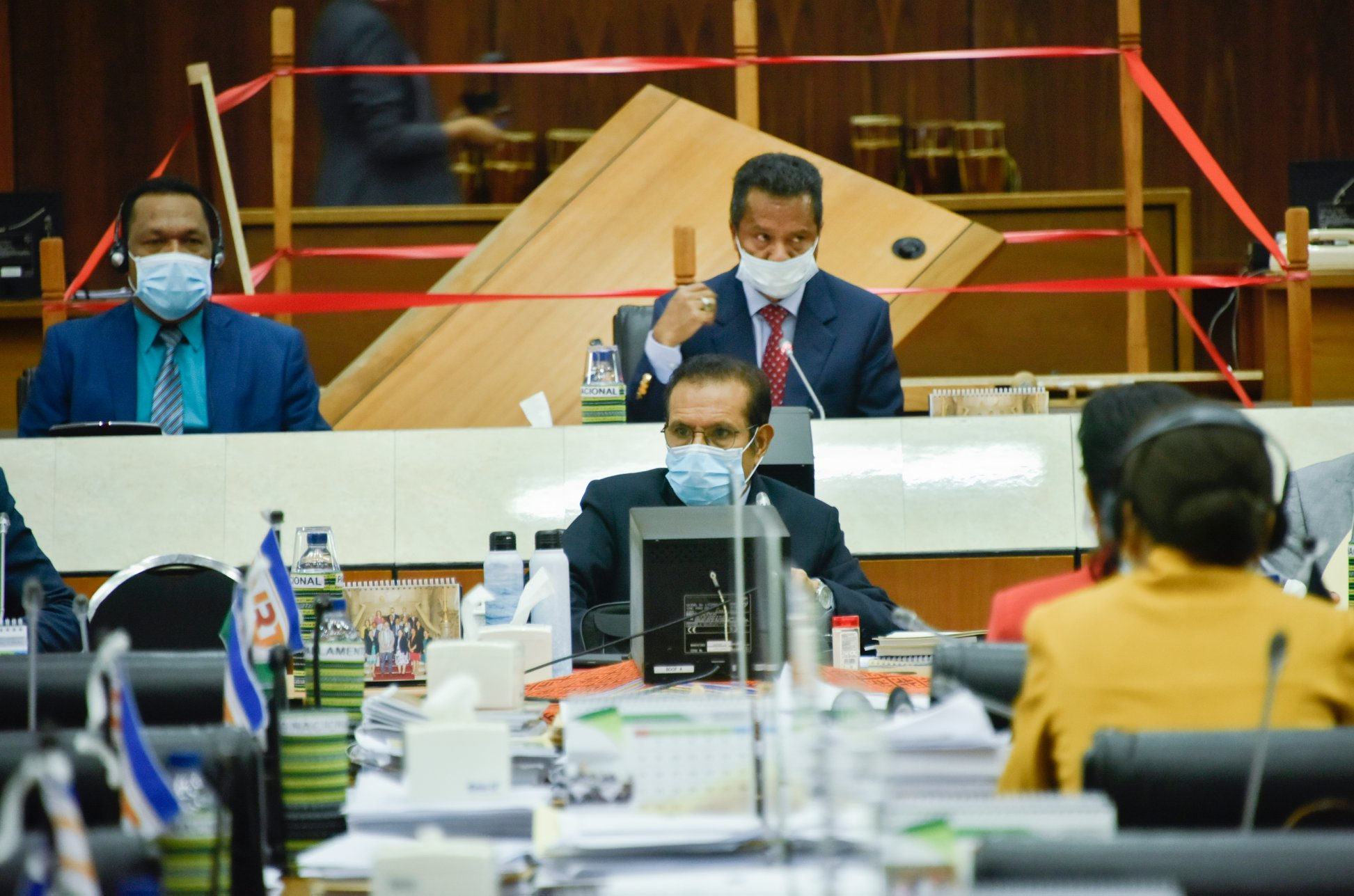
Taur Matan Ruak spricht vor dem Parlament zum Antrag der zweiten Verlängerung des Ausnahmezustandes wegen Corona

Am 21. Mai, nach dem Unabhängigkeitstag, gab Amaral bekannt, dass er sein Büro als Parlamentspräsident geräumt und die Übergabe seines Dienstwagens an Guterres Lopes organisiert hat. Die Klage am obersten Gericht blieb trotzdem bestehen. Auch die CNRT-Fraktion reichte, zusammen mit den Vertretern der drei Kleinparteien PUDD, FM und UDT, eine Klage gegen die Abstimmungen vom 19. Mai ein. Unter anderem beklagten sie die fehlende Ladung zur Sitzung durch Amaral, den Ablauf der Abstimmungen und die Anwesenheit von Sicherheitskräften im Plenum. Die anderen Parteien ihrerseits klagten bei der Staatsanwaltschaft gegen die CNRT-Abgeordneten, wegen Körperverletzung und Vandalismus. Bis eine Entscheidung falle, kündigte die CNRT-Fraktion an, nicht an parlamentarische Aktivitäten teilnehmen zu wollen.
Das Gericht verlangte zunächst am 22. Mai die Angabe des genauen Zeitpunkts der Abwahl. Amaral hatte die Klage am 19. Mai in seiner Funktion als Parlamentspräsident eingereicht. War er zum Zeitpunkt des Eingangs der Klage bei Gericht schon abgewählt, so die Richter, sei die Klage ungültig.
Der Vatikan bot den Parteien an, im Konflikt zu vermitteln. Alkatiri, der Muslim ist, zeigte sich grundsätzlich offen, wenn auch verwundert über das Angebot, während der Katholik Gusmão schon vorab es von vornherein ablehnte und die einzige Lösung in Neuwahlen sah. Am 25. Mai reichten die CNRT-Mitglieder der Regierung, auf Anweisung ihrer Partei, ihren Rücktritt ein. FRETILIN-Mitglieder als Ersatz vorzuschlagen. Nur die Vizeministerin für Finanzen und amtsführende Ministerin Sara Lobo Brites erklärte, sie werde im Amt bleiben, da ihre Rolle hier rein technisch und operativ sei. Auch Teófilo Caldas, Staatssekretär für Kunst und Kultur, war nicht beim Termin beim Premierminister anwesend. Am gleichen Tag wurden vom Präsidenten die offiziellen Entlassungen von Fidelis Leite Magalhães und Ágio Pereira bekannt gegeben, um die neue Aufteilung der Ministerien zu ermöglichen. Pereira hatte als CNRT-Mitglied ohnehin seinen Rücktritt erklärt, Magalhães sollte eine neue Position in der umgebauten Regierung übernehmen. Aniceto Guterres Lopes leitete das erste Mal eine Parlamentssitzung, die wie angekündigt, vom CNRT boykottiert wurde. Das Kabinett beschloss eine erneute Verlängerung des Ausnahmezustands, wegen COVID-19, bei gleichzeitiger Lockerung der Einschränkungen. So sollen religiöse Feiern und Sportveranstaltungen wieder möglich sein. In Abwesenheit von CNRT, PUDD, FM und UDT stimmte das Parlament der Verlängerung zu, gegen die Stimmen der PD, die die wirtschaftlichen Schäden kritisierte. Die PD erklärte aber offiziell, dass sie nun jede Regierung unterstützen werde, die eine Mehrheit im Parlament hat und die nationale Entwicklung fördert.

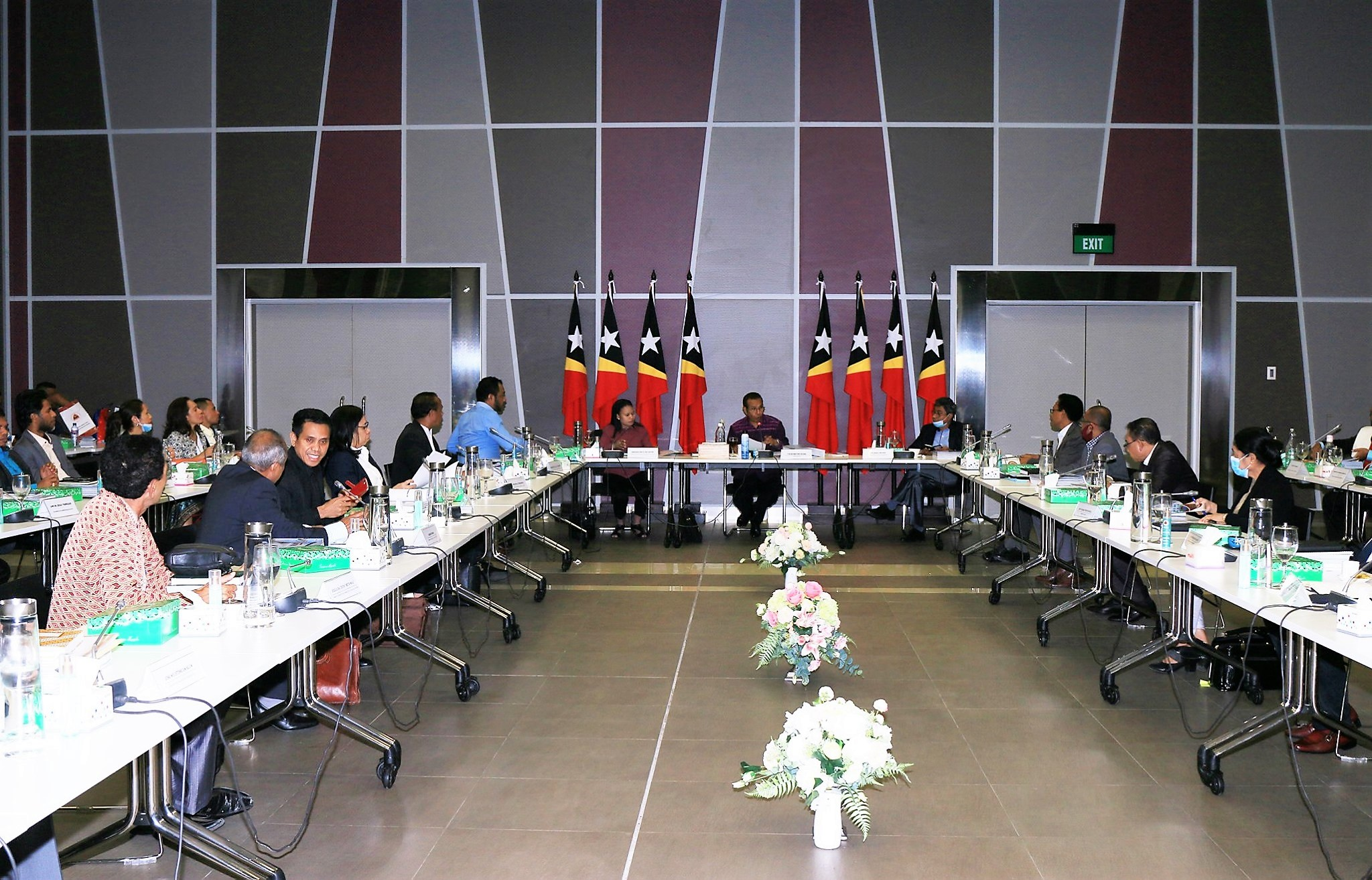
Sitzung aller 43 Regierungsmitglieder im Salaun Auditória Kay Rala Xanana Gusmão, im Finanzministerium

Am 28. Mai wies das Gericht die Klage von Amaral ab. Die Vorgänge der Entlassung und der Wahl des Nachfolgers durch die Parlamentsmehrheit seien politischer Natur und sind daher nicht vom Gericht zu bewerten. Laut der Richter Deolindo dos Santos, Duarte Tilman Soares und António José Fonseca de Jesus sind gegen Entscheidungen des Parlaments keine Rechtsmittel möglich.
Am 29. Mai erfolgte die Vereidigung acht neuer Regierungsmitglieder durch Staatspräsidenten Guterres. Armanda Berta dos Santos (KHUNTO) wurde zusätzlich zu ihrem Amt als Sozialministerin zur stellvertretenden Premierministerin. Fidelis Leite Magalhães (PLP) wurde zum Minister des Präsidiums des Ministerrates. Francisco Jerónimo (FRETILIN) wurde zum Minister für parlamentarische Angelegenheiten und Medien, Fernando Hanjam zum Finanzminister, Miguel Pereira de Carvalho (FRETILIN) zum Minister für Staatsadministration und Odete Maria Freitas Belo (FRETILIN) zur Gesundheitsministerin. Júlio Sarmento da Costa (PD) erhielt die Ernennung zum Minister für Veteranen und Pedro dos Reis (KHUNTO) zum neuen Minister für Landwirtschaft und Fischerei.
Am 24. Juni wurden weitere neue Regierungsmitglieder vereidigt, so dass das Kabinett nun 43 Amtsinhaber zählt. 15 Personen, davon 10 der 20 Minister, gehören der FRETILIN an, 13 (3 Minister) der KHUNTO und 11 (4 Minister und der Premierminister) der PLP. Premierminister Taur Matan Ruak übernahm zusätzlich das Amt des Innenministers.
Am 8. Oktober gelang es den Staatshaushalt 2020 mit den Stimmen der Regierungsmehrheit durch das Parlament zu bringen.

### Überflutungen und Pandemie

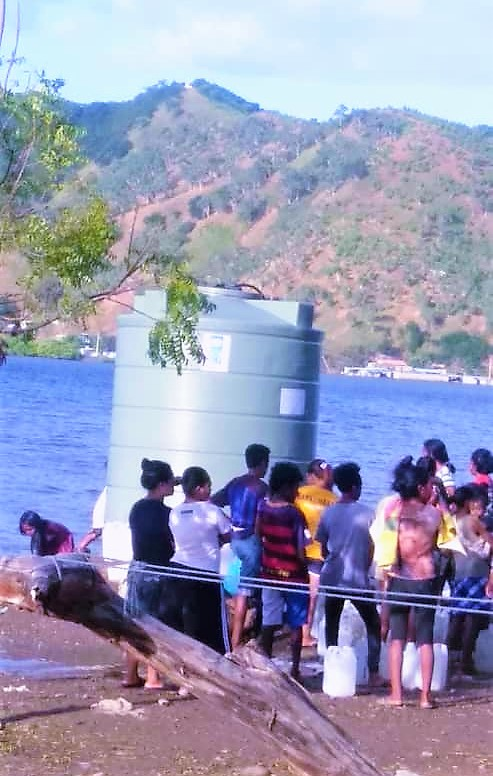
Wasserversorgung in Tasitolu nach der Flutkatastrophe

Seit Ende September 2020 war Osttimor erneut praktisch ohne Finanzminister. Der amtierende Finanzminister Fernando Hanjam war nach Presseangaben schon mindestens zwei Wochen als krank gemeldet nicht im Büro und hatte sein Telefon abgeschaltet. Bis zum 10. Oktober hatte er seine Vize Sara Lobo Brites einige Kompetenzen übertragen, die dann aber ohne Verlängerung endeten. Brites konnte nicht mal den Gesetzentwurf des Staatshaushalts für 2021 unterzeichnen, um ihn dem Nationalparlament zu übermitteln. Brites wurde dann zur Interimsministerin bestimmt. Am 23. November wurde schließlich Rui Augusto Gomes zum neuen Finanzminister ernannt.
2021 gab es eine Welle von SARS-CoV-2-Infektionen. Insgesamt verzeichnete man bis Ende November 122 Tote. Mehrfach wurde der Ausnahmezustand verlängert, bis die Lage sich stabilisiert zu sein schien. Durch die Ausgangssperren, Kontaktbeschränkungen und scharfen Grenzkontrollen sowie einer von der Regierung vorangetriebenen Impfkampagne konnten die Neuinfektionen im Land zunächst gestoppt werden. Parallel kam es in Dili zu einem schweren Ausbruch von Denguefieber.
Im Juli 2021 wurde der Künstlergruppe Arte Moris von der Regierung mitgeteilt, dass sie das ehemalige Nationalmuseum räumen müsse, da es nun von der Veteranenorganisation genutzt werden sollte. Die folgenden Proteste blieben erfolglos. Am 1. Dezember räumten die Behörden das Gebäude. Das Inventar wurde draußen auf einen Haufen geworfen.

### Regierungsumbildung, Präsidentschafts und Parlamentswahlen
Am 22. März 2022 tauschte Taur Matan Ruak vier Personen in seinem Kabinett aus. Tiago Amaral Sarmento wurde neuer Justizminister, Abel Pires da Silva Minister für den öffentlichen Dienst, António Freitas Vizeminister für Finanzen und Júlio da Conceição (Loro Mesak) Staatssekretär für Angelegenheiten der Veteranen. Dem bisherigen Staatssekretär Gil da Costa Monteiro hatte der Premierminister Untreue vorgeworfen und einige Tage vorher schon seine Entlassung mitgeteilt. Der bisherige Justizminister Manuel Cárceres da Costa hatte bereits am 28. Februar aus gesundheitlichen Gründen um eine Auszeit gebeten.
Am 28. März forderte Taur Matan Ruak Mário Ximenes zum Rücktritt vom Amt des Staatssekretärs für Grundbesitz und Eigentum auf. Ximenes erklärte, er werde dem folgen, ihm seien aber keine Gründe für diese Entscheidung genannt worden. Am 31. März folgte die Vereidigung seines Nachfolgers Eldino Rodrigues dos Santos. Außerdem wurde Maria do Rosário Fátima Correia neue Staatssekretärin für Gleichberechtigung und Inklusion und löste damit Maria José da Fonseca Monteiro de Jesus ab.

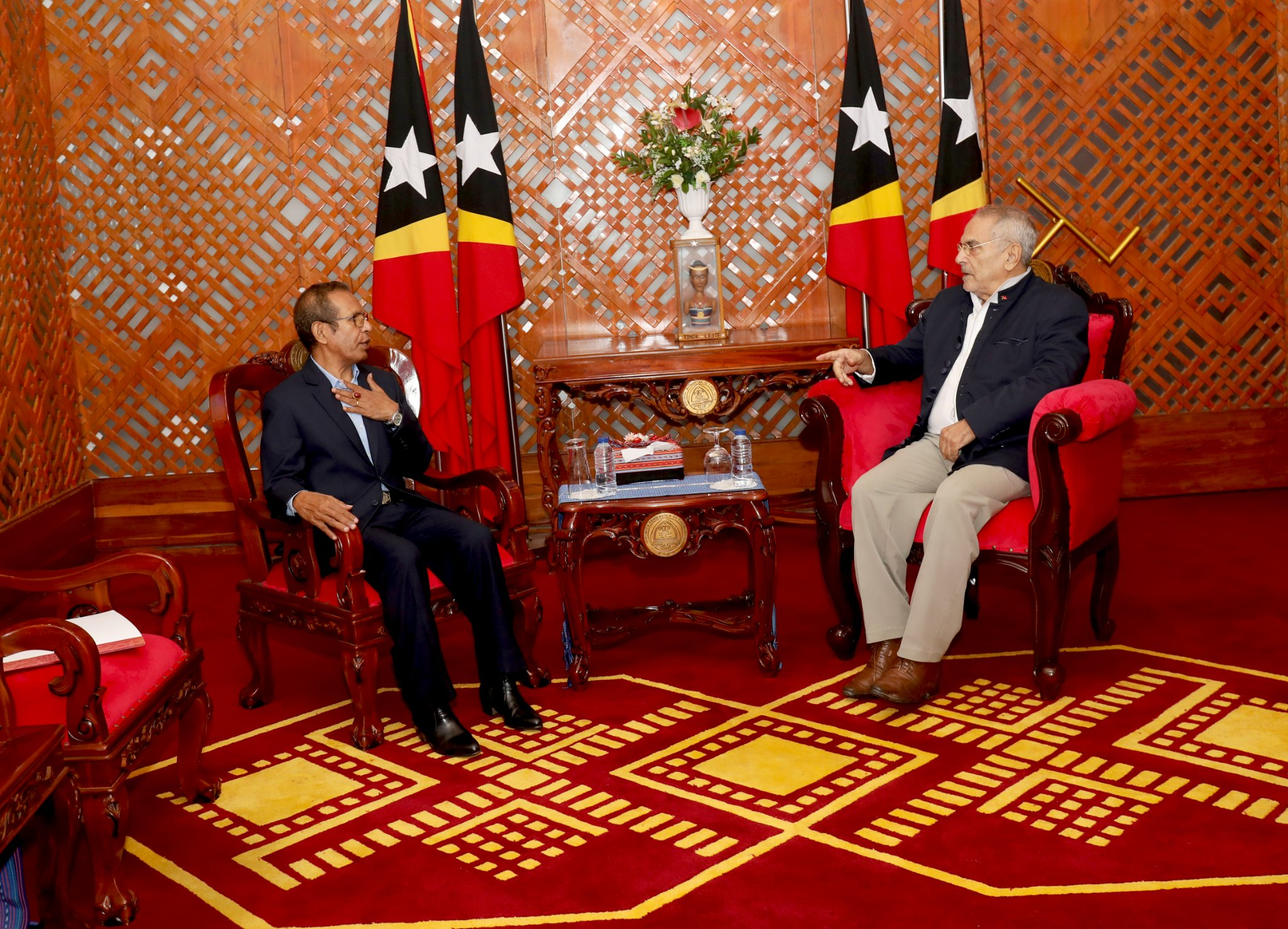
Premierminister Taur Matan Ruak und Präsident José Ramos-Horta (2022)

Mit den Präsidentschaftswahlen 2022 kam es zu einer erneuten Verschiebung der Machtverhältnisse. Amtsinhaber Francisco Guterres wurde in der zweiten Runde am 19. April von seinem Vor-vorgänger José Ramos-Horta geschlagen, der 62 % der Stimmen erhielt. Der parteilose Ramos-Horta war als Kandidat des CNRT angetreten. Auch die PD und mehrere Kleinparteien unterstützten ihn in der zweiten Runde. FRETILIN, PLP und KHUNTO unterstützten gemeinsam Guterres, wobei KHUNTO-Chefin Santos in der ersten Runde selbst kandidiert hatte. CNRT-Parteiführer Xanana Gusmão hatte vor der Wahl gefordert, dass Ramos-Horta im Falle eines Wahlsieges das Parlament auflösen und vorgezogene Neuwahlen ausrufen solle. Die anderen Parteien teilten diese Forderung nicht. Ramos-Horta hatte dies nur als eine Möglichkeit bezeichnet und angekündigt, er wolle die zerstrittenen Parteien durch Verhandlungen versöhnen.

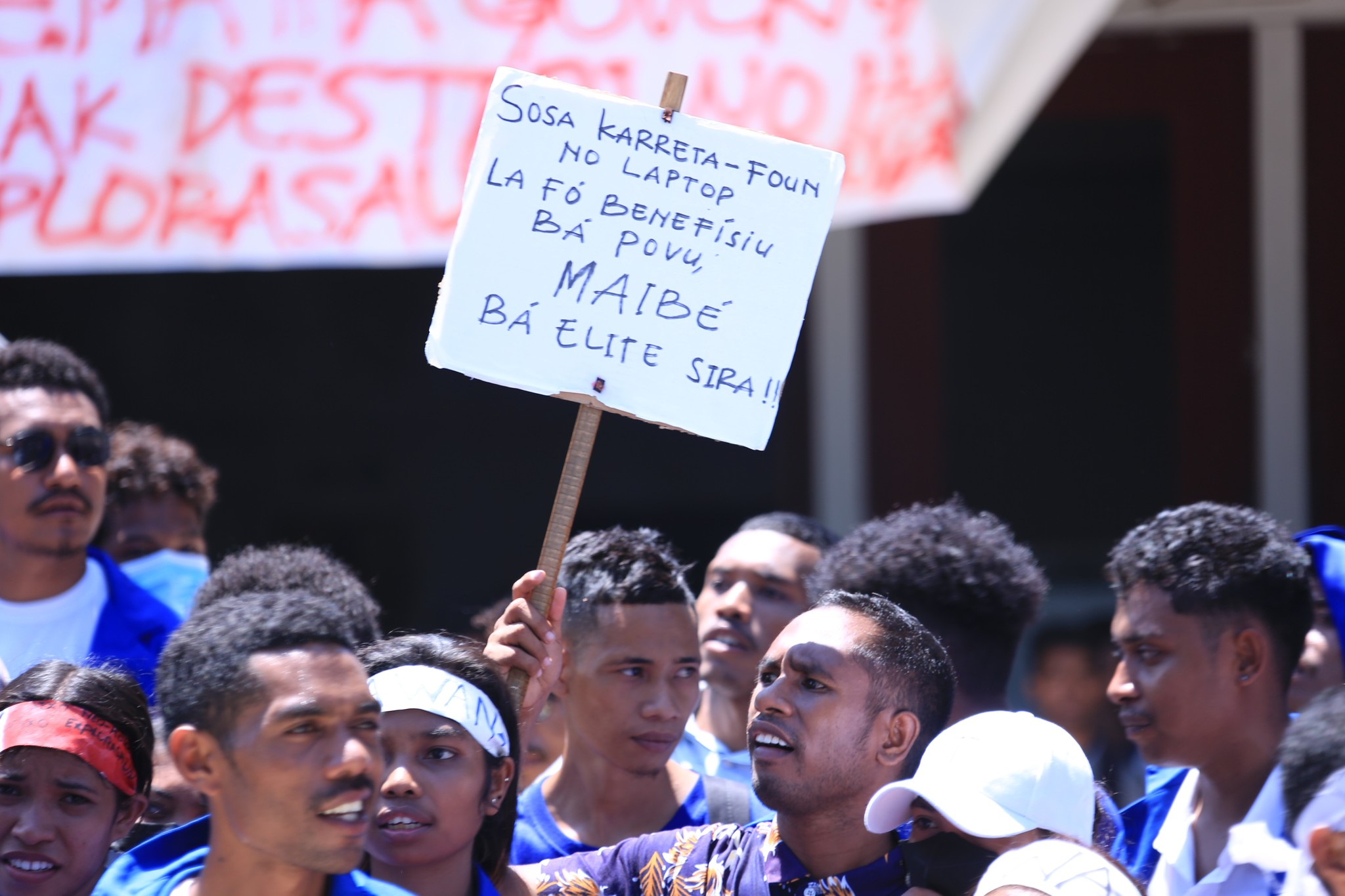
Demonstration am Nationalparlament dagegen, dass Abgeordnete vom Staat ein Auto und einen Laptop erhalten (15. Nov. 2022)

Am letzten Tag seiner Amtszeit unterzeichnete Präsident Guterres noch 14 Regierungsdekrete, die im Eiltempo durch das Parlament gebracht worden waren und in einer Sonderausgabe des Jornal da República veröffentlicht wurden. Neben Maßnahmen zum Staatshaushalt gehört dazu ein umstrittener Gesetzesentwurf, der die Verantwortungen des Präsidenten regelt und Vergehen dagegen als Straftaten definiert. Das Gesetz bezieht sich auf Artikel 79 Strafbarkeit und verfassungsmäßige Verpflichtungen der Verfassung und regelt den Fall von „eindeutigen und schwerwiegenden Verletzung der verfassungsmäßigen Pflichten“ des Staatsoberhauptes. So sind für den Präsidenten Freiheitsstrafen zwischen zwei und acht Jahren bei „Nötigung von Verfassungsorganen“ vorgesehen, womit die Regierung auf die Forderung des CNRT aus dem Wahlkampf reagiert, dass Ramos-Horta die jetzige Regierung entlassen und sofortige Neuwahlen ausrufen solle. Ramos-Horta erklärte aber am 9. Juni, dass er die VIII. Regierung bis zum Ende ihres Mandates unterstützen werde. Unabhängig davon bat er das Tribunal de Recurso das neue Gesetz über die Zuständigkeiten des Präsidenten auf seine Verfassungsmäßigkeit formal und inhaltlich zu prüfen.
Am 6. September 2022 gab die Regierung bekannt, dass sie Verteidigungskräfte und Polizei zu einer gemeinsamen Operation berechtigt hat, um einem Konflikt vorzubeugen. In der letzten Zeit war es wieder zu Zusammenstößen zwischen verschiedenen Kampfsportgruppen gekommen. Die Operation, die bis zum 13. September befristet ist, soll sich gegen Kriminalität und Gewalt wenden. Am 5. September waren Soldaten von Mitgliedern einer Kampfsportgruppe in Dilis Stadtteil Acadiru Hun verletzt worden.

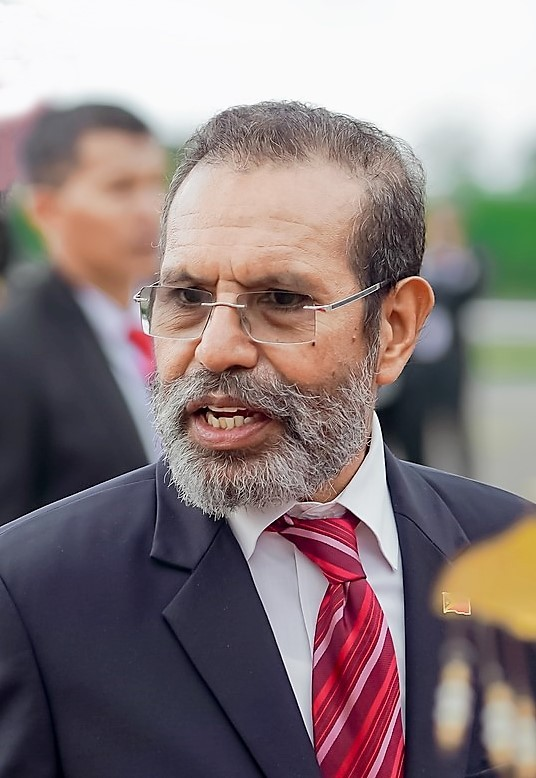
Taur Matan Ruak (2023)

Allgemein wird immer wieder kritisiert, dass Abgeordnete vom Staat einen Laptop und ein Auto gestellt bekommen. Für neue Fahrzeuge sollten im Staatshaushalt 1,95 Millionen Dollar eingeplant werden. Der Vorschlag zur Neuanschaffung der Fahrzeuge wurde bereits in der fachlichen Debatte im Parlament wieder aus dem Haushalt gestrichen. Trotzdem protestierten am 14. November 2022 Mitglieder der Aliança Maubere Nacional vor der Universidade Nasionál Timór Lorosa’e (UNTL), gegenüber vom Nationalparlament gegen diese Unterstützung für Abgeordnete. Die Polizei hatte die Proteste auf dem Bürgersteig genehmigt, verhaftete aber dann 37 Demonstranten, als diese sich nicht an die Einschränkung hielten. Daraufhin schlossen sich am nächsten Tag Studenten der Universidade da Paz (UNPAZ) den Protesten an. Universitätsrektor Adolmando Amaral unterstützte die Demonstranten mit einer Rede vor der Protestversammlung. Premier- und Innenminister Taur Matan Ruak wies die Polizei an, mit den Demonstranten stattdessen zu verhandeln. Parlamentspräsident Lopes dagegen forderte weiter den Einsatz der Polizei, da die Demonstranten durch den „Lärm“ stören und die Abgeordneten mit Verleumdungen beleidigen würden. Lopes forderte daher neue Gesetze und kritisierte die UNTL, die die Proteste tolerierte.
Am 14. Dezember verwies Präsident Ramos-Horta den Haushaltsentwurf für 2023 zurück an das Parlament. Die Budgetierung des Veteranenfonds hielt er für verfassungswidrig und forderte daher die Streichung des Fonds aus den Haushalt.
Bei den Parlamentswahlen in Osttimor 21. Mai 2023 wurden die Regierungsparteien abgestraft. Die FRETILIN fuhr mit 25,75 % ihr bisher schlechtestes Ergebnis ein. PLP und KHUNTO, die diesmal als Einzelparteien antraten, gelang immerhin der Wiedereinzug in das Parlament. Wahlsiegerin ist der CNRT, der 31 der 65 Sitze für sich gewinnen konnte. Das neue Parlament tritt am 22. Juni das erste Mal zusammen. Danach wird die neue Regierung gebildet.
Am 7. Juni trat die VIII. konstitutionelle Regierung ein letztes Mal zusammen.

## Regierung vom 22. Juni 2018

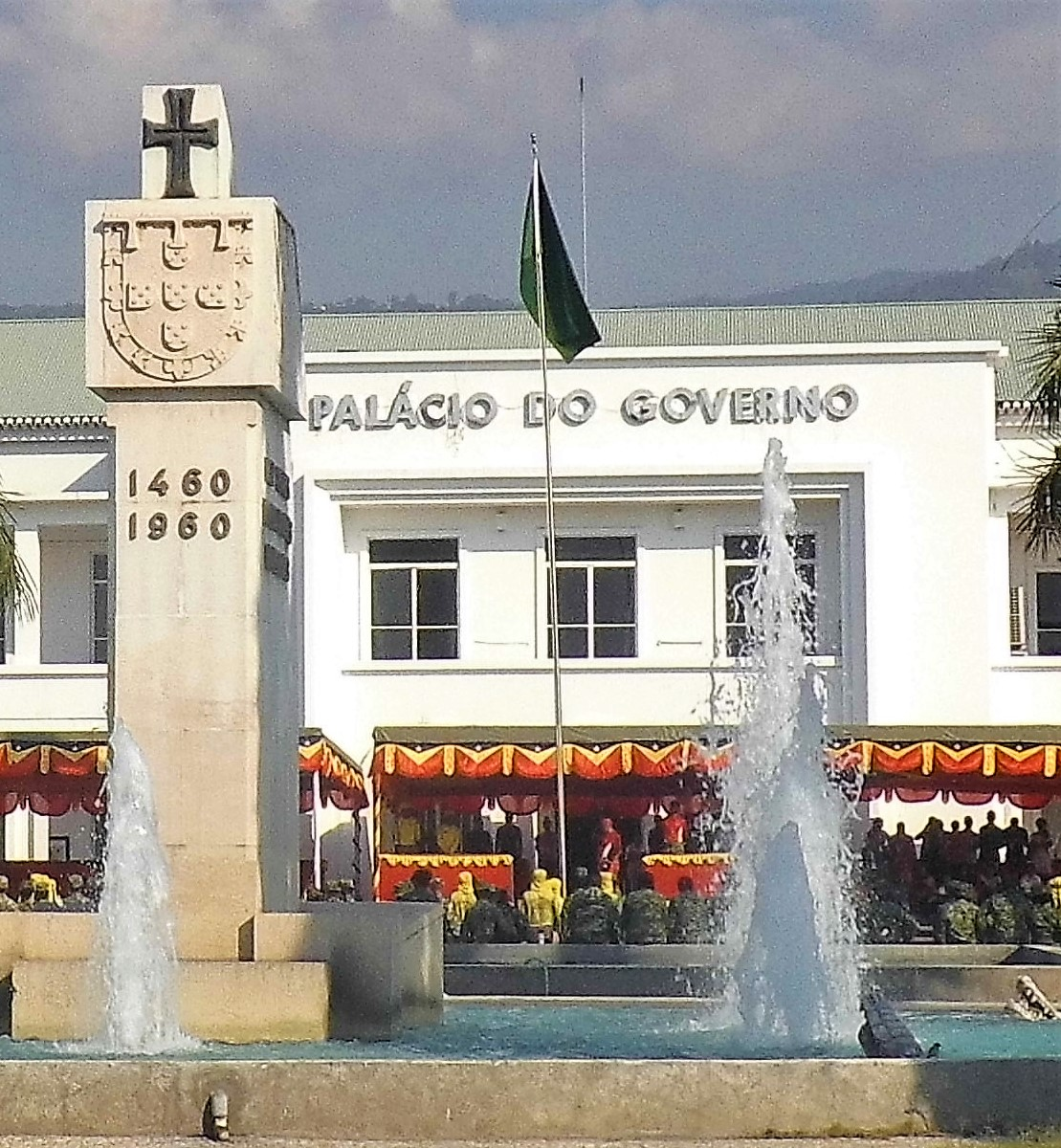
Regierungspalast Osttimors (2018)

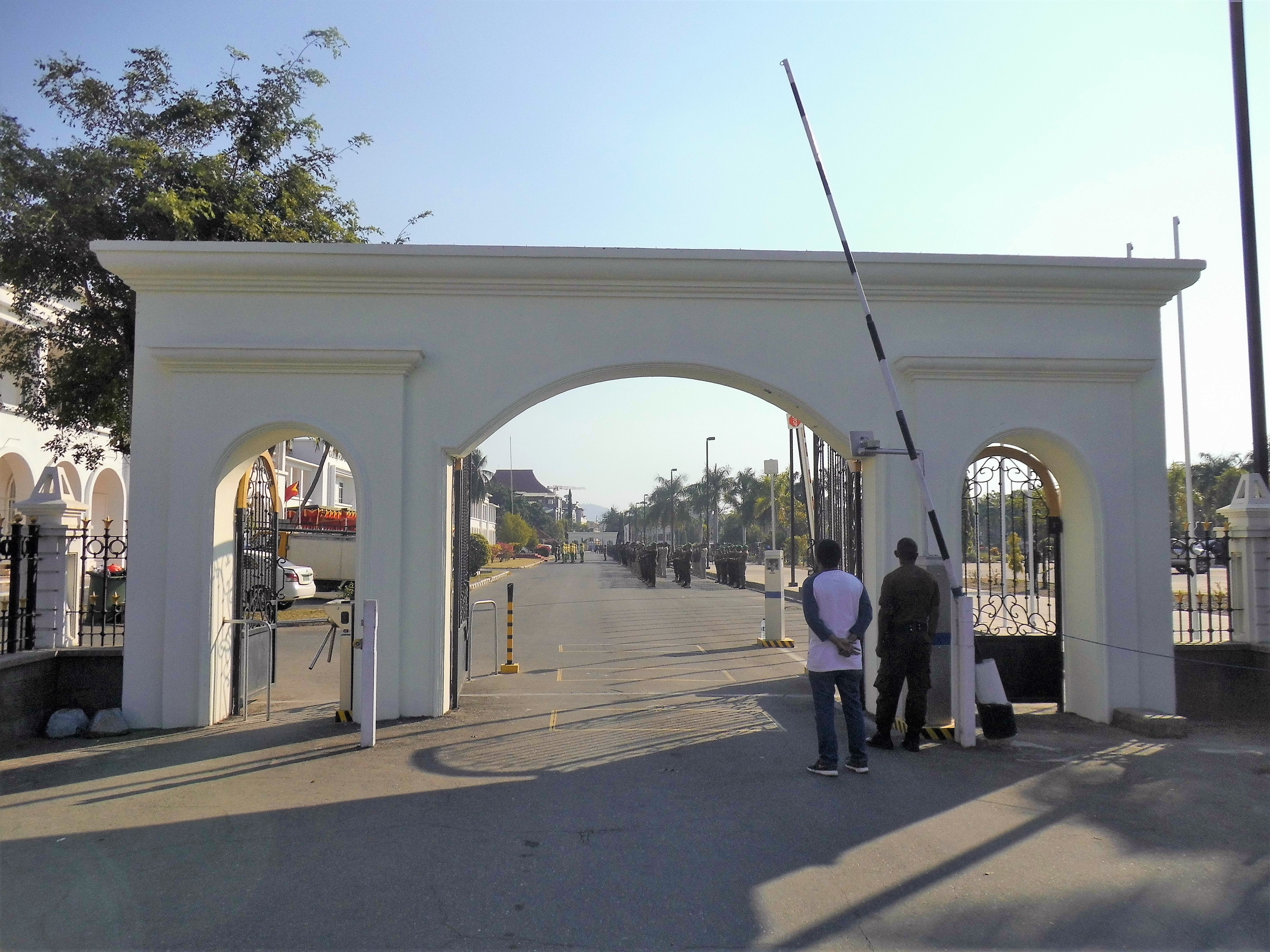
Seiteneinfahrt zum Platz vor dem Regierungspalast

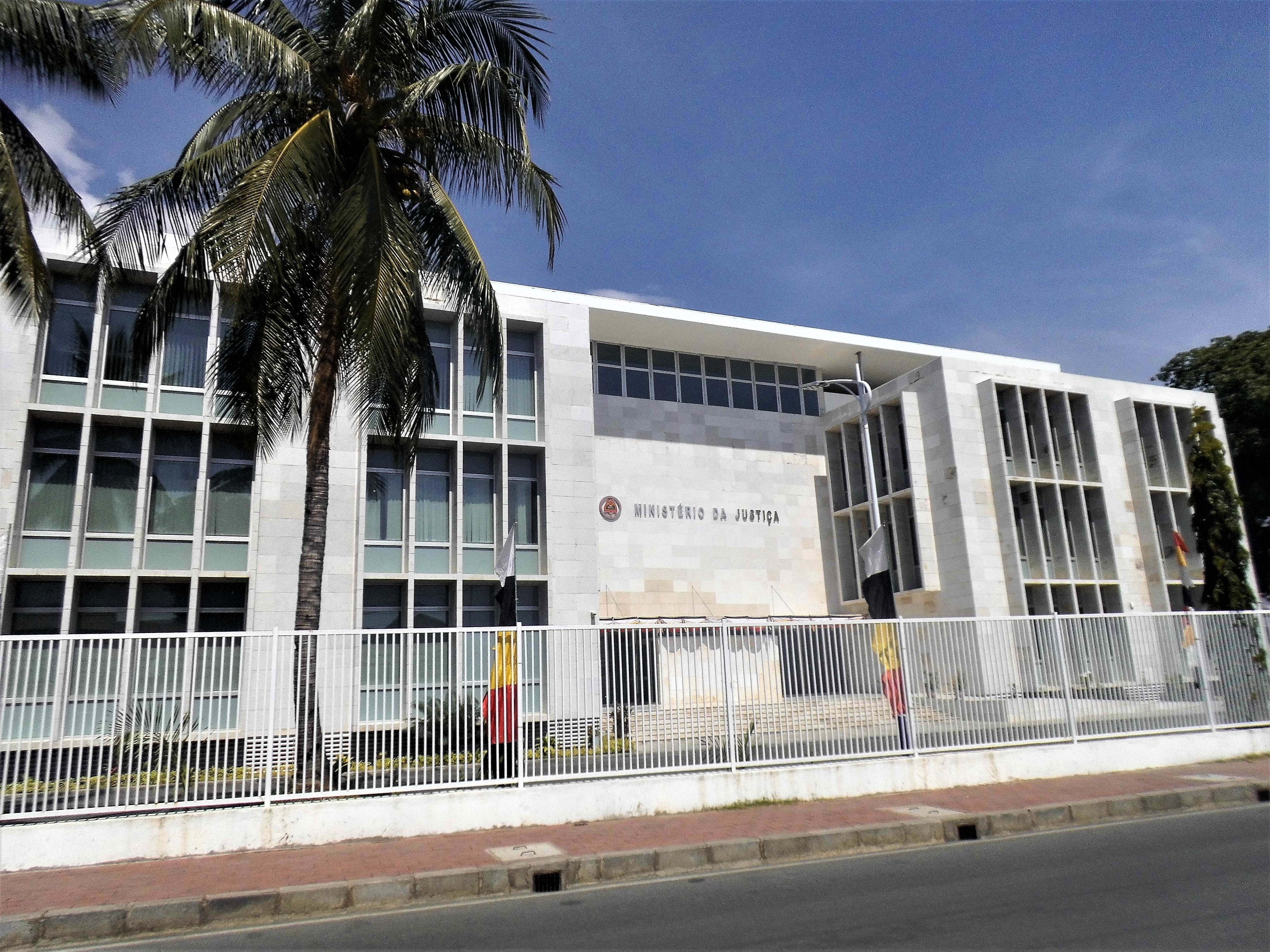
Justizministerium

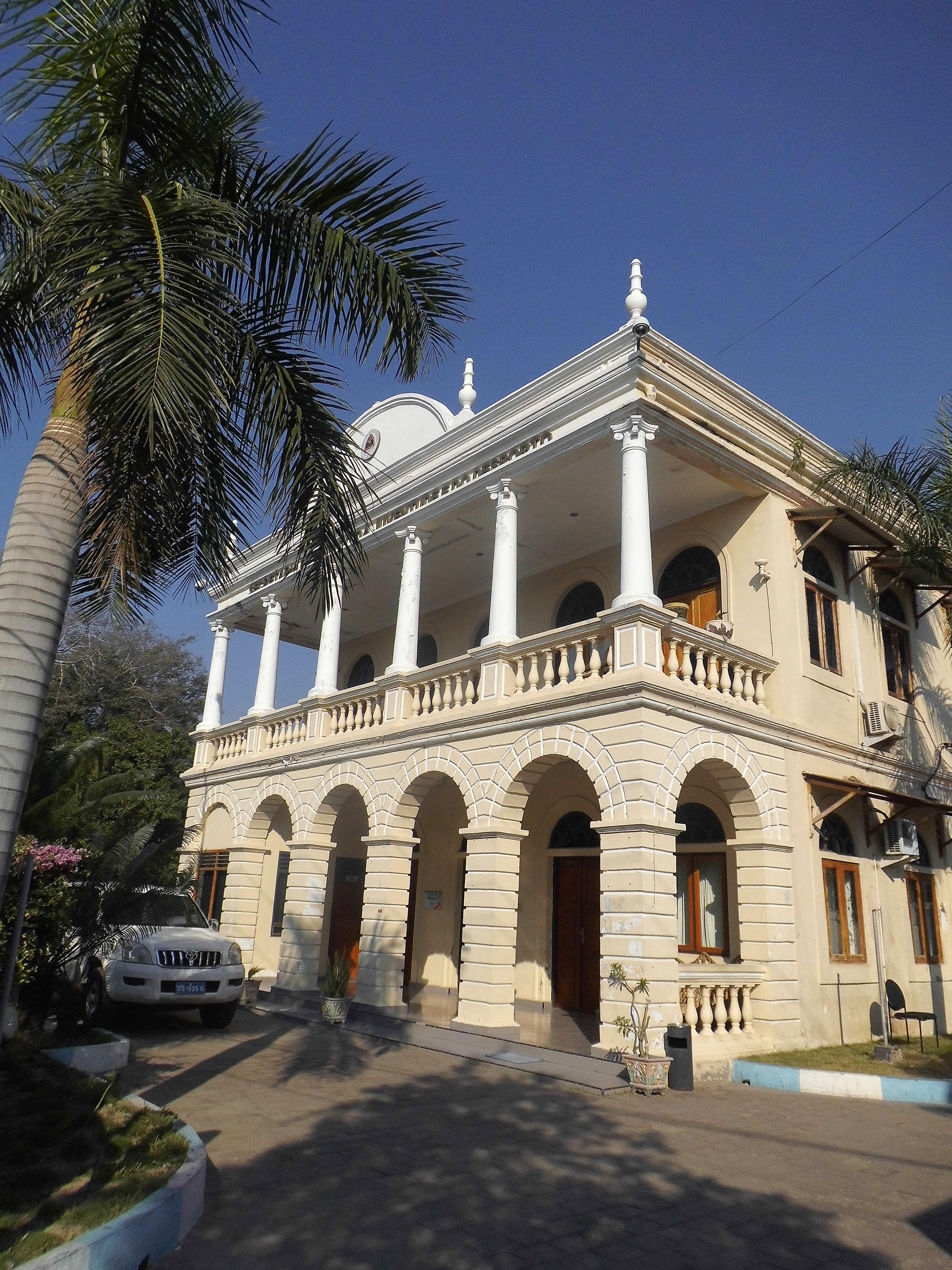
Staatssekretariat für Jugend und Sport

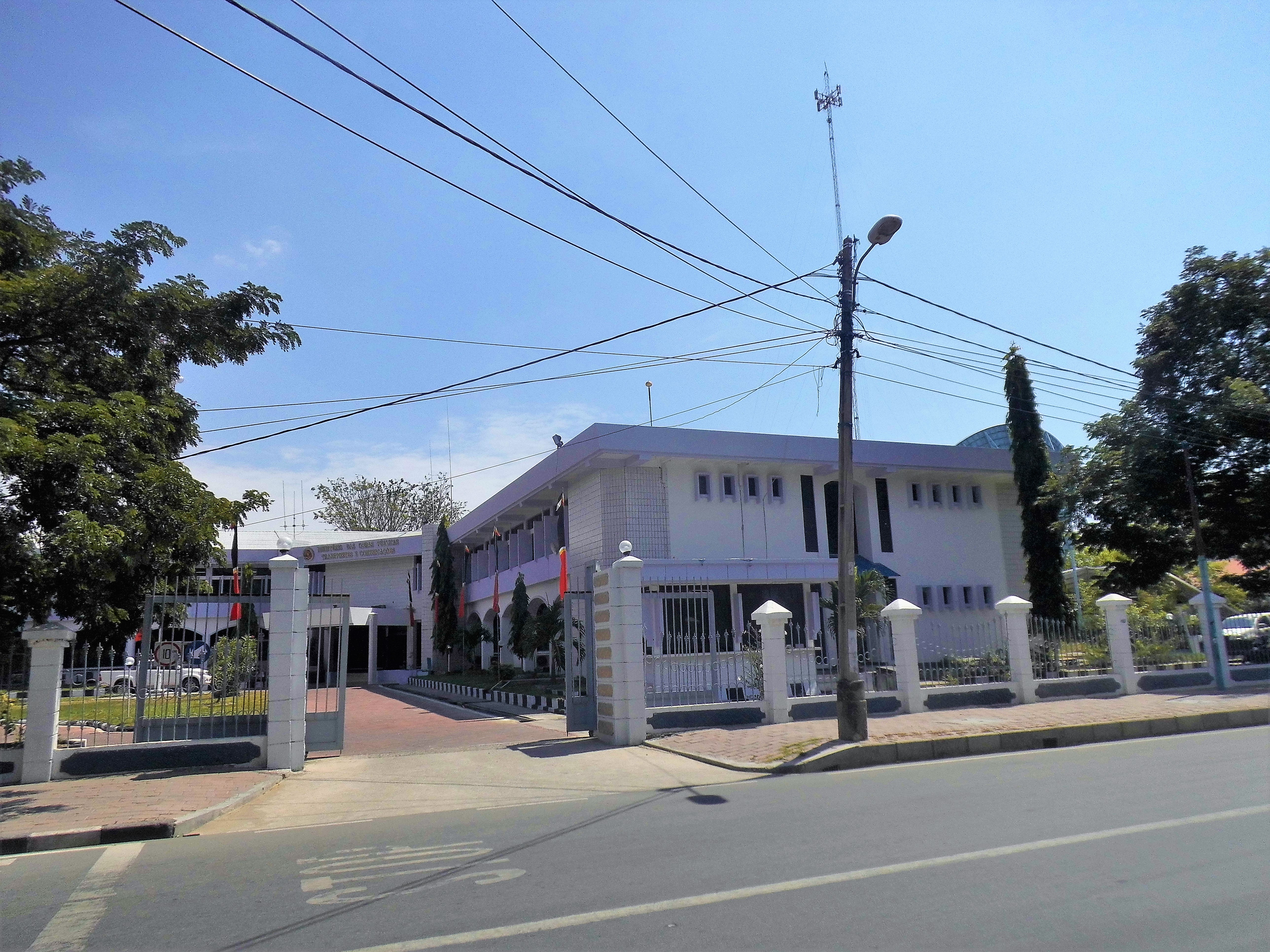
Direcção Geral Transports e communicaçoes

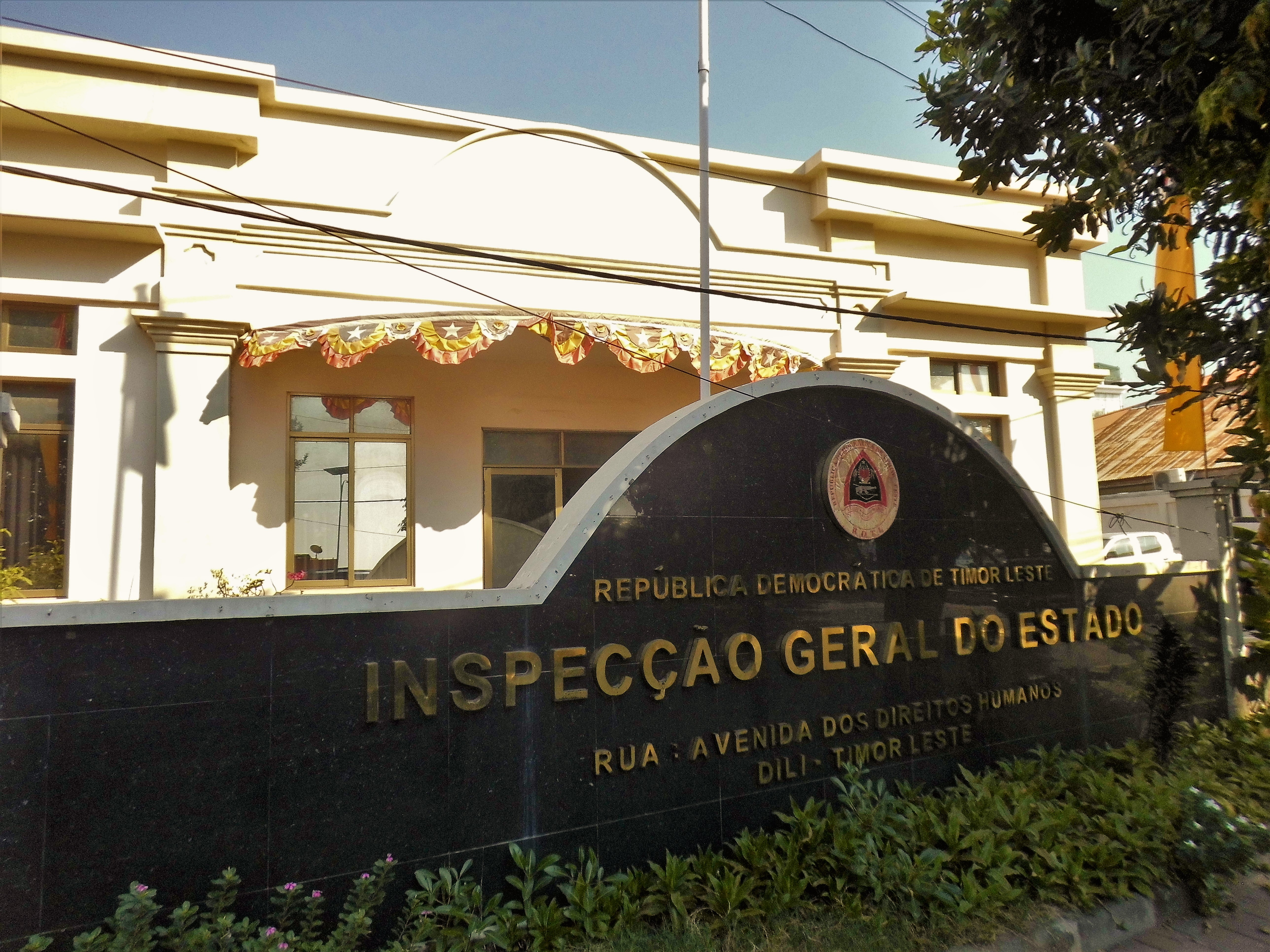
Inspecção General do Estado

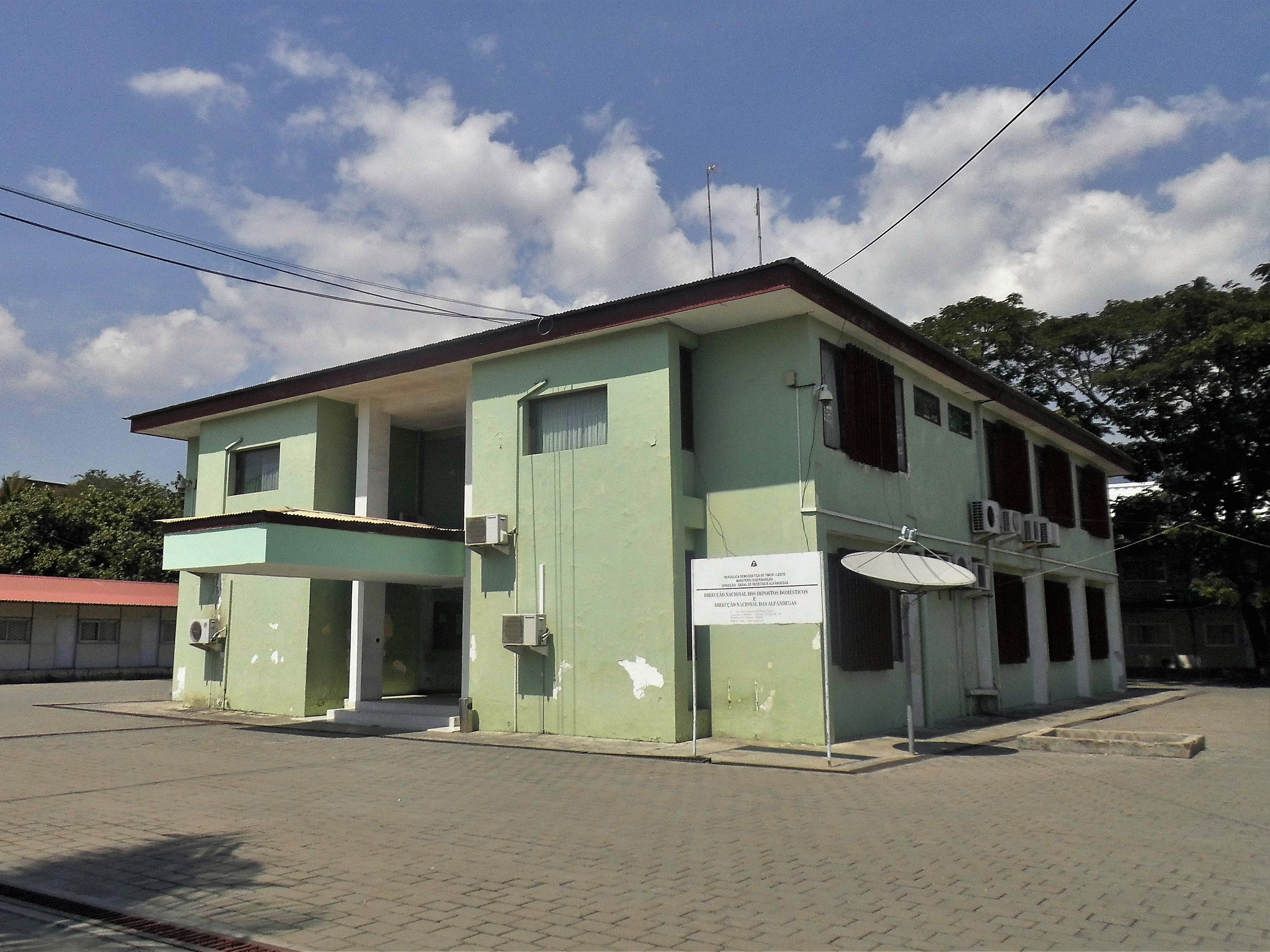
Direcção Nacional dos Impostos Domésticos und Direcção Nacional das Alfandegas, Finanzministerium

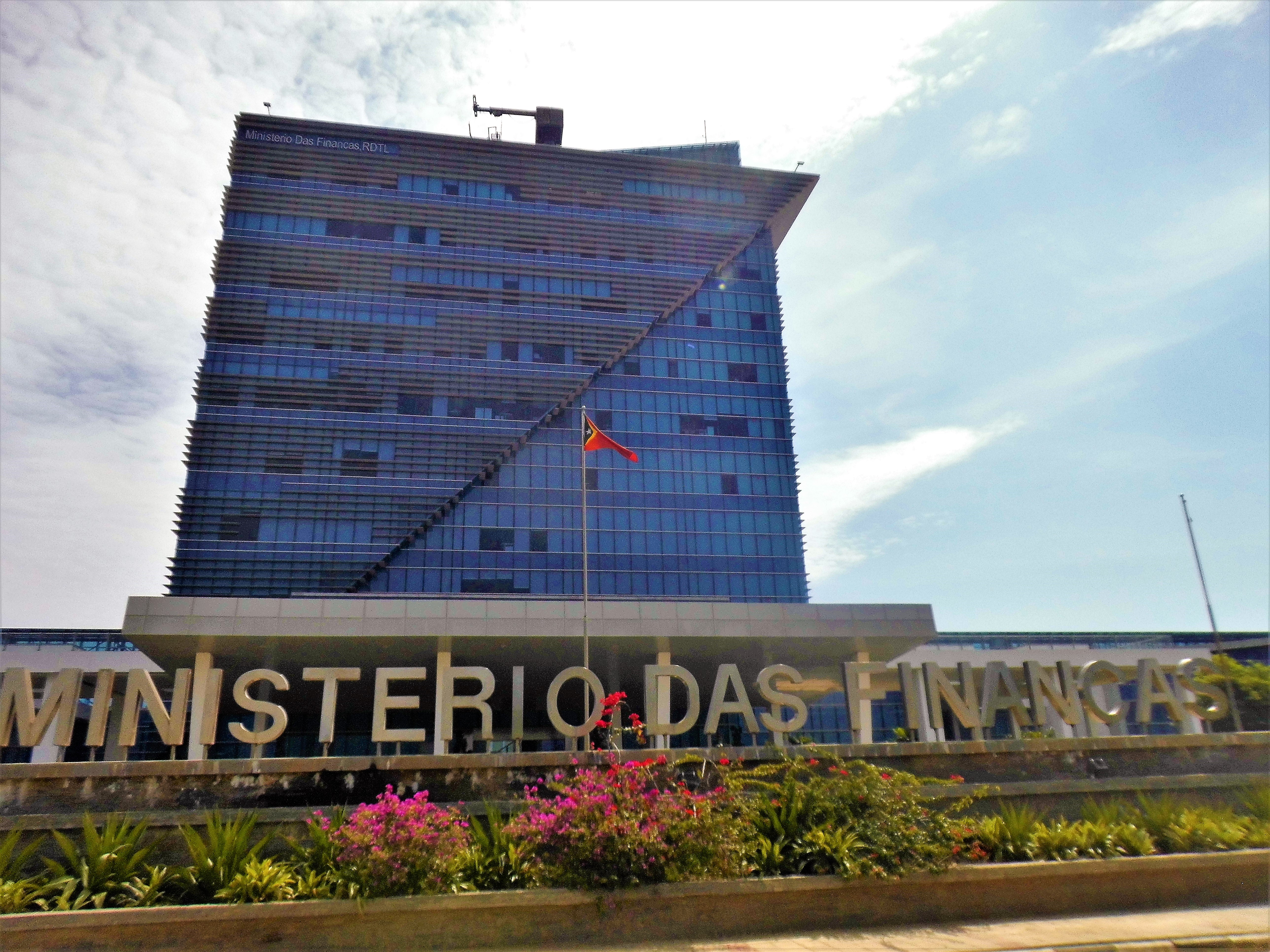
Neubau des Finanzministeriums

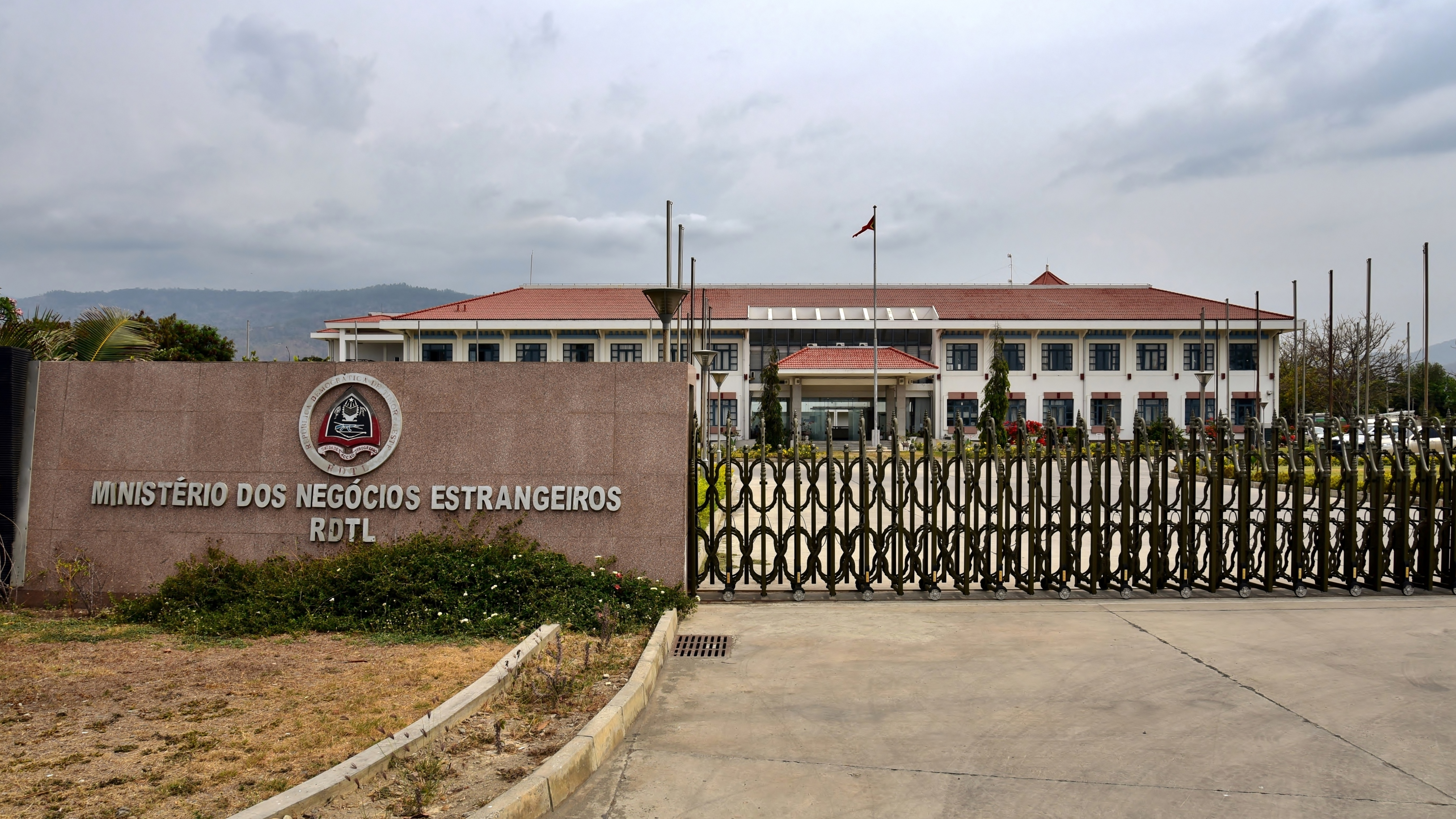
Außenministerium Osttimors (2018)

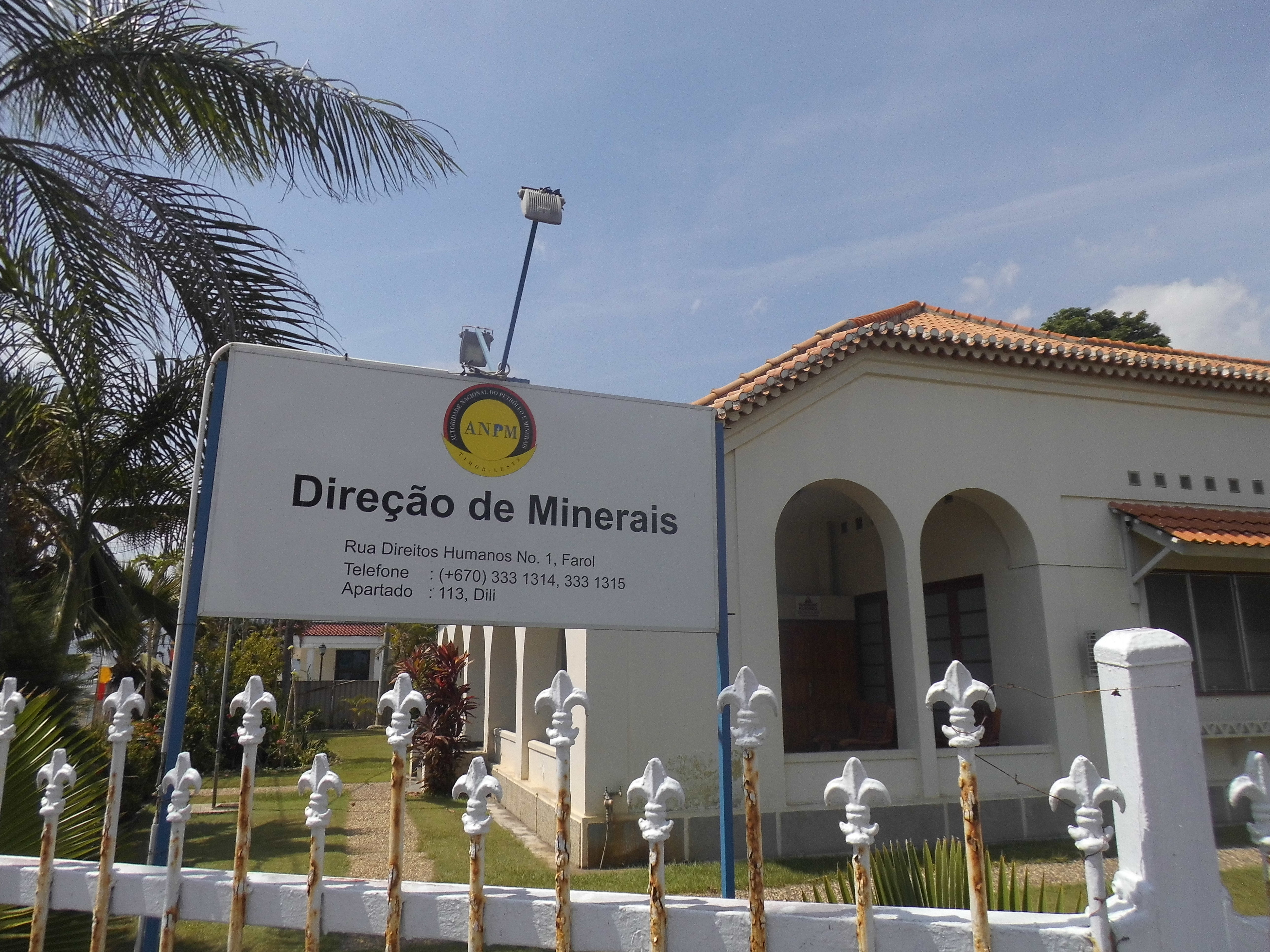
Direção de Minerais (2018)

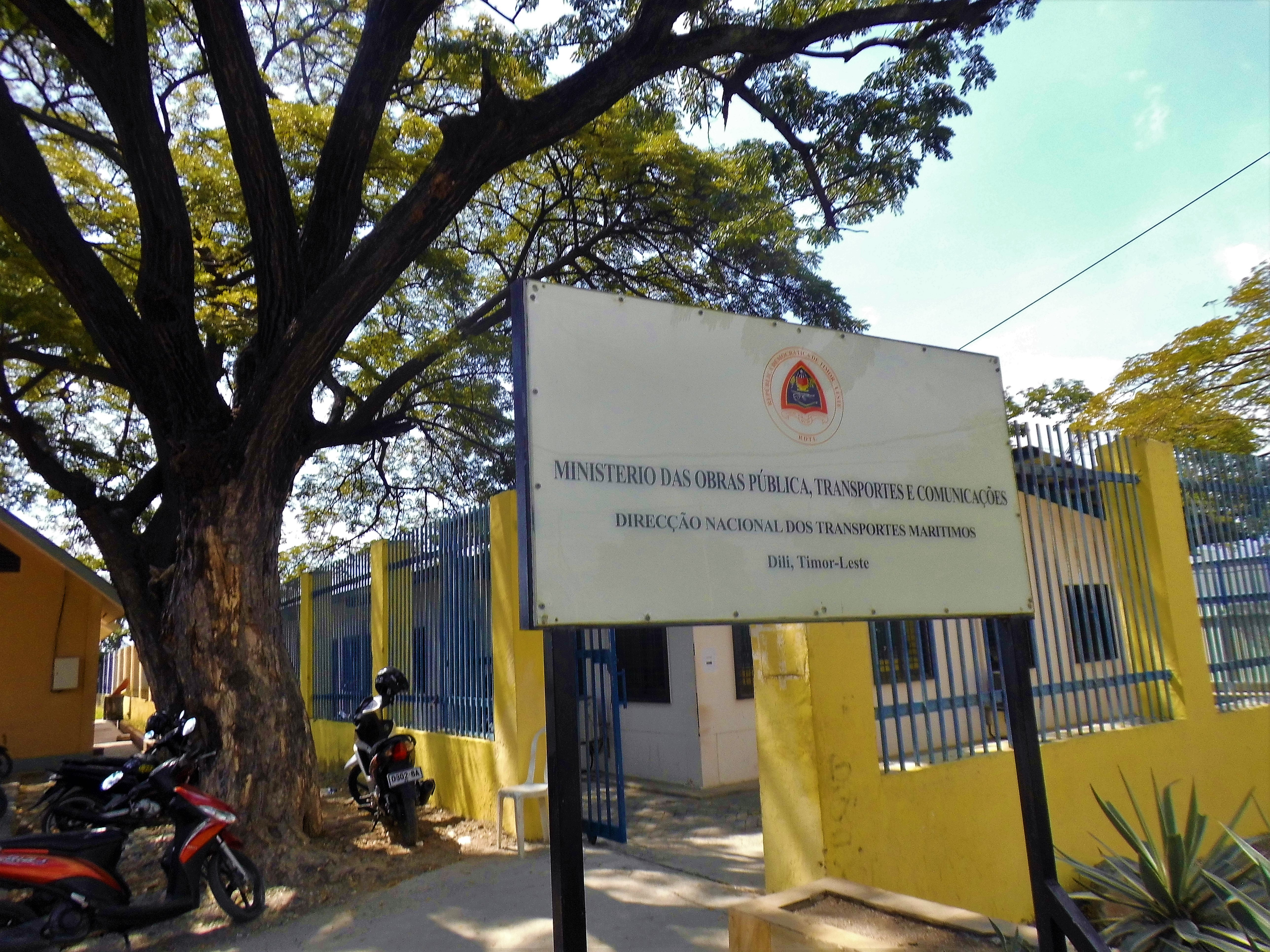
Direção Nacional dos Transportes Maritimos (2018)

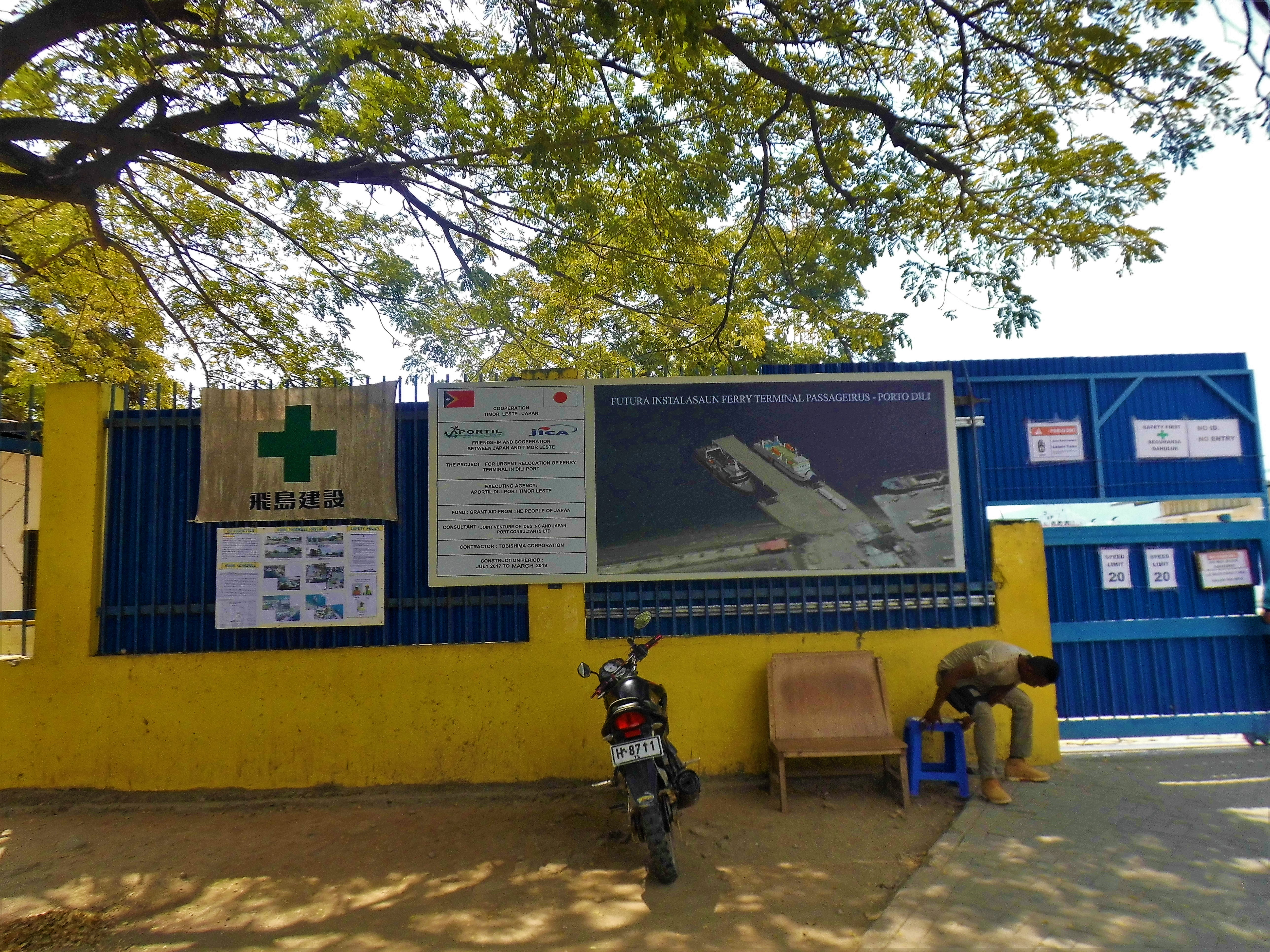
Direção Nacional dos Transportes Maritimos (2018)

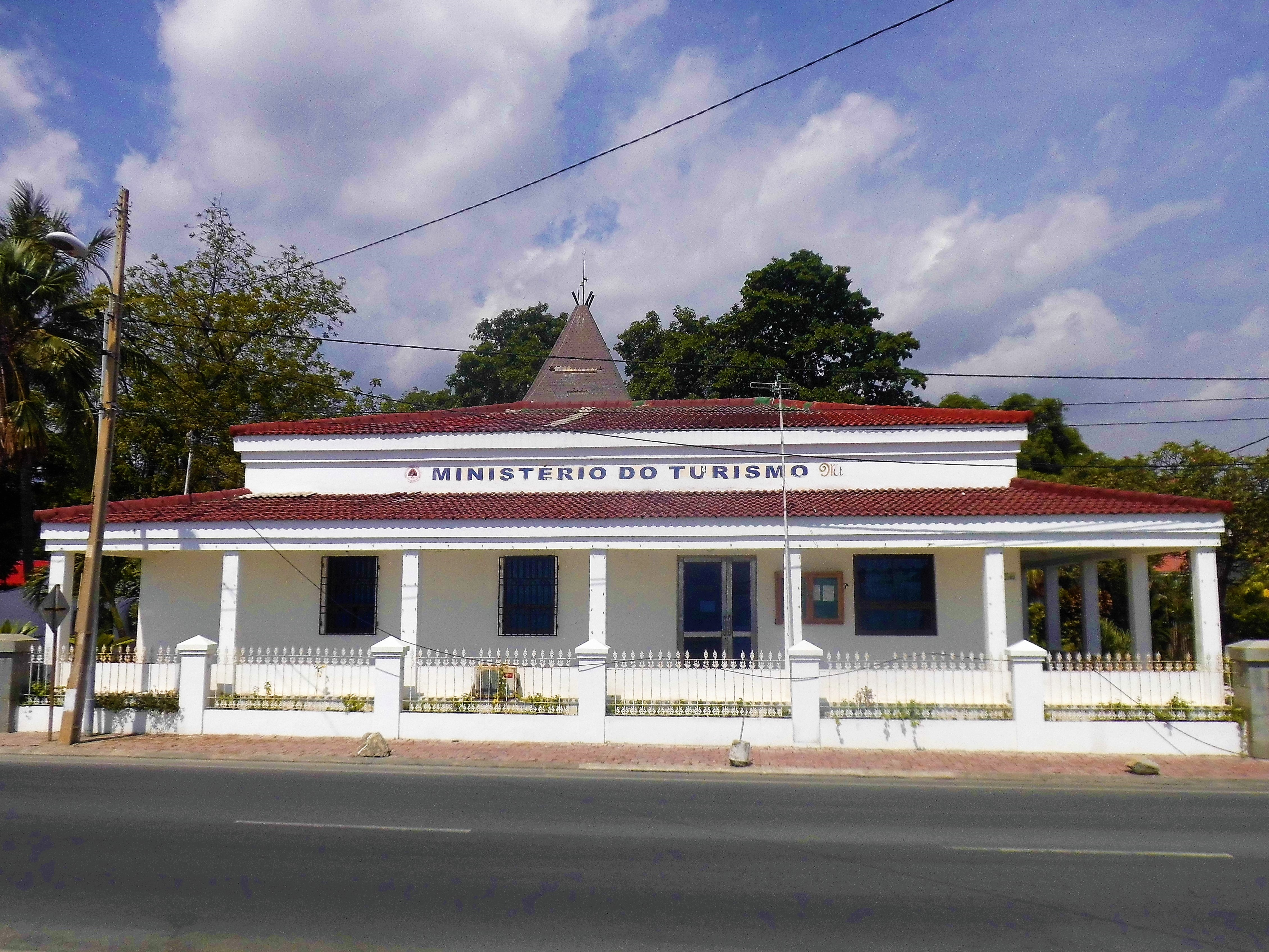
Tourismusministerium (2018)

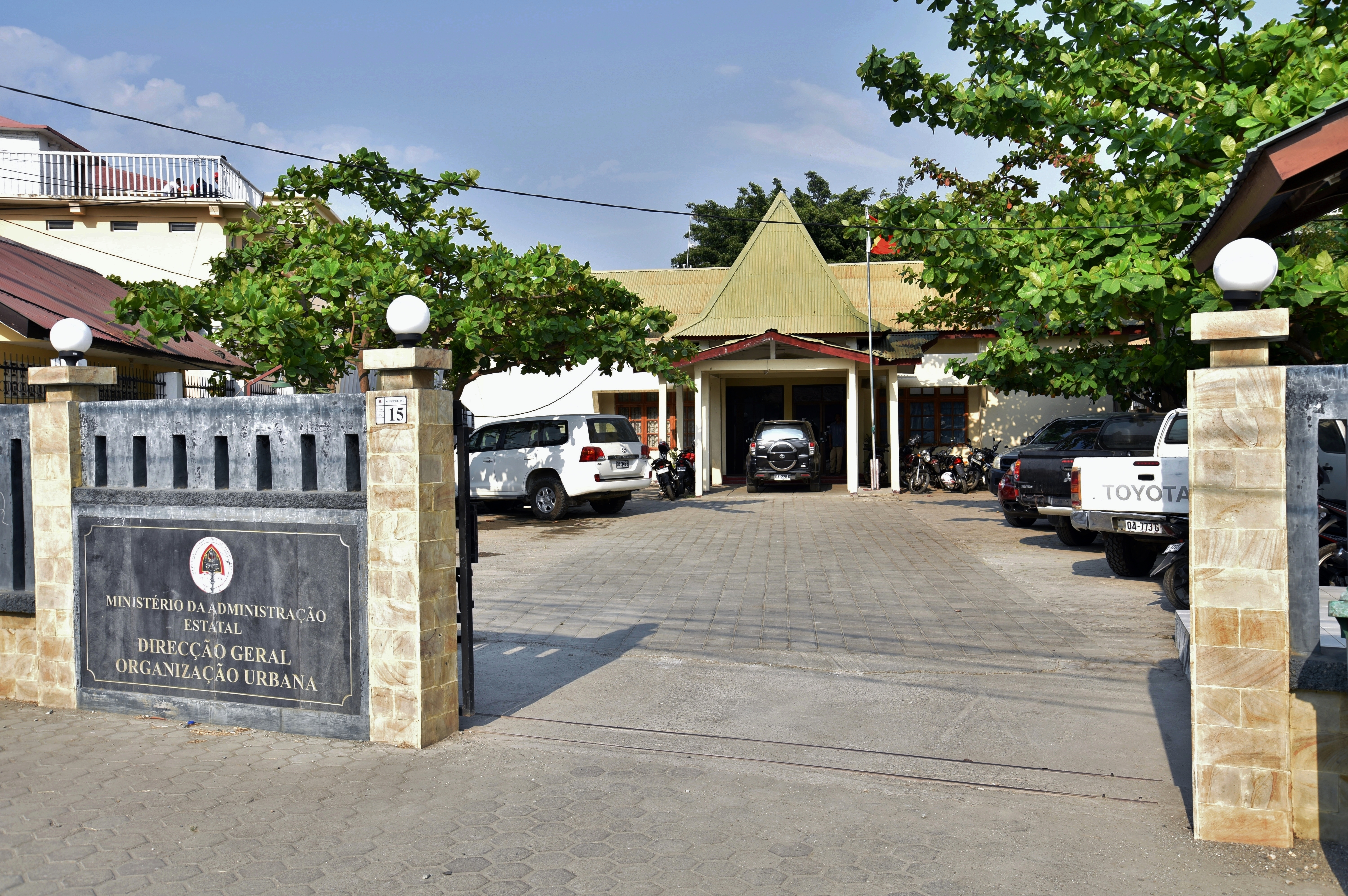
Ministerium für Staatsadministration (2018)

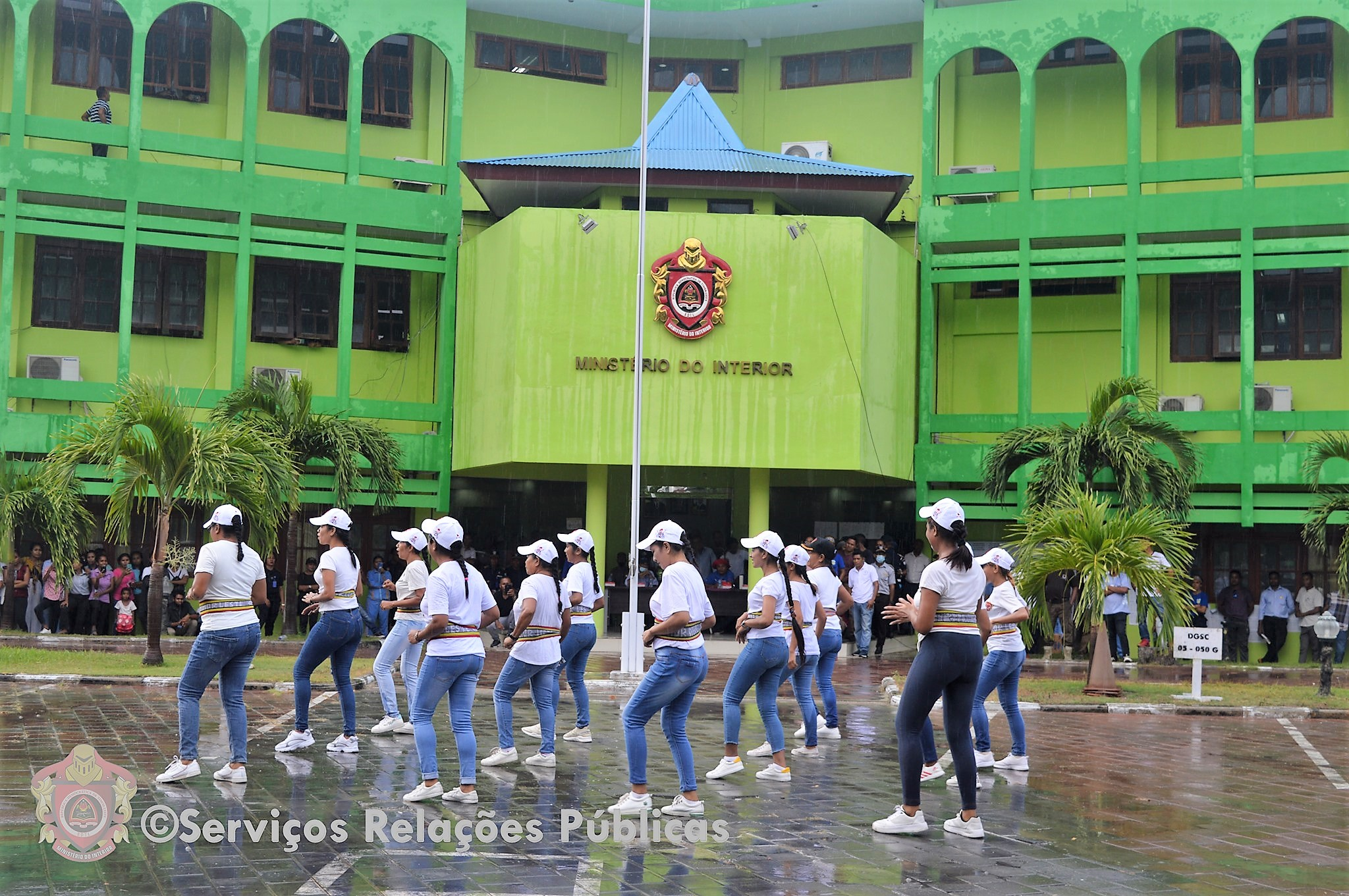
Innenministerium (2020)

### Übersicht
Sofern nicht anders angegeben wurden die Mitglieder der Regierung am 22. Juni 2018 vereidigt.
| Mitglieder der Regierung Taur Matan Ruak, ab dem 22. Juni 2018 | Mitglieder der Regierung Taur Matan Ruak, ab dem 22. Juni 2018 | Mitglieder der Regierung Taur Matan Ruak, ab dem 22. Juni 2018                                               |
| Foto                                                           | Name                                                           | Posten |
| -------------------------------------------------------------- | -------------------------------------------------------------- | --- |
|                                                                | Taur Matan Ruak (PLP)                                          | Premierminister                                                                                              |
| Minister                                                       |                                                                | |
| Ágio Pereira                                                   | Hermenegildo Ágio Pereira (CNRT)                               | Staatsminister, Minister des Ministerrats MEPCM (am 25. Mai 2020 entlassen)                                  |
| Fidelis Leite Magalhães (2019)                                 | Fidelis Leite Magalhães (PLP)                                  | Minister für die Reform der Legislative und Angelegenheiten des Parlaments MRLAP (am 25. Mai 2020 entlassen) |
| Dionísio Babo (2017)                                           | Dionísio da Costa Babo Soares (CNRT)                           | Minister für Äußere Angelegenheiten und Kooperation MNEC (am 25. Mai 2020 zurückgetreten)                    |
| Manuel Cárceres da Costa (2019)                                | Manuel Cárceres da Costa (PLP)                                 | Minister für Justiz MJ                                                                                       |
| Dulce Soares (2019)                                            | Dulce de Jesus Soares (CNRT)                                   | Ministerin für Bildung, Jugend und Sport MEJD (am 25. Mai 2020 zurückgetreten)                               |
| Longuinhos dos Santos                                          | Longuinhos dos Santos (PLP)                                    | Minister für höhere Bildung, Wissenschaft und Kultur MESCC                                                   |
| Armanda Berta dos Santos (2018)                                | Armanda Berta dos Santos (KHUNTO)                              | Ministerin für soziale Solidarität und Inklusion MSSI                                                        |
| Salvador Eugénio Soares dos Reis Pires (2019)                  | Salvador Eugénio Soares dos Reis Pires (PLP)                   | Minister für den öffentlichen Dienst MOP                                                                     |
| José Agustinho da Silva (2018)                                 | José Agustinho da Silva (KHUNTO)                               | Minister für Transport und Kommunikation MTC                                                                 |
|                                                                | Joaquim José Gusmão dos Reis Martins (KHUNTO)                  | Minister für Landwirtschaft und Fischerei MAP (am 25. Mai 2020 entlassen)                                    |
| Filomeno Paixão (2019)                                         | Filomeno Paixão (unabhängig)                                   | Minister für Verteidigung MD (Vereidigung: 9. Juli 2018)                                                     |
| Vizeminister                                                   |                                                                | |
| Abílio José Caetano (2019)                                     | Abílio José Caetano (CNRT)                                     | Vizeminister für Staatsadministration MAE (am 25. Mai 2020 zurückgetreten)                                   |
| Élia António de Araújo dos Reis Amaral (2019)                  | Élia António de Araújo dos Reis Amaral (CNRT)                  | Vizeministerin für primäre Gesundheitsfürsorge MS (am 3. April 2020 entlassen)                               |
| Bonifácio dos Reis (2019)                                      | Bonifácio Maukoli dos Reis (PLP)                               | Vizeminister für strategische Gesundheitsentwicklung MS                                                      |
| João Zacarias Freitas Soares (2019)                            | João Zacarias Freitas Soares (KHUNTO)                          | Vizeminister für Bildung, Jugend und Sport MEJD                                                              |
| Signi Chandrawati Verdial                                      | Signi Verdial (PLP)                                            | Vizeministerin für soziale Solidarität MSSI                                                                  |
| Nicolau Lino Freitas Belo                                      | Nicolau Lino Freitas Belo (KHUNTO)                             | Vizeminister für den öffentlichen Dienst VMOP                                                                |
| Sara Lobo Brites (2019)                                        | Sara Lobo Brites (CNRT)                                        | Vizeministerin für Finanzen MF                                                                               |
| Staatssekretäre                                                |                                                                | |
| Julião da Silva (2019)                                         | Julião da Silva (KHUNTO)                                       | Staatssekretär für Berufsausbildung und Arbeit SEFOPE                                                        |
| Arsénio Pereira da Silva (2019)                                | Arsénio Pereira da Silva (CNRT)                                | Staatssekretär für Kooperativen SECOOP (am 25. Mai 2020 zurückgetreten)                                      |
|                                                                | Demétrio do Amaral de Carvalho (PLP)                           | Staatssekretär für Umwelt SECAMB                                                                             |
| Merício Juvinal dos Reis                                       | Merício Juvinal dos Reis Akara (PLP)                           | Staatssekretär für soziale Kommunikation SECOMS                                                              |
| Mário Ximenes (2019)                                           | Mário Ximenes (KHUNTO)                                         | Staatssekretär für Grundbesitz und Eigentum SETP                                                             |
|                                                                | Nélio Isaac Sarmento (CNRT)                                    | Staatssekretär für Jugend und Sport SEJD (am 25. Mai 2020 zurückgetreten)                                    |
| Maria José da Fonseca Monteiro de Jesus (2019)                 | Maria José da Fonseca Monteiro de Jesus (PLP)                  | Staatssekretärin für Gleichberechtigung und Inklusion SEII                                                   |
| Gil da Costa Monteiro (2019)                                   | Gil da Costa Monteiro Oan Soru (unabhängig)                    | Staatssekretär für Angelegenheiten der Veteranen SEAACLN                                                     |
| Alexandrino de Araújo (2019)                                   | Alexandrino de Araújo (unabhängig)                             | Staatssekretär für Zivilschutz SEPC                                                                          |

### Amtsführende Positionen

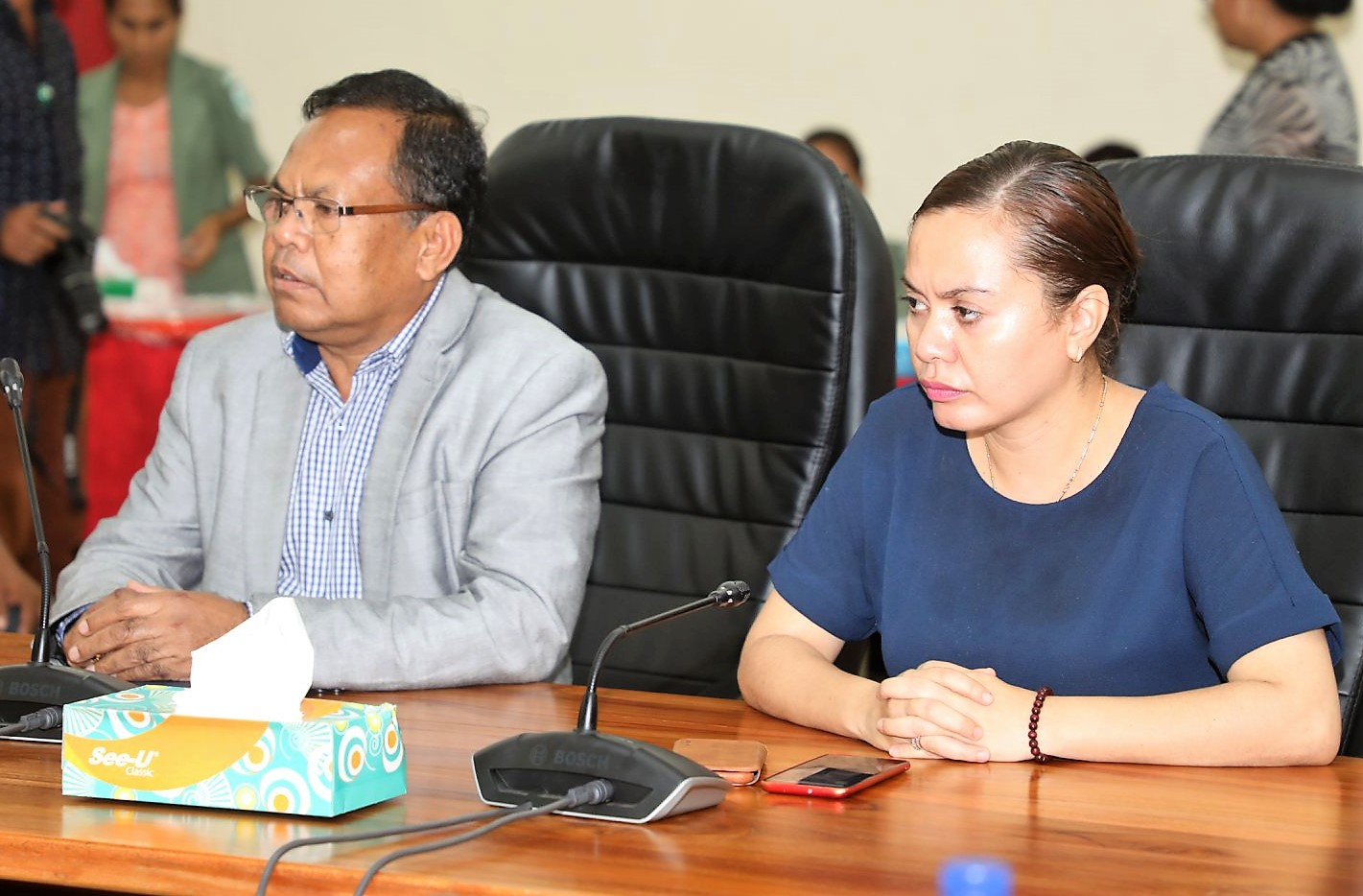
Die beiden Vize-Gesundheitsminister. Bonifácio dos Reis und Élia António de Araújo dos Reis Amaral

Aufgrund des Streits zwischen Regierung und Präsident, wurden folgende Bereiche übergangsweise von anderen Regierungsmitgliedern verwaltet:
- Das Finanzministerium wurde von der stellvertretenden Ministerin Sara Lobo Brites geführt.
- Das Ministerium für Staatsadministration wurde vom stellvertretenden Minister Abílio José Caetano geführt.
- Das Gesundheitsministerium wurde bis zu ihrer Entlassung von der stellvertretenden Ministerin Élia António de Araújo dos Reis Amaral geführt. Danach übernahm Bonifácio dos Reis.
- Das Innenministerium wurde von Verteidigungsminister Filomeno Paixão geführt.
- Ágio Pereira, Minister des Ministerrats, führte die Ministerien für Wirtschaft, für Veteranen, für Projekte und strategische Investitionen, für Tourismus, Handel und Industrie MTKI und für Erdöl und Mineralien.[132]

Später übernahm Fidelis Leite Magalhães das Wirtschaftsressort.
Zudem fungierten einige ehemalige Minister als Chefberater.

### Organigramm der VIII. Regierung (22. Juni 2018 – 28. Mai 2020)
| | | | | | |  |  |                                                    |                                                    |                                                    |                                                    |                                                    |                                                    |  |  |                                                                   |                                                                   |                                                                   |                                                                   |                                                                   |                                                                   |  |  |                                                           |                                                           |                                                           |                                                           |                                                           |                                                           |  |  |                                                                   |                                                                   |                                                                   |                                                                   |                                                                   |                                                                   |  |  |                                                                           |                                                                           |                                                                           |                                                                           |                                                                           |                                                                           |  |  |                                                          |                                                          |                                                          |                                                          |                                                                |                                                                |                                                                |                                                                |                                                                            |                                                                            |                                                                            |                                                                            |                                                                            |                                                                            |                                                          |                                                          |                                                                         |                                                                         |                                                                         |                                                                         | Premierminister Taur Matan Ruak                                         |                                                                         |  |  |                                                                        |                                                                        |                                                                        |                                                                        |                                                                        |                                                                        |                                                             |  |                                                                               |                                                                               |                                                                               |                                                                               |                                                                               |                                                                               |  |  |                                                                                 |                                                                                 |                                                                                 |                                                                                 |                                                                                 |                                                                                 |  |  |                                                                  |                                                                  |                                                                  |                                                                  |                                                                  |                                                                  |  |  |                                                                       |                                                                       |                                                                       |                                                                       |                                                                       |                                                                       |  |  |                                                                  |                                                                  |                                                                  |                                                                  |                                                                  |                                                                  |  |  |                                           |                                           |                                           |                                           |                                           |                                           |  |  |                                                      |                                                      |                                                      |                                                      |                                                      |                                                      |  |  |                                                            |                                                            |                                                            |                                                            |                                                                                             |                                                                                             |                                                                                             |                                                                                             |                                                                                             |                                                                                             |  |  |  |  |  |  |  |  |  |  |  |  |  |  |  |  |  |  |  |  |  |  |  |  |  |  |  |  |  |  |  |  |  |  |  |  |  |  |  |  |  |  |  |  |  |  |  |  |  |  |  |  |  |  |  |  |  |  |  |  |  |  |  |  |  |  |  |  |  |  |  |  |  |  |  |  |  |  |  |  |  |  |  |  |  |  |  |  |  |  |  |  |  |  |  |  |  |  |  |  |  |  |  |  |  |  |  |  |
| | | | | | |  |  |                                                    |                                                    |                                                    |                                                    |                                                    |                                                    |  |  |                                                                   |                                                                   |                                                                   |                                                                   |                                                                   |                                                                   |  |  |                                                           |                                                           |                                                           |                                                           |                                                           |                                                           |  |  |                                                                   |                                                                   |                                                                   |                                                                   |                                                                   |                                                                   |  |  |                                                                           |                                                                           |                                                                           |                                                                           |                                                                           |                                                                           |  |  |                                                          |                                                          |                                                          |                                                          |                                                                |                                                                |                                                                |                                                                |                                                                            |                                                                            |                                                                            |                                                                            |                                                                            |                                                                            |                                                          |                                                          |                                                                         |                                                                         |                                                                         |                                                                         |                                                                         |                                                                         |  |  |                                                                        |                                                                        |                                                                        |                                                                        |                                                                        |                                                                        |                                                             |  |                                                                               |                                                                               |                                                                               |                                                                               |                                                                               |                                                                               |  |  |                                                                                 |                                                                                 |                                                                                 |                                                                                 |                                                                                 |                                                                                 |  |  |                                                                  |                                                                  |                                                                  |                                                                  |                                                                  |                                                                  |  |  |                                                                       |                                                                       |                                                                       |                                                                       |                                                                       |                                                                       |  |  |                                                                  |                                                                  |                                                                  |                                                                  |                                                                  |                                                                  |  |  |                                           |                                           |                                           |                                           |                                           |                                           |  |  |                                                      |                                                      |                                                      |                                                      |                                                      |                                                      |  |  |                                                            |                                                            |                                                            |                                                            |                                                                                             |                                                                                             |                                                                                             |                                                                                             |                                                                                             |                                                                                             |  |  |  |  |  |  |  |  |  |  |  |  |  |  |  |  |  |  |  |  |  |  |  |  |  |  |  |  |  |  |  |  |  |  |  |  |  |  |  |  |  |  |  |  |  |  |  |  |  |  |  |  |  |  |  |  |  |  |  |  |  |  |  |  |  |  |  |  |  |  |  |  |  |  |  |  |  |  |  |  |  |  |  |  |  |  |  |  |  |  |  |  |  |  |  |  |  |  |  |  |  |  |  |  |  |  |  |  |
| | | | | | |  |  |                                                    |                                                    |                                                    |                                                    |                                                    |                                                    |  |  |                                                                   |                                                                   |                                                                   |                                                                   |                                                                   |                                                                   |  |  |                                                           |                                                           |                                                           |                                                           |                                                           |                                                           |  |  |                                                                   |                                                                   |                                                                   |                                                                   |                                                                   |                                                                   |  |  |                                                                           |                                                                           |                                                                           |                                                                           |                                                                           |                                                                           |  |  |                                                          |                                                          |                                                          |                                                          |                                                                |                                                                |                                                                |                                                                |                                                                            |                                                                            |                                                                            |                                                                            |                                                                            |                                                                            |                                                          |                                                          |                                                                         |                                                                         |                                                                         |                                                                         |                                                                         |                                                                         |  |  |                                                                        |                                                                        |                                                                        |                                                                        |                                                                        |                                                                        |                                                             |  |                                                                               |                                                                               |                                                                               |                                                                               |                                                                               |                                                                               |  |  |                                                                                 |                                                                                 |                                                                                 |                                                                                 |                                                                                 |                                                                                 |  |  |                                                                  |                                                                  |                                                                  |                                                                  |                                                                  |                                                                  |  |  |                                                                       |                                                                       |                                                                       |                                                                       |                                                                       |                                                                       |  |  |                                                                  |                                                                  |                                                                  |                                                                  |                                                                  |                                                                  |  |  |                                           |                                           |                                           |                                           |                                           |                                           |  |  |                                                      |                                                      |                                                      |                                                      |                                                      |                                                      |  |  |                                                            |                                                            |                                                            |                                                            |                                                                                             |                                                                                             |                                                                                             |                                                                                             |                                                                                             |                                                                                             |  |  |  |  |  |  |  |  |  |  |  |  |  |  |  |  |  |  |  |  |  |  |  |  |  |  |  |  |  |  |  |  |  |  |  |  |  |  |  |  |  |  |  |  |  |  |  |  |  |  |  |  |  |  |  |  |  |  |  |  |  |  |  |  |  |  |  |  |  |  |  |  |  |  |  |  |  |  |  |  |  |  |  |  |  |  |  |  |  |  |  |  |  |  |  |  |  |  |  |  |  |  |  |  |  |  |  |  |
| | | | | | |  |  |                                                    |                                                    |                                                    |                                                    |                                                    |                                                    |  |  |                                                                   |                                                                   |                                                                   |                                                                   |                                                                   |                                                                   |  |  |                                                           |                                                           |                                                           |                                                           |                                                           |                                                           |  |  |                                                                   |                                                                   |                                                                   |                                                                   |                                                                   |                                                                   |  |  |                                                                           |                                                                           |                                                                           |                                                                           |                                                                           |                                                                           |  |  |                                                          |                                                          |                                                          |                                                          |                                                                |                                                                |                                                                |                                                                |                                                                            |                                                                            |                                                                            |                                                                            |                                                                            |                                                                            |                                                          |                                                          |                                                                         |                                                                         |                                                                         |                                                                         |                                                                         |                                                                         |  |  |                                                                        |                                                                        |                                                                        |                                                                        |                                                                        |                                                                        |                                                             |  |                                                                               |                                                                               |                                                                               |                                                                               |                                                                               |                                                                               |  |  |                                                                                 |                                                                                 |                                                                                 |                                                                                 |                                                                                 |                                                                                 |  |  |                                                                  |                                                                  |                                                                  |                                                                  |                                                                  |                                                                  |  |  |                                                                       |                                                                       |                                                                       |                                                                       |                                                                       |                                                                       |  |  |                                                                  |                                                                  |                                                                  |                                                                  |                                                                  |                                                                  |  |  |                                           |                                           |                                           |                                           |                                           |                                           |  |  |                                                      |                                                      |                                                      |                                                      |                                                      |                                                      |  |  |                                                            |                                                            |                                                            |                                                            |                                                                                             |                                                                                             |                                                                                             |                                                                                             |                                                                                             |                                                                                             |  |  |  |  |  |  |  |  |  |  |  |  |  |  |  |  |  |  |  |  |  |  |  |  |  |  |  |  |  |  |  |  |  |  |  |  |  |  |  |  |  |  |  |  |  |  |  |  |  |  |  |  |  |  |  |  |  |  |  |  |  |  |  |  |  |  |  |  |  |  |  |  |  |  |  |  |  |  |  |  |  |  |  |  |  |  |  |  |  |  |  |  |  |  |  |  |  |  |  |  |  |  |  |  |  |  |  |  |
| | | | | | |  |  |                                                    |                                                    |                                                    |                                                    |                                                    |                                                    |  |  |                                                                   |                                                                   |                                                                   |                                                                   |                                                                   |                                                                   |  |  |                                                           |                                                           |                                                           |                                                           |                                                           |                                                           |  |  |                                                                   |                                                                   |                                                                   |                                                                   |                                                                   |                                                                   |  |  |                                                                           |                                                                           |                                                                           |                                                                           |                                                                           |                                                                           |  |  |                                                          |                                                          |                                                          |                                                          |                                                                |                                                                |                                                                |                                                                |                                                                            |                                                                            |                                                                            |                                                                            |                                                                            |                                                                            |                                                          |                                                          |                                                                         |                                                                         |                                                                         |                                                                         |                                                                         |                                                                         |  |  |                                                                        |                                                                        |                                                                        |                                                                        |                                                                        |                                                                        | Staatsminister des Präsidiums des Ministerrats Ágio Pereira |  |                                                                               |                                                                               |                                                                               |                                                                               |                                                                               |                                                                               |  |  |                                                                                 |                                                                                 |                                                                                 |                                                                                 |                                                                                 |                                                                                 |  |  |                                                                  |                                                                  |                                                                  |                                                                  |                                                                  |                                                                  |  |  |                                                                       |                                                                       |                                                                       |                                                                       |                                                                       |                                                                       |  |  |                                                                  |                                                                  |                                                                  |                                                                  |                                                                  |                                                                  |  |  |                                           |                                           |                                           |                                           |                                           |                                           |  |  |                                                      |                                                      |                                                      |                                                      |                                                      |                                                      |  |  |                                                            |                                                            |                                                            |                                                            |                                                                                             |                                                                                             |                                                                                             |                                                                                             |                                                                                             |                                                                                             |  |  |  |  |  |  |  |  |  |  |  |  |  |  |  |  |  |  |  |  |  |  |  |  |  |  |  |  |  |  |  |  |  |  |  |  |  |  |  |  |  |  |  |  |  |  |  |  |  |  |  |  |  |  |  |  |  |  |  |  |  |  |  |  |  |  |  |  |  |  |  |  |  |  |  |  |  |  |  |  |  |  |  |  |  |  |  |  |  |  |  |  |  |  |  |  |  |  |  |  |  |  |  |  |  |  |  |  |
| | | | | | |  |  |                                                    |                                                    |                                                    |                                                    |                                                    |                                                    |  |  |                                                                   |                                                                   |                                                                   |                                                                   |                                                                   |                                                                   |  |  |                                                           |                                                           |                                                           |                                                           |                                                           |                                                           |  |  |                                                                   |                                                                   |                                                                   |                                                                   |                                                                   |                                                                   |  |  |                                                                           |                                                                           |                                                                           |                                                                           |                                                                           |                                                                           |  |  |                                                          |                                                          |                                                          |                                                          |                                                                |                                                                |                                                                |                                                                |                                                                            |                                                                            |                                                                            |                                                                            |                                                                            |                                                                            |                                                          |                                                          |                                                                         |                                                                         |                                                                         |                                                                         |                                                                         |                                                                         |  |  |                                                                        |                                                                        |                                                                        |                                                                        |                                                                        |                                                                        |                                                             |  |                                                                               |                                                                               |                                                                               |                                                                               |                                                                               |                                                                               |  |  |                                                                                 |                                                                                 |                                                                                 |                                                                                 |                                                                                 |                                                                                 |  |  |                                                                  |                                                                  |                                                                  |                                                                  |                                                                  |                                                                  |  |  |                                                                       |                                                                       |                                                                       |                                                                       |                                                                       |                                                                       |  |  |                                                                  |                                                                  |                                                                  |                                                                  |                                                                  |                                                                  |  |  |                                           |                                           |                                           |                                           |                                           |                                           |  |  |                                                      |                                                      |                                                      |                                                      |                                                      |                                                      |  |  |                                                            |                                                            |                                                            |                                                            |                                                                                             |                                                                                             |                                                                                             |                                                                                             |                                                                                             |                                                                                             |  |  |  |  |  |  |  |  |  |  |  |  |  |  |  |  |  |  |  |  |  |  |  |  |  |  |  |  |  |  |  |  |  |  |  |  |  |  |  |  |  |  |  |  |  |  |  |  |  |  |  |  |  |  |  |  |  |  |  |  |  |  |  |  |  |  |  |  |  |  |  |  |  |  |  |  |  |  |  |  |  |  |  |  |  |  |  |  |  |  |  |  |  |  |  |  |  |  |  |  |  |  |  |  |  |  |  |  |
| | | | | | |  |  |                                                    |                                                    |                                                    |                                                    |                                                    |                                                    |  |  |                                                                   |                                                                   |                                                                   |                                                                   |                                                                   |                                                                   |  |  |                                                           |                                                           |                                                           |                                                           |                                                           |                                                           |  |  |                                                                   |                                                                   |                                                                   |                                                                   |                                                                   |                                                                   |  |  |                                                                           |                                                                           |                                                                           |                                                                           |                                                                           |                                                                           |  |  |                                                          |                                                          |                                                          |                                                          |                                                                |                                                                |                                                                |                                                                |                                                                            |                                                                            | Minister für Wirtschaft Fidelis Leite Magalhães amtsführend                |                                                                            |                                                                            |                                                                            |                                                          |                                                          |                                                                         |                                                                         |                                                                         |                                                                         |                                                                         |                                                                         |  |  |                                                                        |                                                                        |                                                                        |                                                                        |                                                                        |                                                                        |                                                             |  |                                                                               |                                                                               |                                                                               |                                                                               |                                                                               |                                                                               |  |  |                                                                                 |                                                                                 |                                                                                 |                                                                                 |                                                                                 |                                                                                 |  |  |                                                                  |                                                                  |                                                                  |                                                                  |                                                                  |                                                                  |  |  |                                                                       |                                                                       |                                                                       |                                                                       |                                                                       |                                                                       |  |  |                                                                  |                                                                  |                                                                  |                                                                  |                                                                  |                                                                  |  |  |                                           |                                           |                                           |                                           |                                           |                                           |  |  |                                                      |                                                      |                                                      |                                                      |                                                      |                                                      |  |  |                                                            |                                                            |                                                            |                                                            |                                                                                             |                                                                                             |                                                                                             |                                                                                             |                                                                                             |                                                                                             |  |  |  |  |  |  |  |  |  |  |  |  |  |  |  |  |  |  |  |  |  |  |  |  |  |  |  |  |  |  |  |  |  |  |  |  |  |  |  |  |  |  |  |  |  |  |  |  |  |  |  |  |  |  |  |  |  |  |  |  |  |  |  |  |  |  |  |  |  |  |  |  |  |  |  |  |  |  |  |  |  |  |  |  |  |  |  |  |  |  |  |  |  |  |  |  |  |  |  |  |  |  |  |  |  |  |  |  |
| | | | | | |  |  |                                                    |                                                    |                                                    |                                                    |                                                    |                                                    |  |  |                                                                   |                                                                   |                                                                   |                                                                   |                                                                   |                                                                   |  |  |                                                           |                                                           |                                                           |                                                           |                                                           |                                                           |  |  |                                                                   |                                                                   |                                                                   |                                                                   |                                                                   |                                                                   |  |  |                                                                           |                                                                           |                                                                           |                                                                           |                                                                           |                                                                           |  |  |                                                          |                                                          |                                                          |                                                          |                                                                |                                                                |                                                                |                                                                |                                                                            |                                                                            |                                                                            |                                                                            |                                                                            |                                                                            |                                                          |                                                          |                                                                         |                                                                         |                                                                         |                                                                         |                                                                         |                                                                         |  |  |                                                                        |                                                                        |                                                                        |                                                                        |                                                                        |                                                                        |                                                             |  |                                                                               |                                                                               |                                                                               |                                                                               |                                                                               |                                                                               |  |  |                                                                                 |                                                                                 |                                                                                 |                                                                                 |                                                                                 |                                                                                 |  |  |                                                                  |                                                                  |                                                                  |                                                                  |                                                                  |                                                                  |  |  |                                                                       |                                                                       |                                                                       |                                                                       |                                                                       |                                                                       |  |  |                                                                  |                                                                  |                                                                  |                                                                  |                                                                  |                                                                  |  |  |                                           |                                           |                                           |                                           |                                           |                                           |  |  |                                                      |                                                      |                                                      |                                                      |                                                      |                                                      |  |  |                                                            |                                                            |                                                            |                                                            |                                                                                             |                                                                                             |                                                                                             |                                                                                             |                                                                                             |                                                                                             |  |  |  |  |  |  |  |  |  |  |  |  |  |  |  |  |  |  |  |  |  |  |  |  |  |  |  |  |  |  |  |  |  |  |  |  |  |  |  |  |  |  |  |  |  |  |  |  |  |  |  |  |  |  |  |  |  |  |  |  |  |  |  |  |  |  |  |  |  |  |  |  |  |  |  |  |  |  |  |  |  |  |  |  |  |  |  |  |  |  |  |  |  |  |  |  |  |  |  |  |  |  |  |  |  |  |  |  |
| | | | | | |  |  |                                                    |                                                    |                                                    |                                                    |                                                    |                                                    |  |  |                                                                   |                                                                   |                                                                   |                                                                   |                                                                   |                                                                   |  |  |                                                           |                                                           |                                                           |                                                           |                                                           |                                                           |  |  |                                                                   |                                                                   |                                                                   |                                                                   |                                                                   |                                                                   |  |  |                                                                           |                                                                           |                                                                           |                                                                           |                                                                           |                                                                           |  |  |                                                          |                                                          |                                                          |                                                          |                                                                |                                                                |                                                                |                                                                |                                                                            |                                                                            |                                                                            |                                                                            |                                                                            |                                                                            |                                                          |                                                          |                                                                         |                                                                         |                                                                         |                                                                         |                                                                         |                                                                         |  |  |                                                                        |                                                                        |                                                                        |                                                                        |                                                                        |                                                                        |                                                             |  |                                                                               |                                                                               |                                                                               |                                                                               |                                                                               |                                                                               |  |  |                                                                                 |                                                                                 |                                                                                 |                                                                                 |                                                                                 |                                                                                 |  |  |                                                                  |                                                                  |                                                                  |                                                                  |                                                                  |                                                                  |  |  |                                                                       |                                                                       |                                                                       |                                                                       |                                                                       |                                                                       |  |  |                                                                  |                                                                  |                                                                  |                                                                  |                                                                  |                                                                  |  |  |                                           |                                           |                                           |                                           |                                           |                                           |  |  |                                                      |                                                      |                                                      |                                                      |                                                      |                                                      |  |  |                                                            |                                                            |                                                            |                                                            |                                                                                             |                                                                                             |                                                                                             |                                                                                             |                                                                                             |                                                                                             |  |  |  |  |  |  |  |  |  |  |  |  |  |  |  |  |  |  |  |  |  |  |  |  |  |  |  |  |  |  |  |  |  |  |  |  |  |  |  |  |  |  |  |  |  |  |  |  |  |  |  |  |  |  |  |  |  |  |  |  |  |  |  |  |  |  |  |  |  |  |  |  |  |  |  |  |  |  |  |  |  |  |  |  |  |  |  |  |  |  |  |  |  |  |  |  |  |  |  |  |  |  |  |  |  |  |  |  |
| | | | | | |  |  |                                                    |                                                    |                                                    |                                                    |                                                    |                                                    |  |  |                                                                   |                                                                   |                                                                   |                                                                   |                                                                   |                                                                   |  |  |                                                           |                                                           |                                                           |                                                           |                                                           |                                                           |  |  |                                                                   |                                                                   |                                                                   |                                                                   |                                                                   |                                                                   |  |  |                                                                           |                                                                           |                                                                           |                                                                           |                                                                           |                                                                           |  |  |                                                          |                                                          |                                                          |                                                          | Staatssekretär für Berufsausbildung und Arbeit Julião da Silva | Staatssekretär für Berufsausbildung und Arbeit Julião da Silva | Staatssekretär für Berufsausbildung und Arbeit Julião da Silva | Staatssekretär für Berufsausbildung und Arbeit Julião da Silva | Staatssekretär für Berufsausbildung und Arbeit Julião da Silva             | Staatssekretär für Berufsausbildung und Arbeit Julião da Silva             | Staatssekretär für Kooperativen Arsénio Pereira da Silva                   | Staatssekretär für Kooperativen Arsénio Pereira da Silva                   | Staatssekretär für Kooperativen Arsénio Pereira da Silva                   | Staatssekretär für Kooperativen Arsénio Pereira da Silva                   | Staatssekretär für Kooperativen Arsénio Pereira da Silva | Staatssekretär für Kooperativen Arsénio Pereira da Silva | Staatssekretär für Umwelt Demétrio do Amaral de Carvalho                | Staatssekretär für Umwelt Demétrio do Amaral de Carvalho                | Staatssekretär für Umwelt Demétrio do Amaral de Carvalho                | Staatssekretär für Umwelt Demétrio do Amaral de Carvalho                | Staatssekretär für Umwelt Demétrio do Amaral de Carvalho                | Staatssekretär für Umwelt Demétrio do Amaral de Carvalho                |  |  |                                                                        |                                                                        |                                                                        |                                                                        |                                                                        |                                                                        |                                                             |  |                                                                               |                                                                               |                                                                               |                                                                               |                                                                               |                                                                               |  |  |                                                                                 |                                                                                 |                                                                                 |                                                                                 |                                                                                 |                                                                                 |  |  |                                                                  |                                                                  |                                                                  |                                                                  |                                                                  |                                                                  |  |  |                                                                       |                                                                       |                                                                       |                                                                       |                                                                       |                                                                       |  |  |                                                                  |                                                                  |                                                                  |                                                                  |                                                                  |                                                                  |  |  |                                           |                                           |                                           |                                           |                                           |                                           |  |  |                                                      |                                                      |                                                      |                                                      |                                                      |                                                      |  |  |                                                            |                                                            |                                                            |                                                            |                                                                                             |                                                                                             |                                                                                             |                                                                                             |                                                                                             |                                                                                             |  |  |  |  |  |  |  |  |  |  |  |  |  |  |  |  |  |  |  |  |  |  |  |  |  |  |  |  |  |  |  |  |  |  |  |  |  |  |  |  |  |  |  |  |  |  |  |  |  |  |  |  |  |  |  |  |  |  |  |  |  |  |  |  |  |  |  |  |  |  |  |  |  |  |  |  |  |  |  |  |  |  |  |  |  |  |  |  |  |  |  |  |  |  |  |  |  |  |  |  |  |  |  |  |  |  |  |  |
| | | | | | |  |  |                                                    |                                                    |                                                    |                                                    |                                                    |                                                    |  |  |                                                                   |                                                                   |                                                                   |                                                                   |                                                                   |                                                                   |  |  |                                                           |                                                           |                                                           |                                                           |                                                           |                                                           |  |  |                                                                   |                                                                   |                                                                   |                                                                   |                                                                   |                                                                   |  |  |                                                                           |                                                                           |                                                                           |                                                                           |                                                                           |                                                                           |  |  |                                                          |                                                          |                                                          |                                                          | Staatssekretär für Berufsausbildung und Arbeit Julião da Silva | Staatssekretär für Berufsausbildung und Arbeit Julião da Silva | Staatssekretär für Berufsausbildung und Arbeit Julião da Silva | Staatssekretär für Berufsausbildung und Arbeit Julião da Silva | Staatssekretär für Berufsausbildung und Arbeit Julião da Silva             | Staatssekretär für Berufsausbildung und Arbeit Julião da Silva             | Staatssekretär für Kooperativen Arsénio Pereira da Silva                   | Staatssekretär für Kooperativen Arsénio Pereira da Silva                   | Staatssekretär für Kooperativen Arsénio Pereira da Silva                   | Staatssekretär für Kooperativen Arsénio Pereira da Silva                   | Staatssekretär für Kooperativen Arsénio Pereira da Silva | Staatssekretär für Kooperativen Arsénio Pereira da Silva | Staatssekretär für Umwelt Demétrio do Amaral de Carvalho                | Staatssekretär für Umwelt Demétrio do Amaral de Carvalho                | Staatssekretär für Umwelt Demétrio do Amaral de Carvalho                | Staatssekretär für Umwelt Demétrio do Amaral de Carvalho                | Staatssekretär für Umwelt Demétrio do Amaral de Carvalho                | Staatssekretär für Umwelt Demétrio do Amaral de Carvalho                |  |  |                                                                        |                                                                        |                                                                        |                                                                        |                                                                        |                                                                        |                                                             |  |                                                                               |                                                                               |                                                                               |                                                                               |                                                                               |                                                                               |  |  |                                                                                 |                                                                                 |                                                                                 |                                                                                 |                                                                                 |                                                                                 |  |  |                                                                  |                                                                  |                                                                  |                                                                  |                                                                  |                                                                  |  |  |                                                                       |                                                                       |                                                                       |                                                                       |                                                                       |                                                                       |  |  |                                                                  |                                                                  |                                                                  |                                                                  |                                                                  |                                                                  |  |  |                                           |                                           |                                           |                                           |                                           |                                           |  |  |                                                      |                                                      |                                                      |                                                      |                                                      |                                                      |  |  |                                                            |                                                            |                                                            |                                                            |                                                                                             |                                                                                             |                                                                                             |                                                                                             |                                                                                             |                                                                                             |  |  |  |  |  |  |  |  |  |  |  |  |  |  |  |  |  |  |  |  |  |  |  |  |  |  |  |  |  |  |  |  |  |  |  |  |  |  |  |  |  |  |  |  |  |  |  |  |  |  |  |  |  |  |  |  |  |  |  |  |  |  |  |  |  |  |  |  |  |  |  |  |  |  |  |  |  |  |  |  |  |  |  |  |  |  |  |  |  |  |  |  |  |  |  |  |  |  |  |  |  |  |  |  |  |  |  |  |
| | | | | | |  |  |                                                    |                                                    |                                                    |                                                    |                                                    |                                                    |  |  |                                                                   |                                                                   |                                                                   |                                                                   |                                                                   |                                                                   |  |  |                                                           |                                                           |                                                           |                                                           |                                                           |                                                           |  |  |                                                                   |                                                                   |                                                                   |                                                                   |                                                                   |                                                                   |  |  |                                                                           |                                                                           |                                                                           |                                                                           |                                                                           |                                                                           |  |  |                                                          |                                                          |                                                          |                                                          |                                                                |                                                                |                                                                |                                                                |                                                                            |                                                                            |                                                                            |                                                                            |                                                                            |                                                                            |                                                          |                                                          |                                                                         |                                                                         |                                                                         |                                                                         |                                                                         |                                                                         |  |  |                                                                        |                                                                        |                                                                        |                                                                        |                                                                        |                                                                        |                                                             |  |                                                                               |                                                                               |                                                                               |                                                                               |                                                                               |                                                                               |  |  |                                                                                 |                                                                                 |                                                                                 |                                                                                 |                                                                                 |                                                                                 |  |  |                                                                  |                                                                  |                                                                  |                                                                  |                                                                  |                                                                  |  |  |                                                                       |                                                                       |                                                                       |                                                                       |                                                                       |                                                                       |  |  |                                                                  |                                                                  |                                                                  |                                                                  |                                                                  |                                                                  |  |  |                                           |                                           |                                           |                                           |                                           |                                           |  |  |                                                      |                                                      |                                                      |                                                      |                                                      |                                                      |  |  |                                                            |                                                            |                                                            |                                                            |                                                                                             |                                                                                             |                                                                                             |                                                                                             |                                                                                             |                                                                                             |  |  |  |  |  |  |  |  |  |  |  |  |  |  |  |  |  |  |  |  |  |  |  |  |  |  |  |  |  |  |  |  |  |  |  |  |  |  |  |  |  |  |  |  |  |  |  |  |  |  |  |  |  |  |  |  |  |  |  |  |  |  |  |  |  |  |  |  |  |  |  |  |  |  |  |  |  |  |  |  |  |  |  |  |  |  |  |  |  |  |  |  |  |  |  |  |  |  |  |  |  |  |  |  |  |  |  |  |
| Minister für die Reform der Legislative und Angelegenheiten des Parlaments Fidelis Leite Magalhães | Minister für die Reform der Legislative und Angelegenheiten des Parlaments Fidelis Leite Magalhães | Minister für die Reform der Legislative und Angelegenheiten des Parlaments Fidelis Leite Magalhães | Minister für die Reform der Legislative und Angelegenheiten des Parlaments Fidelis Leite Magalhães | Minister für die Reform der Legislative und Angelegenheiten des Parlaments Fidelis Leite Magalhães | Minister für die Reform der Legislative und Angelegenheiten des Parlaments Fidelis Leite Magalhães |  |  | Minister für Finanzen Sara Lobo Brites amtsführend | Minister für Finanzen Sara Lobo Brites amtsführend | Minister für Finanzen Sara Lobo Brites amtsführend | Minister für Finanzen Sara Lobo Brites amtsführend | Minister für Finanzen Sara Lobo Brites amtsführend | Minister für Finanzen Sara Lobo Brites amtsführend |  |  | Minister für Äußere Angelegenheiten und Kooperation Dionísio Babo | Minister für Äußere Angelegenheiten und Kooperation Dionísio Babo | Minister für Äußere Angelegenheiten und Kooperation Dionísio Babo | Minister für Äußere Angelegenheiten und Kooperation Dionísio Babo | Minister für Äußere Angelegenheiten und Kooperation Dionísio Babo | Minister für Äußere Angelegenheiten und Kooperation Dionísio Babo |  |  | Minister für Justiz Manuel Cárceres da Costa              | Minister für Justiz Manuel Cárceres da Costa              | Minister für Justiz Manuel Cárceres da Costa              | Minister für Justiz Manuel Cárceres da Costa              | Minister für Justiz Manuel Cárceres da Costa              | Minister für Justiz Manuel Cárceres da Costa              |  |  | Minister für Staatsadministration Abílio José Caetano amtsführend | Minister für Staatsadministration Abílio José Caetano amtsführend | Minister für Staatsadministration Abílio José Caetano amtsführend | Minister für Staatsadministration Abílio José Caetano amtsführend | Minister für Staatsadministration Abílio José Caetano amtsführend | Minister für Staatsadministration Abílio José Caetano amtsführend |  |  | Minister für Gesundheit Bonifácio dos Reis amtsführend                    | Minister für Gesundheit Bonifácio dos Reis amtsführend                    | Minister für Gesundheit Bonifácio dos Reis amtsführend                    | Minister für Gesundheit Bonifácio dos Reis amtsführend                    | Minister für Gesundheit Bonifácio dos Reis amtsführend                    | Minister für Gesundheit Bonifácio dos Reis amtsführend                    |  |  | Minister für Bildung, Jugend und Sport Dulce Soares      | Minister für Bildung, Jugend und Sport Dulce Soares      | Minister für Bildung, Jugend und Sport Dulce Soares      | Minister für Bildung, Jugend und Sport Dulce Soares      | Minister für Bildung, Jugend und Sport Dulce Soares            | Minister für Bildung, Jugend und Sport Dulce Soares            |                                                                |                                                                | Minister für höhere Bildung, Wissenschaft und Kultur Longuinhos dos Santos | Minister für höhere Bildung, Wissenschaft und Kultur Longuinhos dos Santos | Minister für höhere Bildung, Wissenschaft und Kultur Longuinhos dos Santos | Minister für höhere Bildung, Wissenschaft und Kultur Longuinhos dos Santos | Minister für höhere Bildung, Wissenschaft und Kultur Longuinhos dos Santos | Minister für höhere Bildung, Wissenschaft und Kultur Longuinhos dos Santos |                                                          |                                                          | Minister für soziale Solidarität und Inklusion Armanda Berta dos Santos | Minister für soziale Solidarität und Inklusion Armanda Berta dos Santos | Minister für soziale Solidarität und Inklusion Armanda Berta dos Santos | Minister für soziale Solidarität und Inklusion Armanda Berta dos Santos | Minister für soziale Solidarität und Inklusion Armanda Berta dos Santos | Minister für soziale Solidarität und Inklusion Armanda Berta dos Santos |  |  | Minister für Veteranen Ágio Pereira amtsführend                        | Minister für Veteranen Ágio Pereira amtsführend                        | Minister für Veteranen Ágio Pereira amtsführend                        | Minister für Veteranen Ágio Pereira amtsführend                        | Minister für Veteranen Ágio Pereira amtsführend                        | Minister für Veteranen Ágio Pereira amtsführend                        |                                                             |  | Minister für Projekte und strategische Investitionen Ágio Pereira amtsführend | Minister für Projekte und strategische Investitionen Ágio Pereira amtsführend | Minister für Projekte und strategische Investitionen Ágio Pereira amtsführend | Minister für Projekte und strategische Investitionen Ágio Pereira amtsführend | Minister für Projekte und strategische Investitionen Ágio Pereira amtsführend | Minister für Projekte und strategische Investitionen Ágio Pereira amtsführend |  |  | Minister für den öffentlichen Dienst MOP Salvador Eugénio Soares dos Reis Pires | Minister für den öffentlichen Dienst MOP Salvador Eugénio Soares dos Reis Pires | Minister für den öffentlichen Dienst MOP Salvador Eugénio Soares dos Reis Pires | Minister für den öffentlichen Dienst MOP Salvador Eugénio Soares dos Reis Pires | Minister für den öffentlichen Dienst MOP Salvador Eugénio Soares dos Reis Pires | Minister für den öffentlichen Dienst MOP Salvador Eugénio Soares dos Reis Pires |  |  | Minister für Transport und Kommunikation José Agustinho da Silva | Minister für Transport und Kommunikation José Agustinho da Silva | Minister für Transport und Kommunikation José Agustinho da Silva | Minister für Transport und Kommunikation José Agustinho da Silva | Minister für Transport und Kommunikation José Agustinho da Silva | Minister für Transport und Kommunikation José Agustinho da Silva |  |  | Minister für Tourismus, Handel und Industrie Ágio Pereira amtsführend | Minister für Tourismus, Handel und Industrie Ágio Pereira amtsführend | Minister für Tourismus, Handel und Industrie Ágio Pereira amtsführend | Minister für Tourismus, Handel und Industrie Ágio Pereira amtsführend | Minister für Tourismus, Handel und Industrie Ágio Pereira amtsführend | Minister für Tourismus, Handel und Industrie Ágio Pereira amtsführend |  |  | Minister für Landwirtschaft und Fischerei Joaquim Gusmão Martins | Minister für Landwirtschaft und Fischerei Joaquim Gusmão Martins | Minister für Landwirtschaft und Fischerei Joaquim Gusmão Martins | Minister für Landwirtschaft und Fischerei Joaquim Gusmão Martins | Minister für Landwirtschaft und Fischerei Joaquim Gusmão Martins | Minister für Landwirtschaft und Fischerei Joaquim Gusmão Martins |  |  | Minister für Verteidigung Filomeno Paixão | Minister für Verteidigung Filomeno Paixão | Minister für Verteidigung Filomeno Paixão | Minister für Verteidigung Filomeno Paixão | Minister für Verteidigung Filomeno Paixão | Minister für Verteidigung Filomeno Paixão |  |  | Minister für Inneres Filomeno Paixão amtsführend     | Minister für Inneres Filomeno Paixão amtsführend     | Minister für Inneres Filomeno Paixão amtsführend     | Minister für Inneres Filomeno Paixão amtsführend     | Minister für Inneres Filomeno Paixão amtsführend     | Minister für Inneres Filomeno Paixão amtsführend     |  |  | Minister für Erdöl und Mineralien Ágio Pereira amtsführend | Minister für Erdöl und Mineralien Ágio Pereira amtsführend | Minister für Erdöl und Mineralien Ágio Pereira amtsführend | Minister für Erdöl und Mineralien Ágio Pereira amtsführend | Minister für Erdöl und Mineralien Ágio Pereira amtsführend                                  | Minister für Erdöl und Mineralien Ágio Pereira amtsführend                                  |                                                                                             |                                                                                             |                                                                                             |                                                                                             |  |  |  |  |  |  |  |  |  |  |  |  |  |  |  |  |  |  |  |  |  |  |  |  |  |  |  |  |  |  |  |  |  |  |  |  |  |  |  |  |  |  |  |  |  |  |  |  |  |  |  |  |  |  |  |  |  |  |  |  |  |  |  |  |  |  |  |  |  |  |  |  |  |  |  |  |  |  |  |  |  |  |  |  |  |  |  |  |  |  |  |  |  |  |  |  |  |  |  |  |  |  |  |  |  |  |  |  |
| Minister für die Reform der Legislative und Angelegenheiten des Parlaments Fidelis Leite Magalhães | Minister für die Reform der Legislative und Angelegenheiten des Parlaments Fidelis Leite Magalhães | Minister für die Reform der Legislative und Angelegenheiten des Parlaments Fidelis Leite Magalhães | Minister für die Reform der Legislative und Angelegenheiten des Parlaments Fidelis Leite Magalhães | Minister für die Reform der Legislative und Angelegenheiten des Parlaments Fidelis Leite Magalhães | Minister für die Reform der Legislative und Angelegenheiten des Parlaments Fidelis Leite Magalhães |  |  | Minister für Finanzen Sara Lobo Brites amtsführend | Minister für Finanzen Sara Lobo Brites amtsführend | Minister für Finanzen Sara Lobo Brites amtsführend | Minister für Finanzen Sara Lobo Brites amtsführend | Minister für Finanzen Sara Lobo Brites amtsführend | Minister für Finanzen Sara Lobo Brites amtsführend |  |  | Minister für Äußere Angelegenheiten und Kooperation Dionísio Babo | Minister für Äußere Angelegenheiten und Kooperation Dionísio Babo | Minister für Äußere Angelegenheiten und Kooperation Dionísio Babo | Minister für Äußere Angelegenheiten und Kooperation Dionísio Babo | Minister für Äußere Angelegenheiten und Kooperation Dionísio Babo | Minister für Äußere Angelegenheiten und Kooperation Dionísio Babo |  |  | Minister für Justiz Manuel Cárceres da Costa              | Minister für Justiz Manuel Cárceres da Costa              | Minister für Justiz Manuel Cárceres da Costa              | Minister für Justiz Manuel Cárceres da Costa              | Minister für Justiz Manuel Cárceres da Costa              | Minister für Justiz Manuel Cárceres da Costa              |  |  | Minister für Staatsadministration Abílio José Caetano amtsführend | Minister für Staatsadministration Abílio José Caetano amtsführend | Minister für Staatsadministration Abílio José Caetano amtsführend | Minister für Staatsadministration Abílio José Caetano amtsführend | Minister für Staatsadministration Abílio José Caetano amtsführend | Minister für Staatsadministration Abílio José Caetano amtsführend |  |  | Minister für Gesundheit Bonifácio dos Reis amtsführend                    | Minister für Gesundheit Bonifácio dos Reis amtsführend                    | Minister für Gesundheit Bonifácio dos Reis amtsführend                    | Minister für Gesundheit Bonifácio dos Reis amtsführend                    | Minister für Gesundheit Bonifácio dos Reis amtsführend                    | Minister für Gesundheit Bonifácio dos Reis amtsführend                    |  |  | Minister für Bildung, Jugend und Sport Dulce Soares      | Minister für Bildung, Jugend und Sport Dulce Soares      | Minister für Bildung, Jugend und Sport Dulce Soares      | Minister für Bildung, Jugend und Sport Dulce Soares      | Minister für Bildung, Jugend und Sport Dulce Soares            | Minister für Bildung, Jugend und Sport Dulce Soares            |                                                                |                                                                | Minister für höhere Bildung, Wissenschaft und Kultur Longuinhos dos Santos | Minister für höhere Bildung, Wissenschaft und Kultur Longuinhos dos Santos | Minister für höhere Bildung, Wissenschaft und Kultur Longuinhos dos Santos | Minister für höhere Bildung, Wissenschaft und Kultur Longuinhos dos Santos | Minister für höhere Bildung, Wissenschaft und Kultur Longuinhos dos Santos | Minister für höhere Bildung, Wissenschaft und Kultur Longuinhos dos Santos |                                                          |                                                          | Minister für soziale Solidarität und Inklusion Armanda Berta dos Santos | Minister für soziale Solidarität und Inklusion Armanda Berta dos Santos | Minister für soziale Solidarität und Inklusion Armanda Berta dos Santos | Minister für soziale Solidarität und Inklusion Armanda Berta dos Santos | Minister für soziale Solidarität und Inklusion Armanda Berta dos Santos | Minister für soziale Solidarität und Inklusion Armanda Berta dos Santos |  |  | Minister für Veteranen Ágio Pereira amtsführend                        | Minister für Veteranen Ágio Pereira amtsführend                        | Minister für Veteranen Ágio Pereira amtsführend                        | Minister für Veteranen Ágio Pereira amtsführend                        | Minister für Veteranen Ágio Pereira amtsführend                        | Minister für Veteranen Ágio Pereira amtsführend                        |                                                             |  | Minister für Projekte und strategische Investitionen Ágio Pereira amtsführend | Minister für Projekte und strategische Investitionen Ágio Pereira amtsführend | Minister für Projekte und strategische Investitionen Ágio Pereira amtsführend | Minister für Projekte und strategische Investitionen Ágio Pereira amtsführend | Minister für Projekte und strategische Investitionen Ágio Pereira amtsführend | Minister für Projekte und strategische Investitionen Ágio Pereira amtsführend |  |  | Minister für den öffentlichen Dienst MOP Salvador Eugénio Soares dos Reis Pires | Minister für den öffentlichen Dienst MOP Salvador Eugénio Soares dos Reis Pires | Minister für den öffentlichen Dienst MOP Salvador Eugénio Soares dos Reis Pires | Minister für den öffentlichen Dienst MOP Salvador Eugénio Soares dos Reis Pires | Minister für den öffentlichen Dienst MOP Salvador Eugénio Soares dos Reis Pires | Minister für den öffentlichen Dienst MOP Salvador Eugénio Soares dos Reis Pires |  |  | Minister für Transport und Kommunikation José Agustinho da Silva | Minister für Transport und Kommunikation José Agustinho da Silva | Minister für Transport und Kommunikation José Agustinho da Silva | Minister für Transport und Kommunikation José Agustinho da Silva | Minister für Transport und Kommunikation José Agustinho da Silva | Minister für Transport und Kommunikation José Agustinho da Silva |  |  | Minister für Tourismus, Handel und Industrie Ágio Pereira amtsführend | Minister für Tourismus, Handel und Industrie Ágio Pereira amtsführend | Minister für Tourismus, Handel und Industrie Ágio Pereira amtsführend | Minister für Tourismus, Handel und Industrie Ágio Pereira amtsführend | Minister für Tourismus, Handel und Industrie Ágio Pereira amtsführend | Minister für Tourismus, Handel und Industrie Ágio Pereira amtsführend |  |  | Minister für Landwirtschaft und Fischerei Joaquim Gusmão Martins | Minister für Landwirtschaft und Fischerei Joaquim Gusmão Martins | Minister für Landwirtschaft und Fischerei Joaquim Gusmão Martins | Minister für Landwirtschaft und Fischerei Joaquim Gusmão Martins | Minister für Landwirtschaft und Fischerei Joaquim Gusmão Martins | Minister für Landwirtschaft und Fischerei Joaquim Gusmão Martins |  |  | Minister für Verteidigung Filomeno Paixão | Minister für Verteidigung Filomeno Paixão | Minister für Verteidigung Filomeno Paixão | Minister für Verteidigung Filomeno Paixão | Minister für Verteidigung Filomeno Paixão | Minister für Verteidigung Filomeno Paixão |  |  | Minister für Inneres Filomeno Paixão amtsführend     | Minister für Inneres Filomeno Paixão amtsführend     | Minister für Inneres Filomeno Paixão amtsführend     | Minister für Inneres Filomeno Paixão amtsführend     | Minister für Inneres Filomeno Paixão amtsführend     | Minister für Inneres Filomeno Paixão amtsführend     |  |  | Minister für Erdöl und Mineralien Ágio Pereira amtsführend | Minister für Erdöl und Mineralien Ágio Pereira amtsführend | Minister für Erdöl und Mineralien Ágio Pereira amtsführend | Minister für Erdöl und Mineralien Ágio Pereira amtsführend | Minister für Erdöl und Mineralien Ágio Pereira amtsführend                                  | Minister für Erdöl und Mineralien Ágio Pereira amtsführend                                  |                                                                                             |                                                                                             |                                                                                             |                                                                                             |  |  |  |  |  |  |  |  |  |  |  |  |  |  |  |  |  |  |  |  |  |  |  |  |  |  |  |  |  |  |  |  |  |  |  |  |  |  |  |  |  |  |  |  |  |  |  |  |  |  |  |  |  |  |  |  |  |  |  |  |  |  |  |  |  |  |  |  |  |  |  |  |  |  |  |  |  |  |  |  |  |  |  |  |  |  |  |  |  |  |  |  |  |  |  |  |  |  |  |  |  |  |  |  |  |  |  |  |
| | | | | | |  |  | Vizeminister für Finanzen Sara Lobo Brites         | Vizeminister für Finanzen Sara Lobo Brites         | Vizeminister für Finanzen Sara Lobo Brites         | Vizeminister für Finanzen Sara Lobo Brites         | Vizeminister für Finanzen Sara Lobo Brites         | Vizeminister für Finanzen Sara Lobo Brites         |  |  | Vizeminister für Äußere Angelegenheiten und Kooperation vakant    | Vizeminister für Äußere Angelegenheiten und Kooperation vakant    | Vizeminister für Äußere Angelegenheiten und Kooperation vakant    | Vizeminister für Äußere Angelegenheiten und Kooperation vakant    | Vizeminister für Äußere Angelegenheiten und Kooperation vakant    | Vizeminister für Äußere Angelegenheiten und Kooperation vakant    |  |  | Vizeminister für Justiz vakant                            | Vizeminister für Justiz vakant                            | Vizeminister für Justiz vakant                            | Vizeminister für Justiz vakant                            | Vizeminister für Justiz vakant                            | Vizeminister für Justiz vakant                            |  |  | Vizeminister für Staatsadministration Abílio José Caetano         | Vizeminister für Staatsadministration Abílio José Caetano         | Vizeminister für Staatsadministration Abílio José Caetano         | Vizeminister für Staatsadministration Abílio José Caetano         | Vizeminister für Staatsadministration Abílio José Caetano         | Vizeminister für Staatsadministration Abílio José Caetano         |  |  | Erster Vizeminister für Gesundheit Élia António de Araújo dos Reis Amaral | Erster Vizeminister für Gesundheit Élia António de Araújo dos Reis Amaral | Erster Vizeminister für Gesundheit Élia António de Araújo dos Reis Amaral | Erster Vizeminister für Gesundheit Élia António de Araújo dos Reis Amaral | Erster Vizeminister für Gesundheit Élia António de Araújo dos Reis Amaral | Erster Vizeminister für Gesundheit Élia António de Araújo dos Reis Amaral |  |  | Vizeminister für Bildung, Jugend und Sport João Zacarias | Vizeminister für Bildung, Jugend und Sport João Zacarias | Vizeminister für Bildung, Jugend und Sport João Zacarias | Vizeminister für Bildung, Jugend und Sport João Zacarias | Vizeminister für Bildung, Jugend und Sport João Zacarias       | Vizeminister für Bildung, Jugend und Sport João Zacarias       |                                                                |                                                                |                                                                            |                                                                            |                                                                            |                                                                            |                                                                            |                                                                            |                                                          |                                                          | Vizeminister für soziale Solidarität Signi Chandrawati Verdial          | Vizeminister für soziale Solidarität Signi Chandrawati Verdial          | Vizeminister für soziale Solidarität Signi Chandrawati Verdial          | Vizeminister für soziale Solidarität Signi Chandrawati Verdial          | Vizeminister für soziale Solidarität Signi Chandrawati Verdial          | Vizeminister für soziale Solidarität Signi Chandrawati Verdial          |  |  |                                                                        |                                                                        |                                                                        |                                                                        |                                                                        |                                                                        |                                                             |  |                                                                               |                                                                               |                                                                               |                                                                               |                                                                               |                                                                               |  |  | Vizeminister für den öffentlichen Dienst MOP Nicolau Lino Freitas Belo          | Vizeminister für den öffentlichen Dienst MOP Nicolau Lino Freitas Belo          | Vizeminister für den öffentlichen Dienst MOP Nicolau Lino Freitas Belo          | Vizeminister für den öffentlichen Dienst MOP Nicolau Lino Freitas Belo          | Vizeminister für den öffentlichen Dienst MOP Nicolau Lino Freitas Belo          | Vizeminister für den öffentlichen Dienst MOP Nicolau Lino Freitas Belo          |  |  |                                                                  |                                                                  |                                                                  |                                                                  |                                                                  |                                                                  |  |  | Vizeminister für Tourismus, Handel- und Industrie vakant              | Vizeminister für Tourismus, Handel- und Industrie vakant              | Vizeminister für Tourismus, Handel- und Industrie vakant              | Vizeminister für Tourismus, Handel- und Industrie vakant              | Vizeminister für Tourismus, Handel- und Industrie vakant              | Vizeminister für Tourismus, Handel- und Industrie vakant              |  |  |                                                                  |                                                                  |                                                                  |                                                                  |                                                                  |                                                                  |  |  |                                           |                                           |                                           |                                           |                                           |                                           |  |  |                                                      |                                                      |                                                      |                                                      |                                                      |                                                      |  |  |                                                            |                                                            |                                                            |                                                            |                                                                                             |                                                                                             |                                                                                             |                                                                                             |                                                                                             |                                                                                             |  |  |  |  |  |  |  |  |  |  |  |  |  |  |  |  |  |  |  |  |  |  |  |  |  |  |  |  |  |  |  |  |  |  |  |  |  |  |  |  |  |  |  |  |  |  |  |  |  |  |  |  |  |  |  |  |  |  |  |  |  |  |  |  |  |  |  |  |  |  |  |  |  |  |  |  |  |  |  |  |  |  |  |  |  |  |  |  |  |  |  |  |  |  |  |  |  |  |  |  |  |  |  |  |  |  |  |  |
| | | | | | |  |  | Vizeminister für Finanzen Sara Lobo Brites         | Vizeminister für Finanzen Sara Lobo Brites         | Vizeminister für Finanzen Sara Lobo Brites         | Vizeminister für Finanzen Sara Lobo Brites         | Vizeminister für Finanzen Sara Lobo Brites         | Vizeminister für Finanzen Sara Lobo Brites         |  |  | Vizeminister für Äußere Angelegenheiten und Kooperation vakant    | Vizeminister für Äußere Angelegenheiten und Kooperation vakant    | Vizeminister für Äußere Angelegenheiten und Kooperation vakant    | Vizeminister für Äußere Angelegenheiten und Kooperation vakant    | Vizeminister für Äußere Angelegenheiten und Kooperation vakant    | Vizeminister für Äußere Angelegenheiten und Kooperation vakant    |  |  | Vizeminister für Justiz vakant                            | Vizeminister für Justiz vakant                            | Vizeminister für Justiz vakant                            | Vizeminister für Justiz vakant                            | Vizeminister für Justiz vakant                            | Vizeminister für Justiz vakant                            |  |  | Vizeminister für Staatsadministration Abílio José Caetano         | Vizeminister für Staatsadministration Abílio José Caetano         | Vizeminister für Staatsadministration Abílio José Caetano         | Vizeminister für Staatsadministration Abílio José Caetano         | Vizeminister für Staatsadministration Abílio José Caetano         | Vizeminister für Staatsadministration Abílio José Caetano         |  |  | Erster Vizeminister für Gesundheit Élia António de Araújo dos Reis Amaral | Erster Vizeminister für Gesundheit Élia António de Araújo dos Reis Amaral | Erster Vizeminister für Gesundheit Élia António de Araújo dos Reis Amaral | Erster Vizeminister für Gesundheit Élia António de Araújo dos Reis Amaral | Erster Vizeminister für Gesundheit Élia António de Araújo dos Reis Amaral | Erster Vizeminister für Gesundheit Élia António de Araújo dos Reis Amaral |  |  | Vizeminister für Bildung, Jugend und Sport João Zacarias | Vizeminister für Bildung, Jugend und Sport João Zacarias | Vizeminister für Bildung, Jugend und Sport João Zacarias | Vizeminister für Bildung, Jugend und Sport João Zacarias | Vizeminister für Bildung, Jugend und Sport João Zacarias       | Vizeminister für Bildung, Jugend und Sport João Zacarias       |                                                                |                                                                |                                                                            |                                                                            |                                                                            |                                                                            |                                                                            |                                                                            |                                                          |                                                          | Vizeminister für soziale Solidarität Signi Chandrawati Verdial          | Vizeminister für soziale Solidarität Signi Chandrawati Verdial          | Vizeminister für soziale Solidarität Signi Chandrawati Verdial          | Vizeminister für soziale Solidarität Signi Chandrawati Verdial          | Vizeminister für soziale Solidarität Signi Chandrawati Verdial          | Vizeminister für soziale Solidarität Signi Chandrawati Verdial          |  |  |                                                                        |                                                                        |                                                                        |                                                                        |                                                                        |                                                                        |                                                             |  |                                                                               |                                                                               |                                                                               |                                                                               |                                                                               |                                                                               |  |  | Vizeminister für den öffentlichen Dienst MOP Nicolau Lino Freitas Belo          | Vizeminister für den öffentlichen Dienst MOP Nicolau Lino Freitas Belo          | Vizeminister für den öffentlichen Dienst MOP Nicolau Lino Freitas Belo          | Vizeminister für den öffentlichen Dienst MOP Nicolau Lino Freitas Belo          | Vizeminister für den öffentlichen Dienst MOP Nicolau Lino Freitas Belo          | Vizeminister für den öffentlichen Dienst MOP Nicolau Lino Freitas Belo          |  |  |                                                                  |                                                                  |                                                                  |                                                                  |                                                                  |                                                                  |  |  | Vizeminister für Tourismus, Handel- und Industrie vakant              | Vizeminister für Tourismus, Handel- und Industrie vakant              | Vizeminister für Tourismus, Handel- und Industrie vakant              | Vizeminister für Tourismus, Handel- und Industrie vakant              | Vizeminister für Tourismus, Handel- und Industrie vakant              | Vizeminister für Tourismus, Handel- und Industrie vakant              |  |  |                                                                  |                                                                  |                                                                  |                                                                  |                                                                  |                                                                  |  |  |                                           |                                           |                                           |                                           |                                           |                                           |  |  |                                                      |                                                      |                                                      |                                                      |                                                      |                                                      |  |  |                                                            |                                                            |                                                            |                                                            |                                                                                             |                                                                                             |                                                                                             |                                                                                             |                                                                                             |                                                                                             |  |  |  |  |  |  |  |  |  |  |  |  |  |  |  |  |  |  |  |  |  |  |  |  |  |  |  |  |  |  |  |  |  |  |  |  |  |  |  |  |  |  |  |  |  |  |  |  |  |  |  |  |  |  |  |  |  |  |  |  |  |  |  |  |  |  |  |  |  |  |  |  |  |  |  |  |  |  |  |  |  |  |  |  |  |  |  |  |  |  |  |  |  |  |  |  |  |  |  |  |  |  |  |  |  |  |  |  |
| Staatssekretär für soziale Kommunikation Merício Juvinal dos Reis                                  | Staatssekretär für soziale Kommunikation Merício Juvinal dos Reis                                  | Staatssekretär für soziale Kommunikation Merício Juvinal dos Reis                                  | Staatssekretär für soziale Kommunikation Merício Juvinal dos Reis                                  | Staatssekretär für soziale Kommunikation Merício Juvinal dos Reis                                  | Staatssekretär für soziale Kommunikation Merício Juvinal dos Reis                                  |  |  |                                                    |                                                    |                                                    |                                                    |                                                    |                                                    |  |  |                                                                   |                                                                   |                                                                   |                                                                   |                                                                   |                                                                   |  |  | Staatssekretär für Grundbesitz und Eigentum Mário Ximenes | Staatssekretär für Grundbesitz und Eigentum Mário Ximenes | Staatssekretär für Grundbesitz und Eigentum Mário Ximenes | Staatssekretär für Grundbesitz und Eigentum Mário Ximenes | Staatssekretär für Grundbesitz und Eigentum Mário Ximenes | Staatssekretär für Grundbesitz und Eigentum Mário Ximenes |  |  |                                                                   |                                                                   |                                                                   |                                                                   |                                                                   |                                                                   |  |  | Zweiter Vizeminister für Gesundheit Bonifácio dos Reis                    | Zweiter Vizeminister für Gesundheit Bonifácio dos Reis                    | Zweiter Vizeminister für Gesundheit Bonifácio dos Reis                    | Zweiter Vizeminister für Gesundheit Bonifácio dos Reis                    | Zweiter Vizeminister für Gesundheit Bonifácio dos Reis                    | Zweiter Vizeminister für Gesundheit Bonifácio dos Reis                    |  |  | Staatssekretär für Jugend und Sport Nélio Isaac Sarmento | Staatssekretär für Jugend und Sport Nélio Isaac Sarmento | Staatssekretär für Jugend und Sport Nélio Isaac Sarmento | Staatssekretär für Jugend und Sport Nélio Isaac Sarmento | Staatssekretär für Jugend und Sport Nélio Isaac Sarmento       | Staatssekretär für Jugend und Sport Nélio Isaac Sarmento       |                                                                |                                                                | Staatssekretär für Kunst und Kultur Teófilo Caldas                         | Staatssekretär für Kunst und Kultur Teófilo Caldas                         | Staatssekretär für Kunst und Kultur Teófilo Caldas                         | Staatssekretär für Kunst und Kultur Teófilo Caldas                         | Staatssekretär für Kunst und Kultur Teófilo Caldas                         | Staatssekretär für Kunst und Kultur Teófilo Caldas                         |                                                          |                                                          |                                                                         |                                                                         |                                                                         |                                                                         |                                                                         |                                                                         |  |  | Staatssekretär für Angelegenheiten der Veteranen Gil da Costa Monteiro | Staatssekretär für Angelegenheiten der Veteranen Gil da Costa Monteiro | Staatssekretär für Angelegenheiten der Veteranen Gil da Costa Monteiro | Staatssekretär für Angelegenheiten der Veteranen Gil da Costa Monteiro | Staatssekretär für Angelegenheiten der Veteranen Gil da Costa Monteiro | Staatssekretär für Angelegenheiten der Veteranen Gil da Costa Monteiro |                                                             |  |                                                                               |                                                                               |                                                                               |                                                                               |                                                                               |                                                                               |  |  |                                                                                 |                                                                                 |                                                                                 |                                                                                 |                                                                                 |                                                                                 |  |  |                                                                  |                                                                  |                                                                  |                                                                  |                                                                  |                                                                  |  |  |                                                                       |                                                                       |                                                                       |                                                                       |                                                                       |                                                                       |  |  | Staatssekretär für Fischerei vakant                              | Staatssekretär für Fischerei vakant                              | Staatssekretär für Fischerei vakant                              | Staatssekretär für Fischerei vakant                              | Staatssekretär für Fischerei vakant                              | Staatssekretär für Fischerei vakant                              |  |  |                                           |                                           |                                           |                                           |                                           |                                           |  |  | Staatssekretär für Zivilschutz Alexandrino de Araújo | Staatssekretär für Zivilschutz Alexandrino de Araújo | Staatssekretär für Zivilschutz Alexandrino de Araújo | Staatssekretär für Zivilschutz Alexandrino de Araújo | Staatssekretär für Zivilschutz Alexandrino de Araújo | Staatssekretär für Zivilschutz Alexandrino de Araújo |  |  |                                                            |                                                            |                                                            |                                                            | Staatssekretär für Gleichberechtigung und Inklusion Maria José da Fonseca Monteiro de Jesus | Staatssekretär für Gleichberechtigung und Inklusion Maria José da Fonseca Monteiro de Jesus | Staatssekretär für Gleichberechtigung und Inklusion Maria José da Fonseca Monteiro de Jesus | Staatssekretär für Gleichberechtigung und Inklusion Maria José da Fonseca Monteiro de Jesus | Staatssekretär für Gleichberechtigung und Inklusion Maria José da Fonseca Monteiro de Jesus | Staatssekretär für Gleichberechtigung und Inklusion Maria José da Fonseca Monteiro de Jesus |  |  |  |  |  |  |  |  |  |  |  |  |  |  |  |  |  |  |  |  |  |  |  |  |  |  |  |  |  |  |  |  |  |  |  |  |  |  |  |  |  |  |  |  |  |  |  |  |  |  |  |  |  |  |  |  |  |  |  |  |  |  |  |  |  |  |  |  |  |  |  |  |  |  |  |  |  |  |  |  |  |  |  |  |  |  |  |  |  |  |  |  |  |  |  |  |  |  |  |  |  |  |  |  |  |  |  |  |

## Neue Regierungsmitglieder ab dem 29. Mai 2020

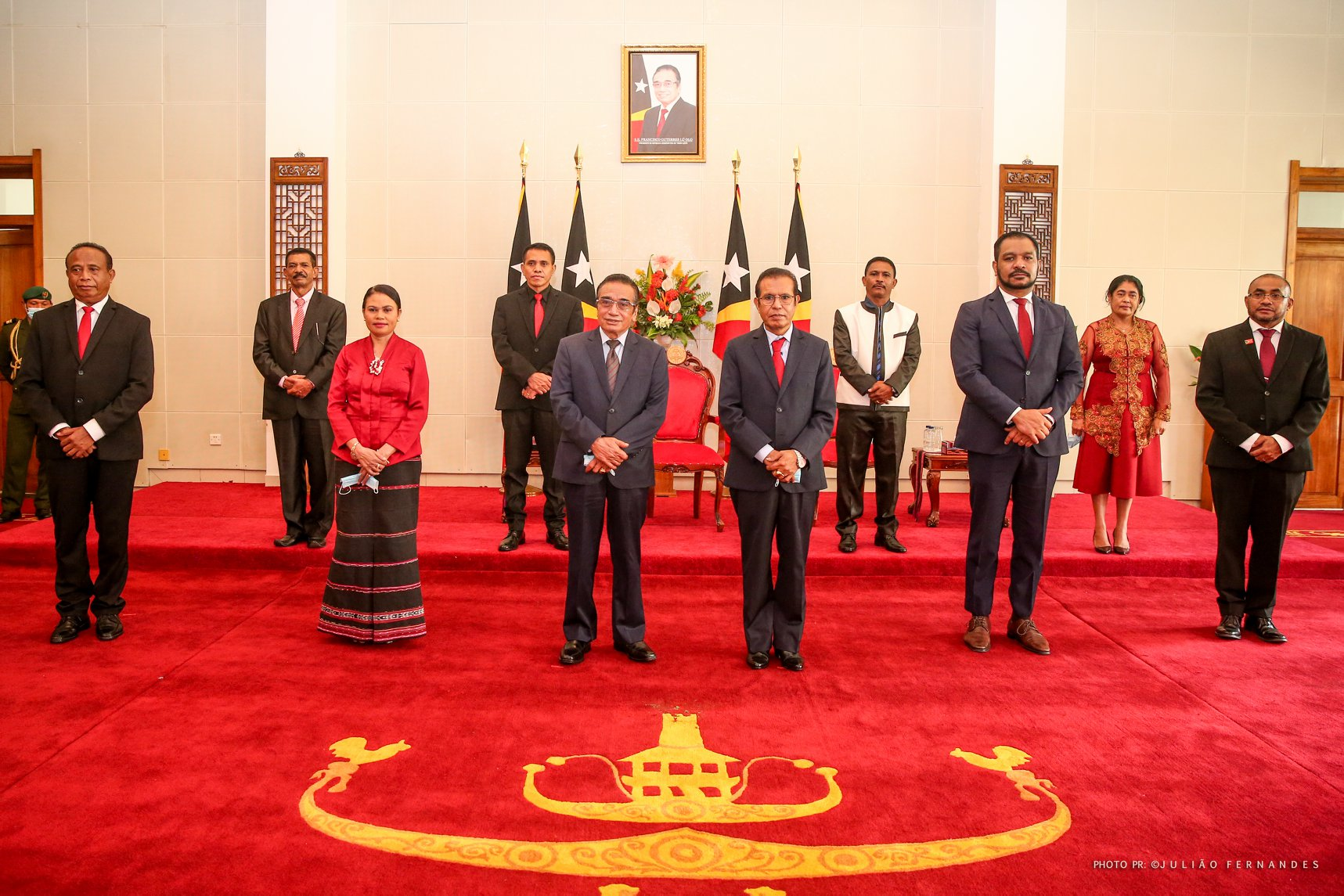
Vereidigung der neuen Regierungsmitglieder in Osttimor (29. Mai 2020)

| Am 29. Mai 2020 vereidigte Regierungsmitglieder | Am 29. Mai 2020 vereidigte Regierungsmitglieder | Am 29. Mai 2020 vereidigte Regierungsmitglieder                                              |
| Minister                                        | Minister                                        | Minister                                                                                     |
| Foto                                            | Name                                            | Posten                                                                                       |
| ----------------------------------------------- | ----------------------------------------------- | -------------------------------------------------------------------------------------------- |
| Armanda Berta dos Santos (2018)                 | Armanda Berta dos Santos (KHUNTO)               | stellvertretende Premierministerin und Ministerin für soziale Solidarität und Inklusion MSSI |
| Fidelis Leite Magalhães (2019)                  | Fidelis Leite Magalhães (PLP)                   | Minister des Präsidiums des Ministerrates MPKM                                               |
|                                                 | Francisco Jerónimo (FRETILIN)                   | Minister für parlamentarische Angelegenheiten und Medien MAPCS                               |
|                                                 | Fernando Hanjam (FRETILIN)                      | Minister für Finanzen MF                                                                     |
|                                                 | Miguel Pereira de Carvalho (FRETILIN)           | Minister für Staatsadministration MAE                                                        |
|                                                 | Odete Maria Freitas Belo (FRETILIN)             | Ministerin für Gesundheit MS                                                                 |
|                                                 | Júlio Sarmento da Costa Metan Malik (PD)        | Minister für Veteranen MACLN                                                                 |
|                                                 | Pedro dos Reis (KHUNTO)                         | Minister für Landwirtschaft und Fischerei MAP                                                |

## Regierung ab dem 24. Juni 2020

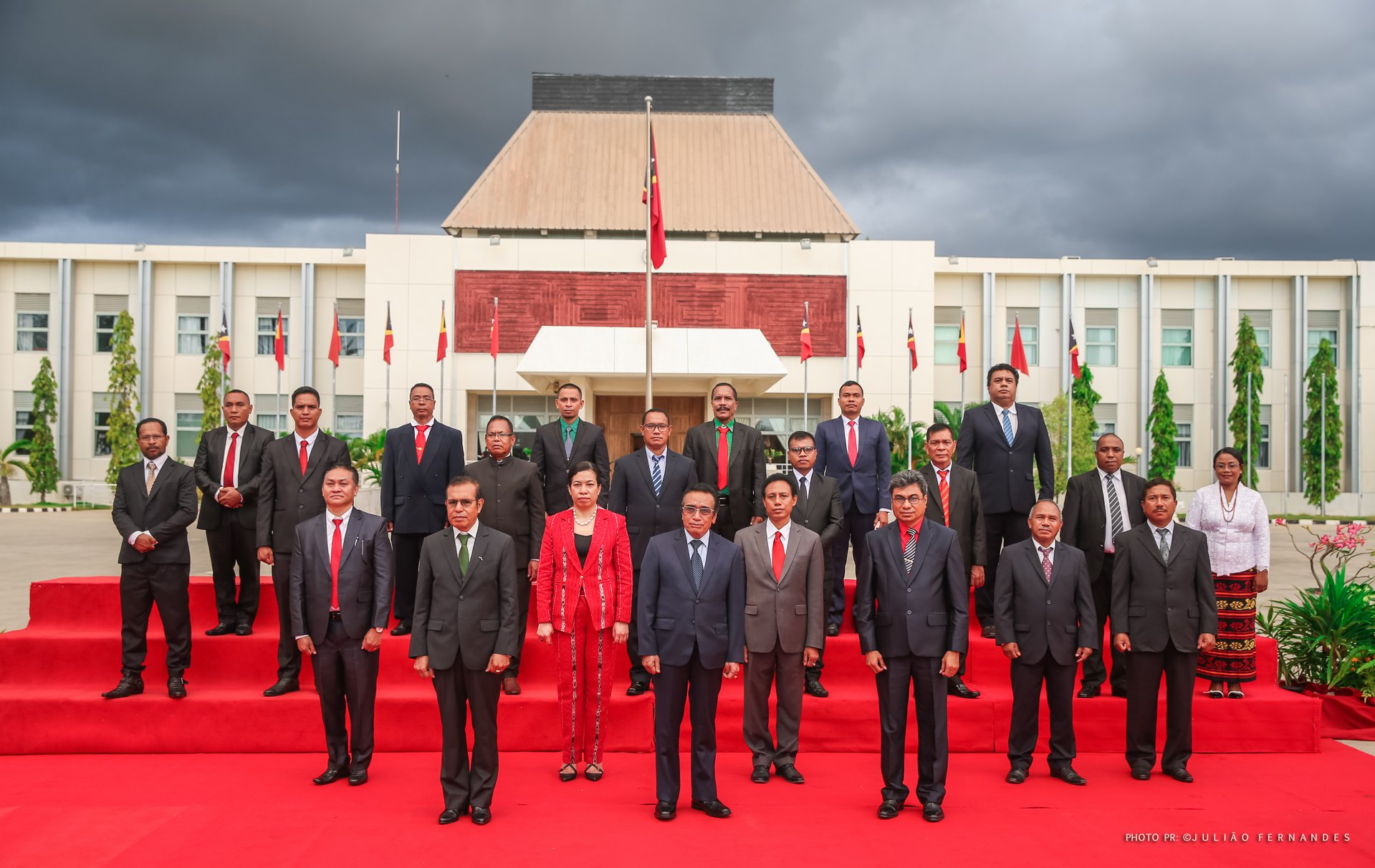
Die am 24. Juni 2020 vereidigten Regierungsmitglieder beim Staatspräsidenten

Bei Mitgliedern der Regierung, die nicht am 22. Juni 2018 vereidigt wurden, wird das Datum angegeben.
| Mitglieder der Regierung Taur Matan Ruak, ab 24. Juni 2020 | Mitglieder der Regierung Taur Matan Ruak, ab 24. Juni 2020 | Mitglieder der Regierung Taur Matan Ruak, ab 24. Juni 2020                                                       |
| Foto                                                       | Name                                                       | Posten |
| ---------------------------------------------------------- | ---------------------------------------------------------- | --- |
|                                                            | Taur Matan Ruak (PLP)                                      | Premierminister und (seit 24. Juni 2020) Innenminister MI                                                        |
| Armanda Berta dos Santos (2018)                            | Armanda Berta dos Santos (KHUNTO)                          | stellvertretende Premierministerin (seit 29. Mai 2020) und Ministerin für soziale Solidarität und Inklusion MSSI |
|                                                            | José Maria dos Reis (FRETILIN)                             | stellvertretender Premierminister und Minister für Planung und Territorium MPO (Vereidigung: 24. Juni 2020)      |
| Fidelis Leite Magalhães (2019)                             | Fidelis Leite Magalhães (PLP)                              | Minister des Präsidiums des Ministerrates MPKM (neues Amt: 29. Mai 2020)                                         |
|                                                            | Joaquim Amaral (FRETILIN)                                  | koordinierender Minister für wirtschaftliche Angelegenheiten MCAE (Vereidigung: 24. Juni 2020)                   |
|                                                            | Francisco Jerónimo (FRETILIN)                              | Minister für parlamentarische Angelegenheiten und Medien MAPCS/MAPKOMS (Vereidigung: 29. Mai 2020)               |
|                                                            | Fernando Hanjam (FRETILIN)                                 | Minister für Finanzen MF (Vereidigung: 29. Mai 2020; bis 23. November 2020)                                      |
|                                                            | Rui Augusto Gomes (parteilos)                              | Minister für Finanzen MF (seit 23. November 2020)                                                                |
|                                                            | Adaljíza Magno (FRETILIN)                                  | Minister für Äußere Angelegenheiten und Kooperation MNEC (Vereidigung: 24. Juni 2020)                            |
| Manuel Cárceres da Costa (2019)                            | Manuel Cárceres da Costa (PLP)                             | Minister für Justiz MJ                                                                                           |
|                                                            | Miguel Pereira de Carvalho (FRETILIN)                      | Minister für Staatsadministration MAE (Vereidigung: 29. Mai 2020)                                                |
|                                                            | Odete Maria Freitas Belo (FRETILIN)                        | Ministerin für Gesundheit MS (Vereidigung: 29. Mai 2020)                                                         |
|                                                            | Armindo Maia (FRETILIN)                                    | Minister für Bildung, Jugend und Sport MEJD (Vereidigung: 24. Juni 2020)                                         |
| Longuinhos dos Santos                                      | Longuinhos dos Santos (PLP)                                | Minister für höhere Bildung, Wissenschaft und Kultur MESCC                                                       |
|                                                            | Júlio Sarmento da Costa Meta Malik (PD)                    | Minister für Veteranen MACLN (Vereidigung: 29. Mai 2020)                                                         |
| Salvador Eugénio Soares dos Reis Pires (2019)              | Salvador Eugénio Soares dos Reis Pires (PLP)               | Minister für den öffentlichen Dienst MOP                                                                         |
| José Agustinho da Silva (2018)                             | José Agustinho da Silva (KHUNTO)                           | Minister für Transport und Kommunikation MTC                                                                     |
|                                                            | José Lucas do Carmo da Silva (FRETILIN)                    | Minister für Tourismus, Handel und Industrie MTCI (Vereidigung: 24. Juni 2020)                                   |
|                                                            | Pedro dos Reis (KHUNTO)                                    | Minister für Landwirtschaft und Fischerei MAP (Vereidigung: 29. Mai 2020)                                        |
| Filomeno Paixão (2019)                                     | Filomeno Paixão (unabhängig)                               | Minister für Verteidigung MD (Vereidigung: 9. Juli 2018)                                                         |
|                                                            | Vítor da Conceição Soares (FRETILIN)                       | Minister für Erdöl und Mineralien MPM (Vereidigung: 24. Juni 2020)                                               |
| Vizeminister                                               |                                                            | |
| Julião da Silva (2019)                                     | Julião da Silva (KHUNTO)                                   | Vizeminister für Äußere Angelegenheiten und Kooperation VMNEC (neues Amt: 24. Juni 2020)                         |
| Sara Lobo Brites (2019)                                    | Sara Lobo Brites (unabhängig)                              | Vizeministerin für Finanzen VMF                                                                                  |
|                                                            | José Edmundo Caetano (KHUNTO)                              | Vizeminister für Justiz VMJ (Vereidigung: 24. Juni 2020)                                                         |
|                                                            | Lino de Jesus Torrezão (FRETILIN)                          | Vizeminister für Staatsadministration VMAE (Vereidigung: 24. Juni 2020)                                          |
| Bonifácio dos Reis (2019)                                  | Bonifácio Maukoli dos Reis (PLP)                           | Vizeminister für strategische Gesundheitsentwicklung VMS                                                         |
|                                                            | António Guterres (KHUNTO)                                  | Vizeminister für Erziehung, Jugend und Sport VMEJD (Vereidigung: 24. Juni 2020)                                  |
| Signi Chandrawati Verdial                                  | Signi Verdial (PLP)                                        | Vizeministerin für soziale Solidarität VMSSI                                                                     |
| Nicolau Lino Freitas Belo                                  | Nicolau Lino Freitas Belo (KHUNTO)                         | Vizeminister für den öffentlichen Dienst VMOP                                                                    |
|                                                            | Inácia Teixeira (FRETILIN)                                 | Vizeministerin für kommunalen Tourismus und Kultur VMTCC (Vereidigung: 24. Juni 2020)                            |
|                                                            | Domingos Lopes Antunes (FRETILIN)                          | Vizeminister für Handel und Industrie VMCI (Vereidigung: 24. Juni 2020)                                          |
|                                                            | Abílio Xavier de Araújo (KHUNTO)                           | Vizeminister für Landwirtschaft und Fischerei VMAP (Vereidigung: 24. Juni 2020)                                  |
|                                                            | Antonino Armindo (KHUNTO)                                  | Vizeminister für Inneres VMI (Vereidigung: 24. Juni 2020)                                                        |
| Staatssekretäre                                            |                                                            | |
|                                                            | Alarico de Rosário (KHUNTO)                                | Staatssekretär für Berufsausbildung und Arbeit SEFOPE (Vereidigung: 24. Juni 2020)                               |
|                                                            | Elizário Ferreira (FRETILIN)                               | Staatssekretär für Kooperativen SECOOP (Vereidigung: 24. Juni 2020)                                              |
|                                                            | Demétrio do Amaral de Carvalho (PLP)                       | Staatssekretär für Umwelt SECAMB                                                                                 |
| Merício Juvinal dos Reis                                   | Merício Juvinal dos Reis Akara (PLP)                       | Staatssekretär für soziale Kommunikation SECOMS                                                                  |
| Mário Ximenes (2019)                                       | Mário Ximenes (KHUNTO)                                     | Staatssekretär für Grundbesitz und Eigentum SETP                                                                 |
|                                                            | Abrão Saldanha (FRETILIN)                                  | Staatssekretär für Jugend und Sport SEJD (Vereidigung: 24. Juni 2020)                                            |
|                                                            | Teófilo Caldas (CNRT)                                      | Staatssekretär für Kunst und Kultur SEAC                                                                         |
| Gil da Costa Monteiro (2019)                               | Gil da Costa Monteiro Oan Soru (unabhängig)                | Staatssekretär für Angelegenheiten der Veteranen SEAACLN                                                         |
|                                                            | Elídio de Araújo (KHUNTO)                                  | Staatssekretär für Fischerei (Vereidigung: 24. Juni 2020)                                                        |
|                                                            | Joaquim José Gusmão dos Reis Martins (KHUNTO)              | Staatssekretär für Zivilschutz SEPC (Vereidigung im neuen Amt: 24. Juni 2020)                                    |
| Maria José da Fonseca Monteiro de Jesus (2019)             | Maria José da Fonseca Monteiro de Jesus (PLP)              | Staatssekretärin für Gleichberechtigung                                                                          |

## Neue Regierungsmitglieder seit dem 22. März 2022

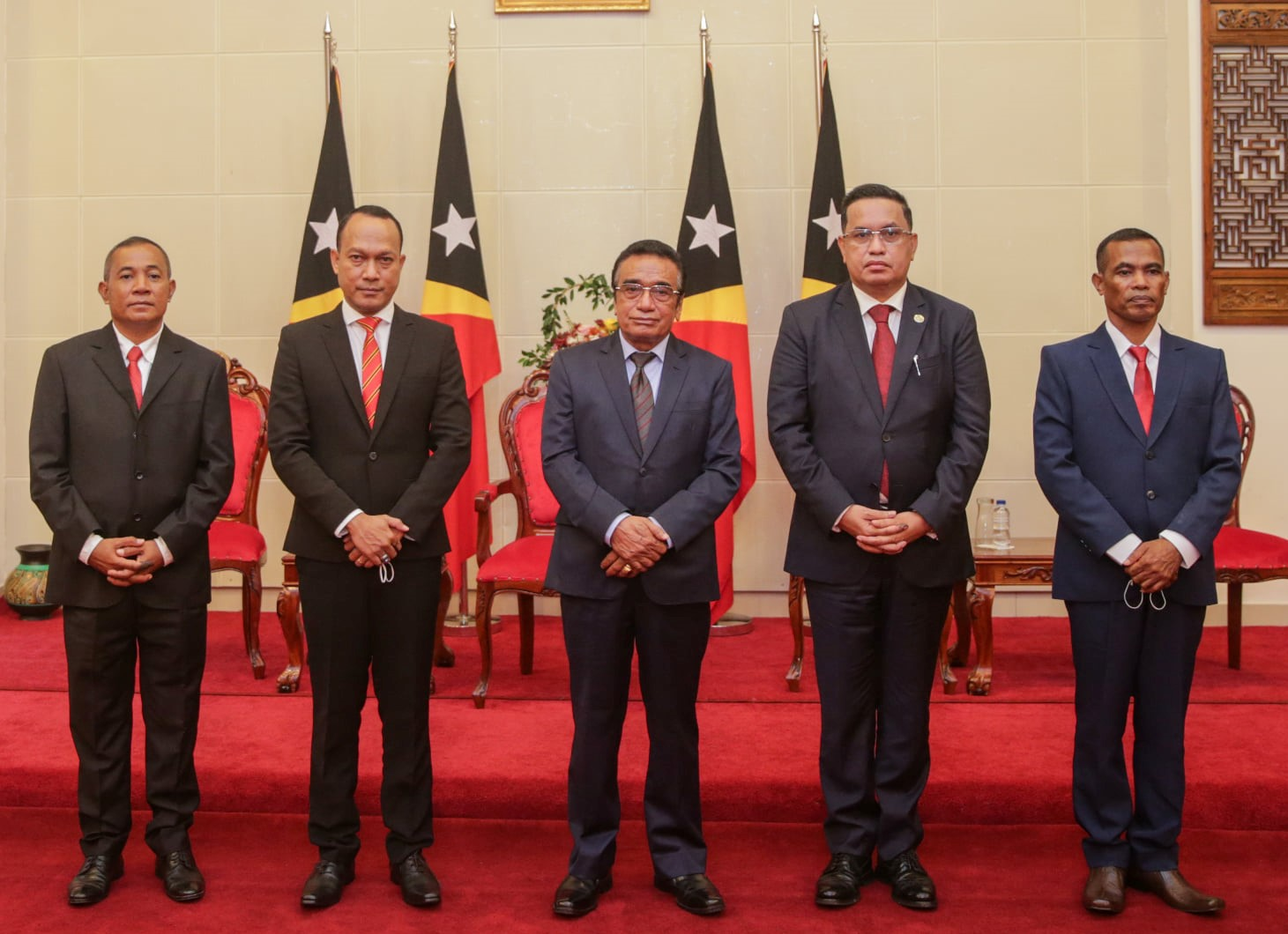
Die neuen Regierungsmitglieder mit Präsident Guterres vom 22. März...

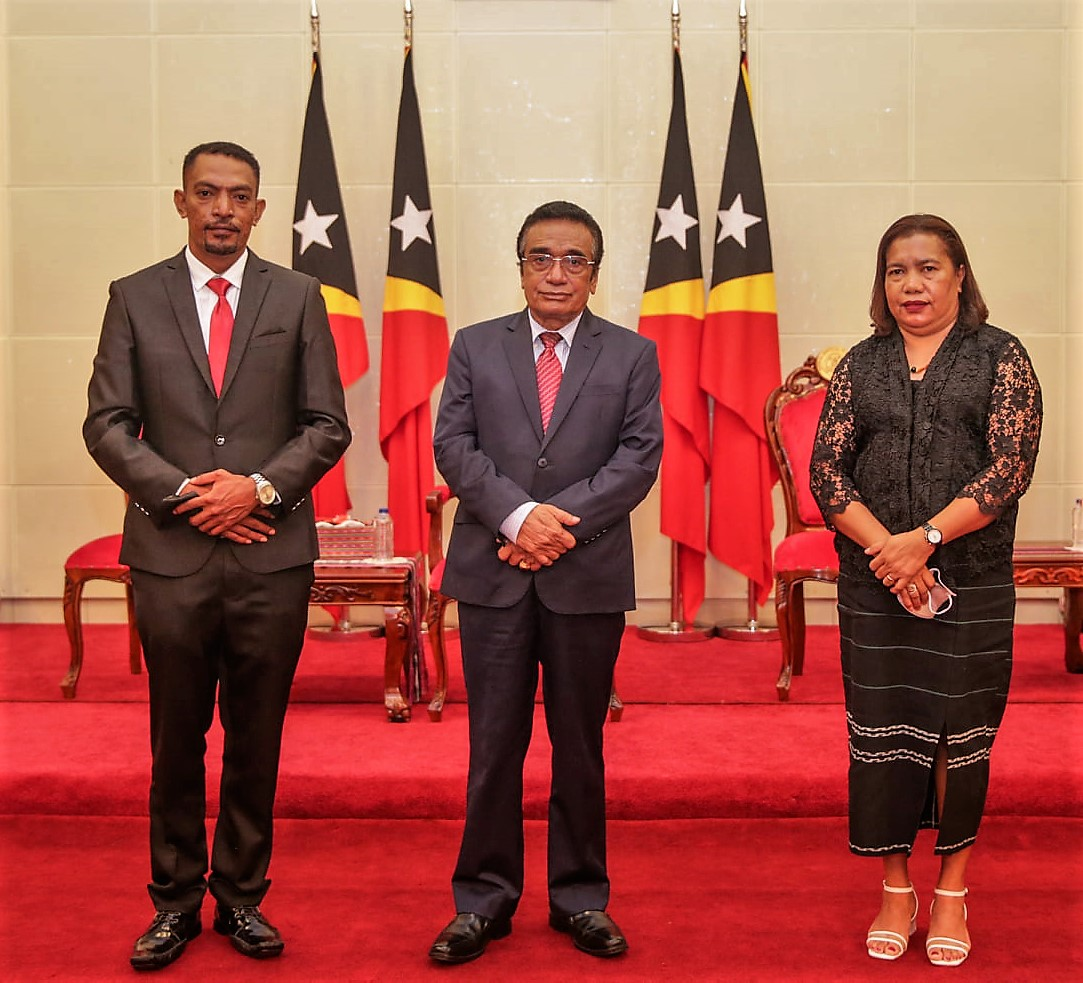
...und vom 31. März 2022.

| Im März 2022 vereidigte Regierungsmitglieder | Im März 2022 vereidigte Regierungsmitglieder | Im März 2022 vereidigte Regierungsmitglieder                          |
| -------------------------------------------- | -------------------------------------------- | --------------------------------------------------------------------- |
|                                              | Tiago Amaral Sarmento                        | Minister für Justiz MJ (22. März)                                     |
|                                              | Abel Pires da Silva (PLP)                    | Minister für den öffentlichen Dienst MOP (22. März)                   |
|                                              | António Freitas                              | Vizeminister für Finanzen VMF (22. März)                              |
|                                              | Júlio da Conceição Loro Mesak                | Staatssekretär für Angelegenheiten der Veteranen SEAACLN (22. März)   |
|                                              | Eldino Rodrigues dos Santos (KHUNTO)         | Staatssekretär für Grundbesitz und Eigentum SETP (31. März)           |
|                                              | Maria do Rosário Fátima Correia (PLP)        | Staatssekretärin für Gleichberechtigung und Inklusion SEII (31. März) |